# 2024년 미국 대통령 선거
2024년 미국 대통령 선거(영어: 2024 United States presidential election)는 2024년 11월 5일 화요일에 치러진 60번째 미국의 대통령 선거이다. 선거 결과 공화당의 미국의 전 45대 대통령 도널드 트럼프 대통령 후보와 전 오하이오주 상원의원 JD 밴스 부통령 후보가 민주당의 전 부통령 카멀라 해리스 대통령 후보와 미네소타주 주지사 팀 월즈 부통령 후보 측을 물리치고 선거에서 승리하였다. 선거에서 승리한 트럼프와 밴스는 선거인단에 의한 공식 인증 이후 2025년 1월 20일 제47대 대통령과 제50대 부통령으로 취임했다.
원래 민주당의 현직 대통령인 조 바이든은 3월 12일부터 민주당의 예측 후보로 재선 출마를 선언했으며, 당 내에서는 이를 반대하는 세력이 없었다. 그러나 그의 2024년 6월 대통령 후보 토론에서의 논란으로 인해 연령과 건강 문제가 대두되자 당 내에서 그가 경선에서 물러나야 한다는 목소리가 높아졌다. 바이든은 경선에서부터 후보 사퇴를 거부했지만, 끝끝내 7월 21일 후보에서 사퇴하여 1968년 린든 B. 존슨 이후 처음으로 충분한 대의원을 확보하고도 후보에서 물러난 현직 대통령이 되었다. 바이든은 현직 부통령 카멀라 해리스를 민주당의 차기 후보로 지지했고 8월 5일 민주당 대의원들의 투표를 받아 대통령 후보로 지명되었으며, 그녀는 팀 월즈를 러닝메이트로 선택했다.
2020년 대통령 선거에서 바이든에게 패배한 도널드 트럼프는 다시 재선에 출마했다. 그는 그가 선택한 러닝메이트 JD 밴스와 함께 2024년 공화당 전당대회에서 공화당의 후보로 지명되었다. 트럼프의 선거 운동은 2020년 대통령 선거가 조작되어 트럼프를 패배시켰다는 주장을 포함하여 수많은 거짓말과 오해의 소지가 있는 발언들을 지속했으며, 반이민적 어조로 공포를 조성하고 음모론을 퍼뜨리는 등의 행보를 보였다. 여러 역사학자들과 트럼프 1기 정부의 전 내각 구성원들은 트럼프의 정치적 운동이 권위주의적이고 파시즘과 상당한 유사점을 가진다고 밝혔으며, 선거 기간 동안 트럼프의 선거 캠프는 지속적으로 정치적 반대파들에게 비인간적인 수사법을 사용했다.
여론 조사에 따르면 이번 대통령 선거에서 유권자들이 가장 중요하게 생각하는 선거 이슈에는 경제, 의료, 민주주의, 외교 정책, 불법 이민, 낙태, 기후 변화, 교육과 성소수자 권리 등이 있었다. 여론 조사에 참여한 대부분의 유권자들은 경제 문제를 이번 선거의 최우선 이슈로 일관되게 꼽았다.
트럼프는 312개의 선거인단 투표를 받아 해리스의 226개의 선거인단 투표에 비해 큰 차이로 승리했으며, 이는 이번 선거에서 트럼프가 2020년 대통령 선거에서 승리했던 모든 주들을 유지하고 이전 선거와 달리 변동한 모든 주들에서 승리했기 때문이다. 트럼프는 2020년 민주당이 승리한 애리조나주, 조지아주, 미시간주, 네바다주, 펜실베이니아주, 위스콘신주의 6개 주에서 모두 승리했다. 또한 그는 49.83%의 전국 유권자 득표율을 기록하여 승리했으며 그는 2004년 조지 W. 부시 이후 처음으로 전국 유권자 득표율에서 승리한 공화당 후보가 되었다. 이번 선거에서 트럼프는 노동계층, 대졸 미만 학력의 청년층, 히스패닉계 미국인 유권자들 사이에서 득표율을 크게 증가시켰다. 2016년 대통령 선거에서 승리했던 트럼프는 1892년 대통령 선거에서 승리한 그로버 클리블랜드 이후 132년 만에 1기와 2기 임기가 연속되지 않는 두 번째 대통령이 되었다.

## 배경

### 절차

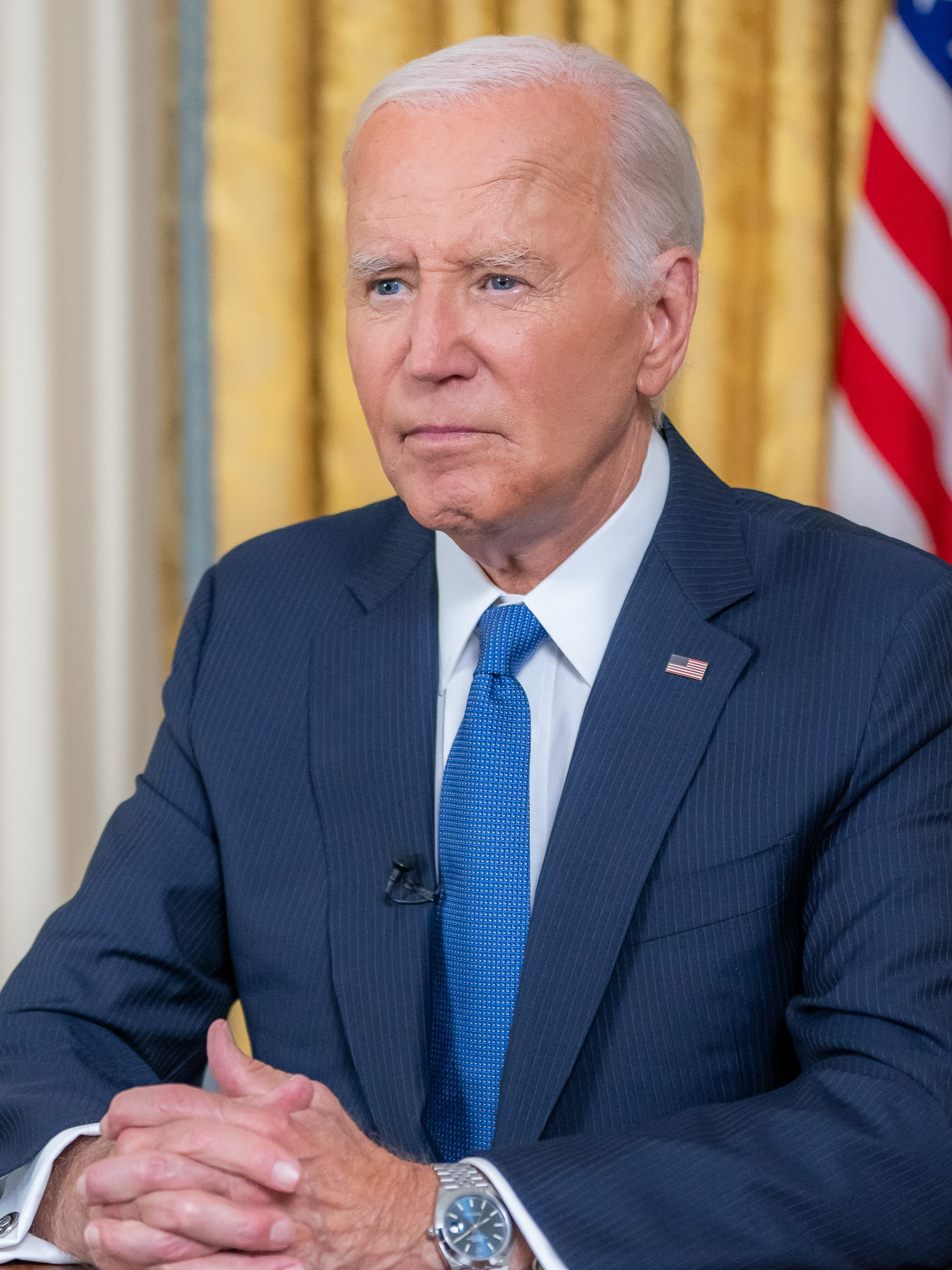
2024년 조 바이든 대통령.
조 바이든은 2021년 1월 20일 미국의 대통령에 취임하였으며, 2025년 1월 20일 정오에 임기가 끝났다.

미국 헌법 제2조에 따라 미합중국의 대통령은 14년 이상 미국에 거주한 미국 시민이면서 만 35세 이상이어야 하고, 수정 헌법 제22조에 따라 한 개인이 2번을 초과하여 대통령으로 선출되는 것은 불가능하다. 주요 정당의 후보는 속한 당의 전당대회에서 후보를 선택할 대의원을 선출하는 과정인 예비선거를 거쳐 당의 대통령 후보로서 지명받는다. 또한 이러한 전당대회에서는 대통령의 러닝메이트인 부통령 후보도 선출하는데, 이 때 러닝메이트는 주로 대통령 후보자가 선택하여 대의원들에게 비준된다. 만약 후보자가 소속 정당의 대의원의 과반수 득표를 얻지 못하거나, 당의 추정 후보자가 예비선거와 전당대회 사이에 사임하면 중개 전당대회가 열려 대의원들은 "해방"되고 다른 후보에게 투표할 수 있다.
대통령 선거는 간접 선거로 11월에 진행되어 유권자들이 선거인단을 구성하는 투표를 하고, 이 선출된 선거인단이 대통령과 부통령을 지명한다.
도널드 트럼프는 두 차례 탄핵되었지만, 모두 상원에서 무죄 판결을 내렸기 때문에 재선에 출마하는 것이 금지되지 않았다.
일리노이주의 순회법원인 콜로라도 대법원과 메인주의 국무장관은 2021년 국회의사당 습격 사건에서의 트럼프의 역할을 미국 수정 헌법 제14조에 따라 대통령직을 맡을 자격이 없다고 판결했으며, 이에 따라 이들 이번 대통령 선거에서 그가 재선에 출마하는 것을 막으려고 시도했다. 그러나 이러한 시도들은 실패했고, 2024년 3월 4일 미국 연방 대법원은 만장일치로 수정 헌법 제3조에 따라 어떤 주가 개인의 대통령 선거 자격을 결정할 수 없다고 판결했다.

### 선거 부정 운동

#### 도널드 트럼프의 거짓 선동

선거에 대한 의심을 퍼뜨리기 위해 도널드 트럼프는 2024년 대선을 앞두고 "조작된 선거"와 "선거 간섭"이라는 단어를 적극적으로 사용했다. 이러한 발언들은 "내가 이기면 진실이고, 너희가 이기면 속임수다"라는 수사적 전략의 일부로 여겨진다.

트럼프는 2020년 선거를 부정 선거라고 주장했고, 2024년 선거 직전까지도 선거 결과를 인정하지 않았다. 선거 보안 전문가들은 2020년 선거의 합법성을 부인하는 공무원들이 2024년 선거를 방해하거나 또다시 선거 결과를 부인하려 들 수 있다고 경고했다. 《뉴욕 타임스》는 선거일 전에 공화당의 이점을 위해 투표를 제한하고 트럼프가 패배할 경우 인증 절차에 관한 "법적으로 모호한" 이의를 제기함으로써 "공화당과 보수 동맹 세력은 미국의 투표 시스템을 겨냥한 전례 없는 캠페인을 벌이고 있다"고 보도했다. 2024년 선거를 앞두고 공화당은 트럼프가 패배할 경우를 대비해 선거의 정당성을 박탈하기 위한 시도로 이민자들의 대규모 "시민이 아닌 이들의 투표"에 대한 거짓 선동을 펼쳤다.
이러한 트럼프와 공화당의 주장은 미국에서 더 광범위한 규모의 선거 부정 운동에 뒷받침받아 이루어졌다. 여전히 트럼프는 지속적으로 아무런 증거 없이 2020년 선거는 부정 선거이며 2024년 선거 또한 자신에게 불리하게 이루어질 것이라고 예측했으며, 2024년 선거 출마를 발표한 이후 매일 한 번 이상 근거 없이 2020년 선거가 자신에게 불리하게 조작되었다고 주장했다. 또한 트럼프는 형사 재판에서 자신이 유죄 판결을 받게 하기 위해 바이든이 법무부를 "무기화"했다고 주장했으며, 그와 여러 공화당원은 2024년 선거 또한 "불공평하다"고 판단될 경우 선거 결과를 받아들이지 않을 것이라고 밝혔다.
트럼프가 선거에서 패배한 것을 뒤집기 위해 헌법을 "종료"해버릴 수 있는 이전의 발언, 대통령 임기 "첫날"에만 독재자가 되고 그 이후에는 독재자가 되지 않는다는 그의 주장, 1807년의 반란법을 이용해 민주당 세력의 도시와 주에 군대를 배치하겠다는 그의 계획, 2020년 미국 대통령 선거의 결과를 뒤집으려는 그의 시도와 그것이 실패한 이후 공화당의 투표 제한 법안 발의 노력 지속에 더불어 2024년 대통령 선거에서도 자신에게 불리하게 조작될 것이라는 근거 없는 주장, 그리고 2021년 국회의사당 침입에 대해 그가 공개적인 환영과 축하 메시지를 보낸 것 등의 그의 행보들은 미국의 민주주의 상태에 대한 우려를 불러일으켰다. 트럼프의 정치 고문들은 주요 주 전역의 투표소에 10만 명이 넘는 변호사와 자원봉사자를 배치해 투표 감시원과 유권자들이 부정 선거를 보고할 수 있도록 하는 "공정 선거 핫라인"을 운영할 계획이라고 밝혔다.

#### 외국의 간섭
현재 및 전직 일부 미국 관료들은 2024년 선거에 외국의 간섭이 있을 가능성이 있다고 밝혔으며, 이러한 외국 간섭이 언급된 3가지 이유로는 "미국의 심화되는 국내 정치 위기, 소셜 미디어에서 정치적 발언을 통제하려는 논란의 여지가 있는 시도, 생성형 AI의 부상"이 있었다. 2024년 4월 1일, 《뉴욕 타임스》는 중국 정부가 소셜 미디어에 가짜 트럼프 지지 계정을 만들어 "음모론과 국내 분열을 조장하고, 11월 선거를 앞두고 바이든 대통령을 공격했다"고 보도했다. 허위 정보 전문가들과 정보 기관에 따르면, 러시아는 2024년 선거를 앞두고 조 바이든과 민주당에 피해를 주고 고립주의를 지지하는 후보들을 지원하면서 우크라이나에 대한 북대서양 조약 기구(NATO)의 지원을 약화시키기 위해 허위 정보를 퍼뜨렸다.

### 도널드 트럼프에 대한 재판과 기소

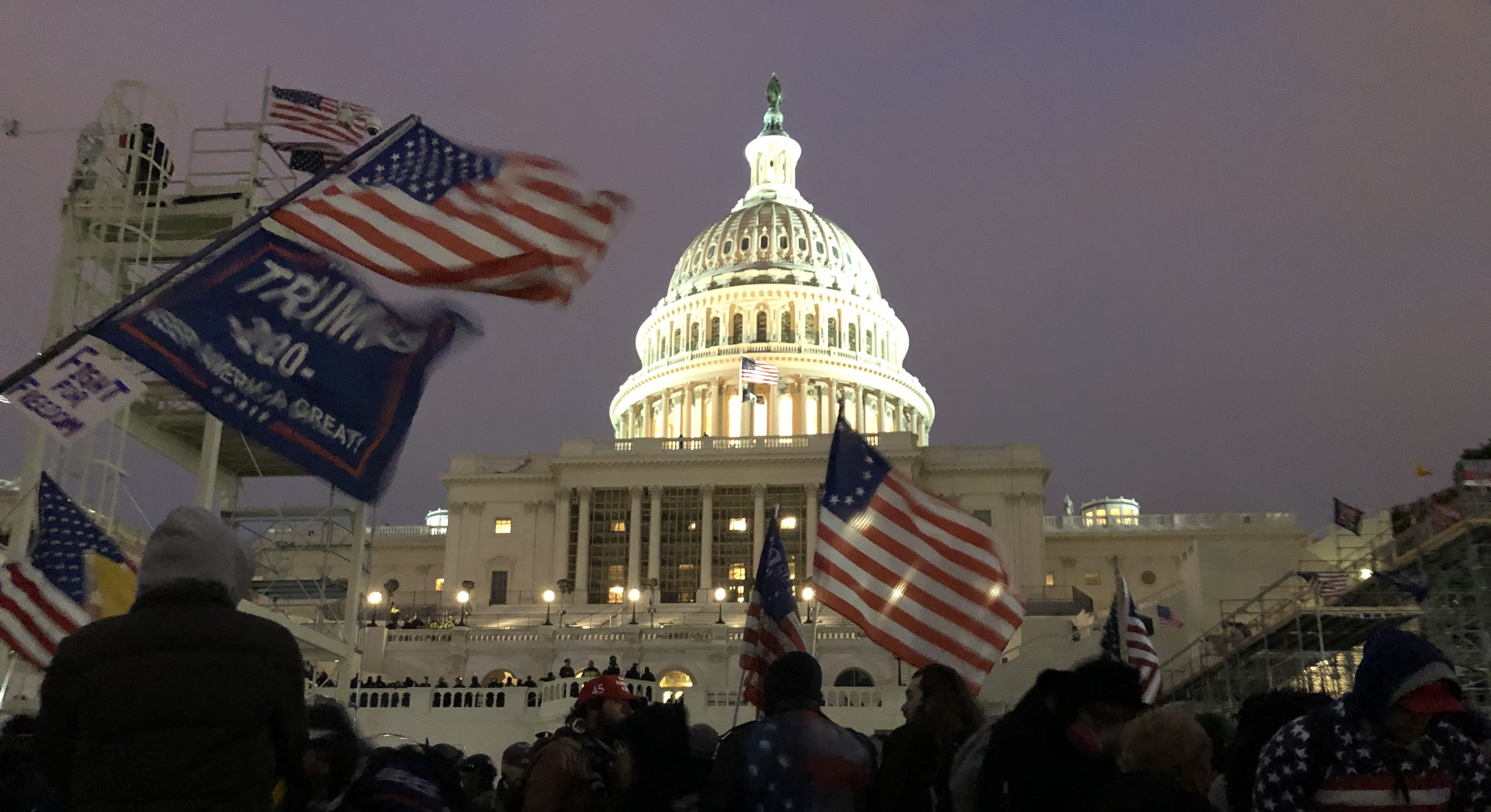
2021년 1월 6일 저녁 국회의사당 앞에 모인 트럼프 지지자들의 모습.

도널드 트럼프는 2023년과 2024년 성적 학대와 명예 훼손으로 민사 소송에서 유죄 판결을 받고 이에 더불어 사업 기록 위조와 관련된 34건의 중범죄로도 유죄 판결을 추가로 받았으며, 이는 선거 기간 동안 문제가 될 것으로 예상된다. 또한 그는 91건의 중범죄로 4번의 형사 재판도 받았으며 그 외에도 그에 대한 여러 소송들이 있다. 5월 30일, 트럼프는 성인 영화 배우 스토미 대니얼스와 가졌던 성관계를 그녀가 침묵하게 만들기 위해 돈을 지불하고 사업 기록을 위조한 혐의로 뉴욕주 주민 대 도널드 트럼프 사건에서 배심원단에게 34건의 중범죄 혐의에 대해 유죄 판결을 받았다. 이로써 트럼프는 역사상 최초의 범죄 혐의로 유죄 판결을 받은 미국 대통령이 되었다. 트럼프와 많은 공화당원들은 트럼프에 대한 형사 재판 도중 수많은 거짓말과 오해의 소지가 있는 진술을 했는데, 여기에는 조 바이든과 민주당이 조직한 "조작"과 "부정 선거"를 위한 것이라고 주장하는 것이 포함되었지만, 아무런 증거는 없다.
트럼프는 추가로 57건의 중범죄 혐의에 직면해 있다. 2020년 미국 대통령 선거의 결과를 뒤집으려 시도한 혐의와 2021년 국회의사당 습격과 연루된 미합중국 대 도널드 트럼프 사건에서 4개 혐의, 2020년 대선에서 조지아주 선거 결과를 뒤집으려 한 것에 대한 조지아주 대 도널드 트럼프 사건에서 10건의 혐의와 미합중국 대 도널드 트럼프 사건에서 40건의 기소를 받았다.
이러한 기소 외에도 도널드 트럼프는 2023년 5월 9일 익명의 배심원단에 의해 E. 장 캐롤 대 도널드 트럼프 사건에서 성적 학대 혐의와 명예훼손에 대한 책임이 있다고 판결되어 손해배상으로 총 8,830만 달러를 지불하라는 명령을 받았다. 2023년 9월 트럼프는 금융 사기 혐의로 유죄 판결을 받아 4억 5,700만 달러를 지불하라는 명령을 받았고 현재 항소 중이다.
2024년 4월 로이터와 입소스의 여론 조사에 따르면, 미합중국 대 도널드 트럼프 사건에서 트럼프의 혐의를 74%, 조지아주 사건에서는 72%, 기밀 문서 사건에서 69%, 사업 기록 위조 사건에서 64%의 등록된 유권자들이 약간 또는 매우 심각하게 여긴다. 공화당 유권자들의 4분의 1이 트럼프가 배심원단에 의해 중범죄로 판결을 받으면 그에게 투표하지 않을 것이라고 답했으며, 그의 사업 기록 위조 사건에서의 유죄 판결 이후, 공화당 유권자의 15%, 무당층의 49%가 트럼프가 사퇴하기를 원한다고 밝혔고, 등록 유권자의 54%가 배심원단의 결정을 지지한다고 밝혔다. 또다른 여론 조사에 따르면, 판결에도 불구하고 트럼프에게 투표할 것이라는 공화당 유권자의 56%와, 민주당 후보보다는 트럼프에게 투표할 가능성이 더 높다는 공화당 유권자의 35%와 무당층 유권자의 18%가 있었다.
트럼프는 11월 대선 이후로 재판을 지연시키려고 노력한 것으로 알려져 있다. 만약 트럼프가 11월 대선에서 승리한다면 그는 2025년 1월 20일 새로운 법무장관에게 자신에 대한 미합중국의 기소 혐의를 기각시키고 다양한 방법으로 여러 주들의 자신에 대한 혐의가 발효되는 것을 막고 스스로 대통령 사면을 내릴 수 있다.
2024년 7월 1일, 미합중국 대 도널드 트럼프 사건에서 미국 연방 대법원은 각 대법관들의 이념적 노선에 따라 6 대 3의 판결을 내리며 트럼프가 대통령으로서 핵심적 헌법 관할권 내에서는 저지른 행위에 대해 절대적 면책권을 가지고 있고, 최소한의 공식적 책임 내에서 저지른 공식적 행위에 대해서는 추정되는 면책권을 가지고 있고, 비공식적 행위에 대해서는 면책권을 가지고 있지 않다고 판결했다. 또한 트럼프가 뉴욕주에 대한 기소에서 유죄 판결 이후 선고받는 날짜는 2024년 7월에서 9월로 연기되었고, 트럼프의 다른 기소에 대한 재판도 연방 대법원의 판결의 적용 가능성을 검토하기 위해 연기될 가능성이 높다.

### 정치적 폭력

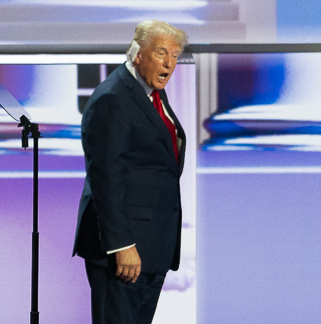
암살 시도를 받아 귀를 다쳐 붕대를 감은 트럼프의 2024년 공화당 전당대회에서의 모습.

여러 학자, 정치인, 정보기관과 일반 대중들은 2024년 선거를 둘러싼 정치적 폭에 대한 우려를 가졌다. 이러한 두려움은 정부에서 일하는 모든 계층의 공무원들과 선거 관리자들을 상대로 한 위협과 물리적 폭력 행위가 더 증가하면서 나타났다. 트럼프의 QAnon 음모론과 극우 민병대 운동과의 연관성은 그가 현대 미국의 대통령들보다 훨씬 더 극단주의자라는 것을 보여 준다. 트럼프는 비인간적이고 폭력적인 수사를 표방했으며 정치적 적에 대한 보복을 약속했다. 비록 트럼프가 2024년 선거 운동을 준비하면서 이러한 폭력적인 언급의 양은 줄었지만, 그럼에도 불구하고 여전히 그는 폭력을 배제하지 않았으며 "상황에 따라 다를 수 있다"고 언급했다.
2024년 7월 13일, 펜실베니아주 버틀러에서 선거 집회를 주도하던 트럼프는 암살 시도를 받고 살아남았다. 트럼프는 펜실베니아주 베설파크 출신의 20세 청년 토머스 매슈 크룩스에게 오른쪽 귀에 총알을 맞아 부상을 입었으며, 크룩스는 트럼프의 연설장에서 대략 400피트(120미터) 떨어진 곳에서 AR-15형 소총으로 8발을 쏘아 암살을 시도했다. 이 암살 시도로 관중 1명이 사망하고 관중 2명은 중상을 입었으며, 크룩스는 미국 비밀경호국 공격대응팀에 의해 즉각 사살되었다.

### 나이와 건강에 대한 우려

#### 조 바이든
공화당의 도널드 트럼프와 여러 대중 매체는 2020년 미국 대통령 선거에서부터 바이든의 인지 상태를 포함한 나이에 대한 우려를 제기했다. 이러한 우려는 2024년 대통령 후보 토론에서 바이든이 트럼프와의 토론에서의 좋지 못한 결과를 가진 이후 더욱 커졌으며, 많은 정치 평론가들과 일부 민주당 의원들은 바이든이 2024년 대권 주자에서 물러나야 한다고 주장하기 시작했다. 결국 바이든은 1기 임기만 수행하고 2024년 대통령 선거 후보직을 사퇴하기로 결정했다.
2024년 2월에 실시된 여론조사에 의하면 바이든의 나이와 건강에 대해 유권자들의 86%는 심각 혹은 중간 정도의 우려를 표했으며, 이는 2020년 초에 있었던 여론조사에서 76%의 유권자들이 그의 건강에 우려를 표한 것에 비해 크게 증가했다. 2024년 실시된 다른 여론조사에 따르면 2020년 대선에서 바이든에게 투표한 유권자들의 대부분은 그가 대통령 임기를 효과적으로 수행하기에는 너무 늙었다고 생각했으며, 이를 언급하며 《뉴욕 타임스》는 이러한 그의 나이에 대한 우려가 "세대, 성별, 인종, 교육 수준에 따라 상관없이 전 계층에 퍼져 있다"고 보도했다.

#### 도널드 트럼프
2024년 7-8월 시기 시행된 3개의 여론조사에 따르면, 각 조사에서 유권자의 51%, 57%, 60%는 트럼프가 2기 임기를 수행하기에는 너무 늙었다고 생각했으며, 유권자의 80%는 그가 2기 임기를 마칠 수 있을지 확신하지 못했다. 트럼프의 1기 임기 중과 이후 그의 나이, 체중, 생활 습관과 심장병에 대한 여러 우려는 그의 신체 건강 상태에 대한 의문을 표했다. 이에 더해 일부 유명인, 대중 매체, 정신과 건강 전문의들은 전통적인 트럼프가에서 유전되는 일종의 치매가 존재하고 그가 이를 앓고 있다고 추측했다. 과학 출판물 웹사이트 STAT의 전문가들은 2015년과 2024년 트럼프의 연설들을 비교하며 두 시기의 연설에서 나타난 변화를 분석했으며, 그의 연설이 더 문장이 짧아지고 주제와 상관없는 내용을 더 많이 언급하며 이를 반복했다고 지적했다. 전문의들은 이것이 단순 기분 변화 때문이거나 알츠하이머병의 시작이라고 추측했으며, 트럼프의 흑백논리적 사고방식의 증가는 인지 저하와도 관련지어질 수 있다고 말했다. 《뉴욕 타임스》는 2024년 트럼프의 연설이 "더 어둡고, 더 거칠고, 더 길고, 더 분노를 표출하고, 집중을 하지 못하며, 더 공격적이고, 과거에 점점 더 집착"하게 변했으며 전문가들은 이러한 변화를 고령의 나이로 인지 저하 때문이라고 주장한다고 보도했다. 또한 트럼프는 자신의 의료 기록에 대한 투명성 부족으로 많은 비판을 받았다.
《뉴욕 타임스》와 《로스앤젤레스 타임스》의 편집위원회는 트럼프 정부 시기 고위 공무원들이 그의 "부정, 부패, 잔인함, 무능함" 등을 언급한 것을 예시로 들며 그가 지도자로서 부적합하다고 주장했다. 또한 트럼프는 그의 독특한 고용 방법과 범죄 기록으로도 많은 비판을 받았다.

## 입후보자

### 공화당

2024년 미국 대선 공화당 후보 경선
니키 헤일리
도널드 트럼프

2020년 대선이 진행되었을 당시 현직 대통령이었던 도널드 트럼프는 2020년에 패배하고 이번 선거에서 다시 출마하여 비연속적인 임기를 추구하는 미국 역사상 5번째 대통령 후보가 되었다. 트럼프가 이번 선거에서 승리한다면, 그는 1892년의 그로버 클리블랜드 대통령 이후 최초로, 미국 역사상 2번째로 1기-2기 임기가 서로 연속적이지 않는 미국의 대통령이 될 것이다. 트럼프는 2022년 11월 15일 연방선거위원회(FEC)에 출마 선언서를 제출하고 마라라고(Mar-a-Lago)에서 출마를 선언했다. 이로써 트럼프는 공화당의 2024년 대통령 선거 후보 지명의 초기 선두주자가 되었으며, 2022년 3월 트럼프는 공화당의 대선 후보로 지명받는다면 그의 이전 부통령이었던 마이크 펜스를 더 이상 러닝메이트로 지명하지 않을 것이라고 말했다. 이런 도중 트럼프는 2023년 성적 학대와 명예 훼손으로, 2024년 금융 사기 혐의로 유죄 판결을 받았으며 그는 범죄로 유죄 판결을 받은 최초의 전직 미국 대통령이 되었다.
2023년 3월 트럼프는 성인 영화 배우 스토미 대니얼스에게 돈을 주어 그녀와의 성관계에 대해 침묵시킨 것에 대한 혐의로 기소되었으며, 같은 해 6월 국가의 민감한 기밀 정보를 잘못 처리한 혐의로 또다시 기소되었다. 재판이 2024년 대선 이후까지 지연되는 동안, 트럼프는 이러한 모든 혐의에 대해 무죄를 주장했다.
트럼프는 경선에서 여러 후보들에게 도전받았지만, 별다른 위협 없이 가장 큰 반대파였던 니키 헤일리를 이겼다.
플로리다 주지사 론 디샌티스는 공화당의 대선 후보 지명에 있어서 트럼프의 주요 도전자 중 하나였다. 디샌티스는 2022년 상반기부터 많은 돈을 모금하여 2022년 말에 일시적으로 트럼프보다 좋은 여론조사 결과를 가지기도 했다. 2023년 5월 24일 디샌티스는 트위터 CEO 일론 머스크와의 온라인 대화에서 "미국의 쇠퇴는 불가피한 것이 아니라 선택할 수 있습니다... 저는 위대한 미국의 귀환을 위해 미국 대통령 후보가 출마하겠습니다."라며 자신의 출마를 발표했다. 그는 출마 선언 단 1시간 만에 100만 달러를 모금했다고 밝혔으며, 폭스 앤 프랜즈(Fox & Friends)에서 그는 미국에서 "좌파를 파괴하겠다"고 선언했다. 2023년 7월 말 파이브서티에잇의 공화당 경선 후보 지지율 여론조사에서 트럼프는 52%, 디샌티스는 15%의 지지를 받았다.
트럼프가 압승을 거둔 아이오와주 코커스 이후 디샌티스와 기업인 비벡 라마스와미는 경선에서 물러나 트럼프를 지지할 것이라고 밝혔고, 결국 주요 후보로는 트럼프 정부 시기 전 사우스캐롤라이나 주지사 니키 헤일리만이 남았다. 트럼프가 4번의 사전 투표에서 모두 승리하면서 니키 헤일리는 자신의 선거운동의 기세를 얻는 데 어려움을 겪었다. 2024년 3월 6일 슈퍼 화요일에 진행된 15개의 예비선거에서 단 1개만을 가져왔던 니키 헤일리는 결국 다음 날 경선에서 물러났고, 트럼프는 공화당의 유일한 주요 대통령 후보가 되었다.
2024년 3월 12일, 도널드 트럼프는 공화당의 2024년 대통령 선거 추정 후보가 되었다.
공화당의 전당대회가 있던 2024년 7월 15일의 첫 날, 공식적으로 트럼프는 자신의 러닝메이트를 JD 밴스로 지명했으며, 만약 선거에서 공화당이 승리한다면 밴스는 최초의 해병대원 부통령이자 최초의 이라크 전쟁 참전 용사 부통령이 될 것이다. 전당대회가 있기 이틀 전 7월 13일 트럼프는 암살 시도를 받고 귀에 총상을 입었지만 살아남았다.
2024년 7월 18일, 트럼프는 공화당의 2024년 대선 후보 지명을 전당대회에서 수락하는 연설을 하여 공화당의 정식 후보가 되었다. 이로써 그는 3번 연속으로 대통령 선거에서 공화당의 후보로서 출마한다.
공화당 후보
| 2024년 미국 대통령 선거 공화당 대·부통령 후보 |                                   |
| 도널드 트럼프                                 | JD 밴스                           |
| 대통령 후보                                   | 부통령 후보                       |
|                                               |                                   |
| 제45대 미국 대통령 (2017–2021)                | 오하이오주 상원의원 (2023–"현직") |
| 선거 캠프                                     |                                   |
|                                               |                                   |

### 민주당

2024년 미국 대선 민주당 후보 경선 결과
조 바이든
제이슨 팔머
경선 미시행

2023년 4월 25일 조 바이든 대통령은 카멀라 해리스를 러닝메이트로 유지한 채로 재선에 출마할 것을 선언했으며, 바이든의 재선 출마 선언 이후 공화당은 해리스 부통령을 향한 공세를 강화했다. 2021년 후반 바이든의 지지율이 상당히 낮았기 때문에 재선에 나서지 않을 것이라는 추측이 있었고 민주당 소속의 캐롤린  말로니, 팀 라이언, 조 커닝햄 등의 하원의원들은 바이든에게 재선에 출마하지 말 것을 공개적으로 촉구했다.
바이든의 지지율 감소 외에도 많은 사람들은 그의 고령의 나이를 우려했다. 그는 78세의 나이로 미국 대통령에 당선된 역사상 가장 고령인 대통령이었으며 임기 종료 시 82세, 재선되어 2기 임기까지 지냈다면 임기 종료 시 무려 86세가 되었을 것이다. 2023년 4월 발표된 NBC의 여론조사에 따르면 미국인 전체의 70%, 민주당원의 51%는 바이든이 재선을 위해 출마하면 안 된다고 생각했으며, 재선에 출마하면 안 된다고 생각하는 이유의 거의 절반은 바이든의 나이 때문이었다. 파이브서티에잇(FiveThirtyEight)의 전국 여론조사에 따르면 바이든의 지지율은 41%였으며 반대율은 55%에 달했다. 바이든이 민주당 진보 세력의 새로운 후보로부터 경선에서 도전에 직면할 것이라는 추측도 있었다. 민주당이 2022년 미국 중간선거에서 기대 이상의 성과를 보인 이후, 많은 사람들은 바이든이 경선에서 이길 확률이 더 올라갔다고 생각했다.
2020년 미국 민주당 경선에도 참여했던 작가 매리앤 윌리엄스는 바이든이 재선 출마를 선언하기도 전인 2023년 2월 경선에 도전할 것이라고 밝혔다. 2023년 4월 로버트 F. 케네디 주니어는 대통령 후보로 민주당의 지명을 받기 위해 경선에 참여했으나, 2023년 10월 9일 경선에서 탈락하자 무소속 후보로서 출마할 것이라고 발표했다. 그 외에도 10월 26일에 딘 필립스 대표, 10월 22일 벤처 캐피털리스트 제이슨 팔머 등이 경선에 참여했다.
이스라엘-하마스 전쟁에 대한 항의 운동은 바이든의 2024년 대선 캠페인에 가장 큰 반대 운동으로 여겨졌으며, 이러한 "미확정" 유권자들을 이끄는 운동은 민주당 후보 경선에서 에이미 클로버샤, 코리 부커, 베토 오로크나 심지어 바이든의 부통령 후보 카멀라 해리스보다 많은 득표를 받았다. 이들은 2020년 민주당 경선에 참여한 피트 부티지지보다 많은 득표를 받았음에도 지출은 훨씬 적었다. 결과적으로 "미확정" 캠페인은 경선에서 36명의 대의원을 획득했다. 2024년 6월 27일 대통령 후보 토론에서 도널드 트럼프에게 심각한 혹평을 받은 후 코로나19에 감염되었다고 해명한 바이든은 끝끝내 7월 21일 재선 시도를 포기하고 민주당이 새로운 대통령 후보를 지명하도록 물러났다. 그는 현직 부통령 카멀라 해리스를 대통령 후보로 지지했고, 곧 그녀는 2024년 대선에서 민주당 후보로 출마한다고 발표했다. 다음 날인 7월 22일 저녁 그녀는 민주당의 새로운 추정 후보가 될 정도로 충분한 대의원들의 지지를 받았다.
오하이오주의 투표 마감일과 관련한 우려로 인해 대의원들이 직접 전당대회에 참여하기 전에 가상 투표를 통해 당 후보를 선택했고, 해리스는 8월 2일 대의원의 과반수를 획득했다. 그녀는 8월 5일 투표가 마감된 이후 2024년 민주당 대통령 후보로서 지명받았다.
카멀라 해리스가 대통령 선거에서 승리한다면 그녀는 최초의 아시아계 미국인 대통령이 될 것이며 버락 오바마 다음으로 두 번째 아프리카계 미국인 대통령이 될 것이다. 민주당이 선거에서 승리한다면 그녀의 러닝메이트인 팀 월즈는 테러와의 전쟁의 항구적 자유 작전에 참여한 최초의 부통령이 될 것이다.
민주당 후보
| 2024년 미국 대통령 선거 민주당 대·부통령 후보 |                                 |
| 카멀라 해리스                                 | 팀 월즈                         |
| 대통령 후보                                   | 부통령 후보                     |
|                                               |                                 |
| 제49대 미국 부통령 (2021-2025)                | 미네소타주 주지사 (2019–"현직") |
| 선거 캠프                                     |                                 |
|                                               |                                 |

## 제3당 및 무소속 후보
코넬 웨스트를 포함한 제3당, 혹은 무소속 후보도 이번 2024년 미국 대통령 선거에 참여했다. 중도 정치 조직인 노 라벨(No Labels)은 이번 선거에 참여하지 않기로 결정한 반면에, 미국 연대당, 헌법당, 자유당, 금주당, 사회주의해방당, 녹색당 등은 이번 선거에 후보를 발표했다.

### 자유당
체이스 올리버는 2024년 5월 26일 자유당 전당대회에서 자유당의 2024년 미국 대통령 선거 후보로 지명되었는데, 그는 이전에 2022년 조지아주 상원의원 선거에 자유당 소속으로 출마한 적이 있다. 2024년 5월 기준, 자유당은 최소 37개 주에서 380명의 선거인단에서 접근할 수 있다.
| 2024년 미국 대통령 선거 자유당 대·부통령 후보 |                          |
| 체이스 올리버                                 | 마이크 터 마트           |
| 대통령 후보                                   | 부통령 후보              |
|                                               |                          |
| 조지아주 출신 경영 임원                       | 버지니아주 출신 경제학자 |
| 선거 캠프                                     |                          |
|                                               |                          |

### 녹색당
질 스타인은 2024년 5월 26일 녹색당의 대통령 후보 지명을 받을 만큼 충분한 수의 대의원을 확보하여 추정 후보가 되었다. 그녀는 2012년과 2016년에도 녹생당의 대통령 후보로서 출마했던 경험이 있다. 8월 16일 스타인은 자신의 러닝메이트를 부치 웨어(Butch Ware)로 지명했으며, 녹색당은 최소 22개 주에서 273명 선거인단에서 접근할 수 있다.
| 2024년 미국 대통령 선거 녹색당 대·부통령 후보 |                       |
| 질 스타인                                     | 부치 웨어             |
| 대통령 후보                                   | 부통령 후보           |
|                                               |                       |
| 매사추세츠주 출신 의사                        | 캘리포니아주 역사학자 |
| 선거 캠프                                     |                       |
|                                               |                       |

### 그 외 정당 후보
부분적 투표 접근 가능 정당
아래 정당들은 일부 주의 선거인단에서 접근할 수는 있으나, 대통령 선거에서 승리하기 위해 필요한 선거인단 270명를 확보하는 것은 사실상 불가능하다.
- 미국 연대당 : 피터 손스키(Peter Sonski), 코네티컷주 학교위원회 위원[202]
- 승인 투표당 : 블레이크 휴버(Blake Huber), 2020년 미국 대선 후보[203]
- 헌법당 : 렌달 테리(Randall Terry), 낙태 반대 운동가이자 이전 몇 년 간의 헌법당 대통령 후보[204]
- 헌법당 분파 : 조엘 스카우센(Joel Skousen), 생존주의와 관련된 소설을 쓴 작가[205]
- 알래스카 녹색당 : 자스민 셔먼(Jasmine Sherman), 비영리 단체 임원이자 운동가[206]
- 네바다주 미국 독립당 : 조엘 스카우센(Joel Skousen), 헌법당 분파의 후보와 동일[207]
- 금주당 : 마이클 우드, 사업가[208]
- 사회주의해방당 : 클라우디아 데라크루스(Claudia De la Cruz), 정치 운동가[209][210]
- 사회평등당 : 조셉 키쇼르(Joseph Kishore), 2020년 대선 사회평등당의 후보[211]
- 사회주의 노동자당 : 레이첼 프루트(Rachele Fruit), 호텔 노동조합원[212]

투표 접근 불가능 정당
- 마리아나 합법화 현재당 : 데니스 슐러(Dennis Schuller), 미네소타주 마리아나 합법화 현재당 의장[213]
- 해적당 : 버민 슈프림, 퍼포먼스 아티스트이자 몇 년 동안의 해적당 대통령 후보[214][215]
- 사회당 : 빌 스토든(Bill Stodden), 비영리 단체 임원[216][217]
- 트랜스휴머니스트당 : 톰 로스(Tom Ross), 기술가 및 정치 운동가[218]
- 통일당 : 폴 노엘 피오리노(Paul Noel Fiorino), 몇 년 동안 통일당의 대통령 후보[219]

### 무소속 후보

#### 코넬 웨스트
코넬 웨스트는 원래 인민당 후보로, 이후에는 녹색당 후보로 출마를 선언했지만, 결국에는 무소속 후보로서 대통령 선거에 참여했다. 그의 러닝메이트는 캘리포니아의 시민 지도자 멜리나 압둘라이다.
| 2024년 미국 대통령 선거 무소속 대·부통령 후보 |                               |
| 코넬 웨스트                                   | 멜리나 압둘라                 |
| 대통령 후보                                   | 부통령 후보                   |
|                                               |                               |
| 캘리포니아주 출신 사회 운동가                 | 캘리포니아주 출신 시민 지도자 |
| 선거 캠프                                     |                               |
|                                               |                               |

#### 기타 무소속 후보
- 시바 아야두라이 - 엔지니어, 기업가, 백신 반대 운동가이자 2018년과 2020년 매사추세츠주 상원의원 후보 출마자[221][222][f]
- 조니 부스 - 로스앤젤레스 레이커스의 공동 소유주이자 개발팀 부서장[223][224]
- 조셉 "아프로맨" 포먼 - 래퍼[225][226][227][228]
- 테일러 마샬 - 팟캐스터 겸 작가[229][230][226][231]

출마 후 철회
아래 후보들은 대통령 선거 출마를 선언했다가 이후 철회한 유명 인사들이다.
- 카니예 웨스트 - 래퍼[232]
- 로버트 F. 케네디 주니어 - 케네디가의 일원으로 미국의 제35대 대통령 존 F. 케네디의 조카인 그는 공공보건에 관한 음모론을 퍼뜨리는 환경 변호사로,[233][234] 2024년 민주당 대통령 후보 경선에 참여했다가 결과적으로는 무소속 후보로 출마했다. 그러나 이후 공화당과 도널드 트럼프를 지지하고 선거운동을 중단할 것이라고 발표했다.[235]

## 선거구

### 2020년 인구조사의 영향

2024년 선거에 따른 선거인단 수를 나타낸 육각형 모양 카토그램. 2020년 선거 때와 결과가 다른 주들은 해칭 처리되었다.

2024년 대통령 선거는 2020년 미국 인구 조사로 인한 미국 선거인단의 재분배 이후 처음으로 치루어지는 대선이다. 2020년 대선의 결과가 2024년 선거와 동일하다고 가정하면, 2020년 선거에서 바이든이 306개, 트럼프가 232개의 선거인단을 차지한 것과 달리 선거인단 재분배로 인해 2024년 선거에서 민주당은 303개, 공화당은 235개의 선거인단을 차지하며, 이는 민주당이 선거인단 재분배 이후 순 3개의 선거인단을 잃어버린다는 것을 의미한다. 이러한 2020년 인구조사에 따라 재분배된 선거인단은 2028년 대선까지만 유지되며, 이러한 재분배는 2030년 인구조사 이후 다시 실시된다.

### 역사적 배경
대부분의 주들은 인구 과반수가 한 정당을 굳건히 지지하기 때문에 경쟁할 가치가 없다. 선거인단제의 특성 때문에 민주당과 공화당 사이에서 흔들리는 스윙 스테이트, 이른바 경합주는 대통령 선거에서 한쪽 세력이 승리하는 데에서 매우 중요하다. 이러한 경합주에는 위스콘신주, 미시간주, 펜실베니아주의 러스트 벨트 지역과 네바다주, 애리조나주, 조지아주의 선 벨트 지역 등이 포함된다. 양당의 전략은 미국 전체에서 약 6%, 8만 명의 유권자가 위치한 이 지역들에서 선거의 결과를 가져올 것이라고 전제한다.
노스캐롤라이나주는 2020년 대선에서 트럼프가 단 1.3%의 격차로 승리했기 때문에 이번 선거에서도 주요 격전지가 될 것으로 예상되며, 아이오와주, 오하이오주, 플로리다주는 대체적으로 공화당의 색채가 짙어졌고 콜로라도주와 뉴멕시코주는 민주당 색채가 짙어졌다.
민주당은 이른바 "청색주"에서 흑인 유권자, 대학을 다닌 고학력자들이나, 도시 지역 거주민들에게 높은 지지를 받았다. 1970년대 이후 일부 노동 계층은 일부 민주당 후보들이 문화 문제에 대해 좌파적인 정책들을 펼치면서 공화당에 더 많이 투표하게 되었다. 공화당은 이른바 "적색주"에서 농촌의 백인 유권자들, 개신교도, 노인들과 저학력자들에게 대체적으로 높은 지지를 받았다. 역사적으로 1950년대부터 공화당은 교외의 중산층 유권자들에게 좋은 성과를 거두었지만, 트럼프의 "미국을 다시 위대하게" 운동의 부상으로 최근 몇 년 동안 그들과 멀어졌다. 이러한 추세의 가속화로 인해 트럼프는 교외 중산층으로부터 인기가 줄어들었으며, 이는 트럼프가 2020년 대선에서 매우 저조한 성적을 거두어 선거에서 바이든이 승리한 것에 크게 기여했다고 평가받는다.
이번 선거에 관한 일부 여론조사에 따르면, 히스패닉, 아시아, 아랍계 젊은 유권자들 사이에서 민주당의 강점이 다소 약해진 것으로 나타났으며, 공화당 또한 백인들과 65세 이상의 노인들 사이에서 강점이 줄어든 것으로 나타났다. 그러나 일부 정치 평론가들은 여론조사에서 나타난 이러한 추세가 유권자들을 대변하지 못하고 몇 개월 간의 조사는 표본이 부족하며 무응답 비율이 높은 동시에 조사가 바이든과 트럼프만의 경쟁을 전제하고 실행되었기 때문에 정확하지 않다고 말한다.

## 선거 이슈

### 낙태

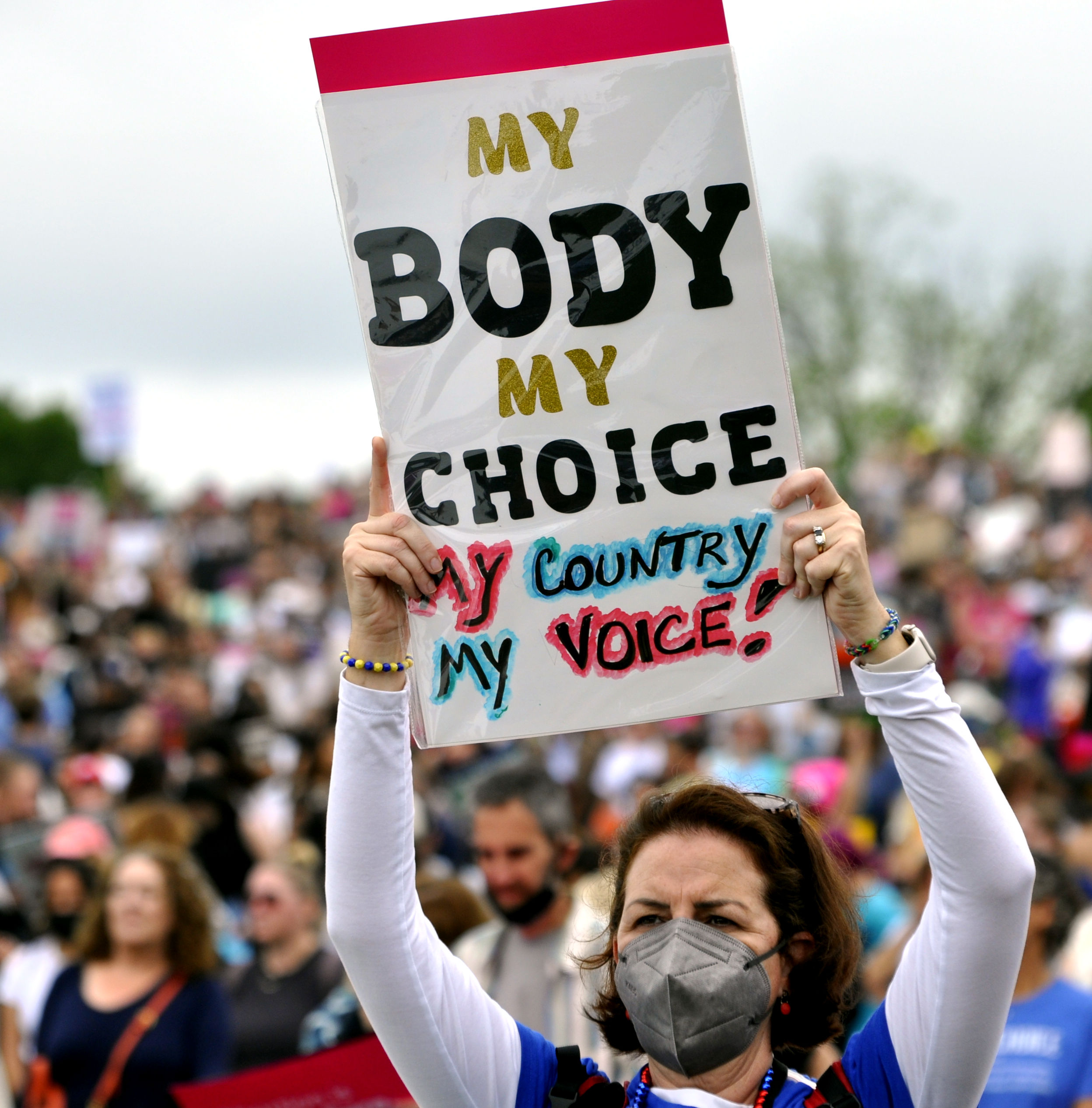
2022년 5월 14일 워싱턴 D.C.에서 낙태권 시위자들이 로 대 웨이드 사건의 판결을 뒤바꾸는 의견 초안이 유출된 이후 "우리 몸에서 금지" 시위의 일환으로 시위를 벌이고 있다.

낙태에 관한 후보자들의 의견은 선거 기간 동안 주요한 이슈가 될 것으로 보인다. 이번 선거는 1973년 로 대 웨이드 사건의 판결을 뒤집고 낙태권에 대한 선택을 전적으로 각 주에 맡긴 2022년 도브스 대 잭슨 여성 건강 기구 사건 판결 이후 처음으로 치루어지는 첫 번째 대선이다. 트럼프가 임명한 에이미 코니 배럿, 브렛 캐버노, 닐 고서치 3명의 대법관들은 이미 연방의 낙태권 판결을 뒤집는 도브스 사건의 판결에 찬성했다.
민주당은 낙태를 권리라고 보는 반면 공화당은 일반적으로 낙태의 합법성을 상당히 제한하는 것을 선호한다. 2023년 4월까지 공화당이 장악한 대부분의 주들에서 낙태에 대한 거의 완전한 금지가 통과되어 미국 대부분의 지역에서 낙태가 불법이 되었다. 카이저 패밀리 재단에 따르면 현재 강간이나 근친상간에 대한 예외 없이 낙태에 대한 초기 단계의 법적 금지를 시행하는 주가 15개에 달한다고 한다.
도널드 트럼프는 로 대 웨이드 사건을 뒤집는 판결에는 찬성했지만, 완전한 낙태의 금지를 주장하는 공화당 세력들은 비판했다. 그는 낙태 문제를 각 주에게 맡길 것임을 약속했지만, 주가 여성의 임신을 감시하고 낙태를 한 경우 기소할 수 있음을 분명히 밝혔다.

### 국경 보안과 이민
국경 보안과 이민 이슈는 잠재적으로 2024년 대선에서 일부 유권자들에게 가장 중요한 문제 중 하나일 것이다. 여러 여론조사에 따르면 대부분의 미국인들은 자국으로 들어오는 이민자 수를 줄이기를 원하며 상당한 수의 백인들이 미국 내에서 그들의 비율이 줄어드는 것에 우려하고 있다고 알려졌다. 2023년부터 2024년 초까지 멕시코와 접한 미국 국경에서 매우 많은 수의 이민자들이 미국으로 입국했지만, 미국 관료들의 멕시코와의 국경 단속 강화, 매우 더운 날씨에 더불어 바이든의 이민 기준 강화 행정명령 때문에 2024년 6월까지 4개월 연속으로 이민자 수가 감소해 3년 만에 최저치를 기록했다. 2024년 2월, 바이든과 많은 수의 의원들은 우크라이나와 이스라엘에 대한 지원을 줄이는 국경 보안 법안에 대한 합의에서 많은 보수적 요구들을 받아들였지만, 트럼프는 이러한 합의가 단지 2024년 대선에서 이민 이슈를 조용하게 하기 위한 것일 뿐이라며 비난했다.

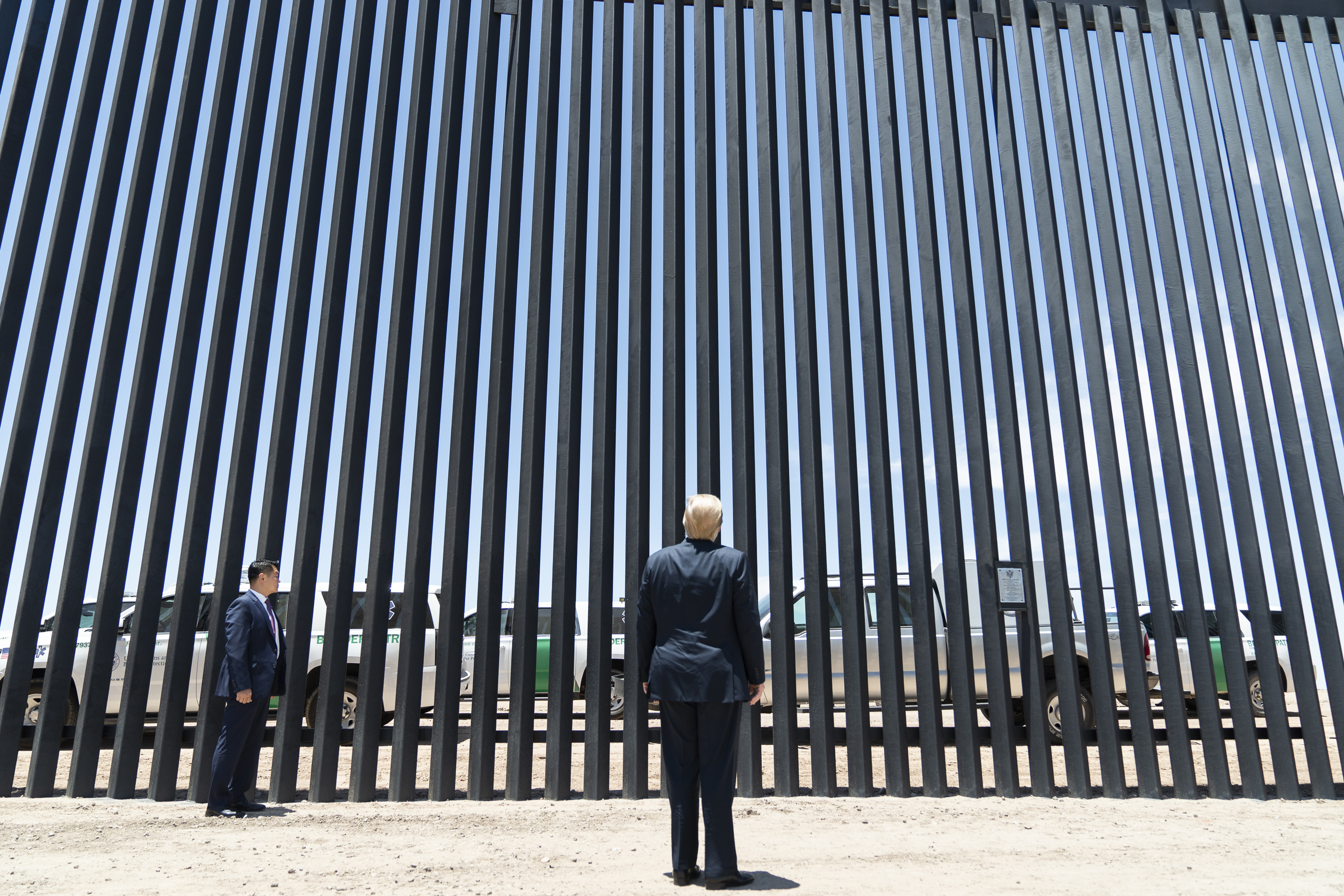
트럼프는 대통령에 당선되었을 시 멕시코와의 국경에 장벽을 완성하는 것을 약속했다.

도널드 트럼프는 대통령에 당선되면 이민자 추방을 늘리고, 미군을 국경으로 파견하고, 직장에 급습하여 ICE 구금을 확대하고, 국경 보안을 담당하는 각 지역의 법 집행 기관을 지원하고, 세관과 국경 수비대 자금을 늘리고, 멕시코와의 국경 장벽을 완성할 것임을 약속했다. 《뉴욕 타임스》는 트럼프가 당선되어 "이미 미국에 있는 불법체류자들을 대규모로 잡아서 추방될 때까지 거대한 수용소에 구금할 준비를 하는 것"과 같이 "이민에 대한 단속을 극단적으로 확대할 것"이라고 보도했다. 트럼프는 수용소 건설과 미군과의 협업을 통해 약 1,100만 명의 이민자들을 추방할 계획이라고 밝혔으며, 어떤 자료나 통계 없이 "이민자들의 범죄 물결"이 다가오고 있다고 주장했다.
트럼프의 반이민적 어조는 그의 1기 임기 때보다 더욱 강경해진 것으로 평가받으며 그는 일부 불법 체류자들을 언급하면서 비인간적인 표현들을 사용했다는 비판을 받는다. 그 예시로 그는 일부 이민자들을 향해 "[그들은] 인간이 아니다, 사람도 아니다, 동물이다."라고 언급한 적이 있다. 2023년 가을부터 트럼프는 이민자들이 "우리나라의 피에 독을 넣고 있다"고 주장해 왔으며, 이와 유사한 그의 많은 발언들은 많은 사람들에게 아돌프 히틀러가 사용했던 인종위생적 수사법을 떠올리게 만들었다. 그의 이민자들에 대한 공격적인 발언들은 그의 선거 운동 동안 점점 더 많이 사용한 폭력적이고 비인간적인 발언들의 일부 중 하나였다.
로버트 F. 케네디 주니어는 연방 정부가 개입하지 않는 한 각 주정부가 국경 보안을 위한 노력을 펼치는 것을 지지한다고 밝혔다.

### 기후변화
기후변화는 2024년 대선에서 상당히 중요한 이슈가 될 것으로 보인다. 2023년 미국은 하루에 1,320만 배럴이 넘는 양의 원유를 생산하여 트럼프 정부 시기의 최고 생산량인 1,300만 배럴을 넘어섰으며, 바이든 정부 시기인 2021~2024년 동안 코로나19 범유행과 러시아의 우크라이나 침공으로 인해 세계 에너지 위기를 겪었다.
트럼프는 기후변화를 인위적으로 의식하려는 행동을 조롱했고 "드릴, 베이비, 드릴"(Drill, baby, drill)이라는 문구를 활용해 자신의 에너지 정책을 강조했다. 트럼프는 공공토지에 석유 굴착을 늘리고 석유, 가스, 석탄 생산처에 세금 감면을 제공할 것이라고 약속했으며, 미국이 전 세계의 어느 나라보다 전기 및 에너지 비용을 낮게 유지하는 나라로 만드는 것을 목표로 한다고 밝혔다. 또한 그는 바이든이 통과시킨 전기 자동차 이니셔티브와 여러 환경 규제들을 철폐하고, 파리 기후 협정을 탈퇴할 것을 약속했다. 즉, 트럼프는 미국 역사상 기후변화에 대한 대처와 청정 에너지를 위한 가장 큰 투자였던 2022년 인플레이션 감축법의 일부를 철회하겠다고 약속한 것이다.

### 민주주의
미국의 민주주의 상태는 이번 선거에서 상당히 중요한 이슈가 될 것으로 보인다. 시카고 대학의 AP-NORC의 여론 조사에 따르면, 미국 성인들의 62%는 이번 선거에서 누가 승리하느냐에 따라 미국의 민주주의가 위협받을 수 있다고 답했다.
선거 전 여론조사에서 미국 민주주의의 현 상태에 대해 문제가 있다고 생각한 사람들이 많다는 것이 드러났다. 자유주의자들은 보수주의자들이 기독교 내셔널리즘적 독재적 성향을 드러내며 2020년 선거 결과를 뒤집어 국가를 위협하고 있다고 주장하는 한편, 일부 공화당원들은 트럼프에 대한 4건의 법적 기소가 선거에 영향을 주어 그를 대통령직에서 몰아내려는 시도라고 주장한다. 그러나 트럼프가 자신의 재판에 민주당과 바이든이 개입하여 "선거 간섭"을 하려고 했다는 주장에는 별다른 근거가 없으며, 그는 계속해서 아무런 근거 없이 2020년 대통령 선거가 조작되어 자신이 패배했다는 주장만 반복할 뿐이다.
도널드 트럼프의 선거 캠페인은 점점 더 폭력적이고 권위적인 성명을 내놓았고, 이는 많은 법률 전문가, 역사가, 정치학자들에게 비판을 받았으며, 일부 사람들은 그의 선거 캠페인이 의도적으로 이러한 성향에 기대고 있다고 생각하기도 한다. 트럼프는 대통령 권한과 행정부가 연방 정부의 모든 부분에 걸쳐 광범위하게 확대될 것을 요구하며, 그는 연방 정부, 미국 정보부, 국무부, 국방부 내에서 "자신의 의제에 방해가 되는 것"으로 간주될 경우 수천 명의 경력 공무원 직원의 고용 보호를 무시하고 해고하며 정치적 충성파로 교체할 것을 주장한다. 또한 그는 국내에 정치적으로 적들이나, 형사 재판에 연루된 증인을 법무부가 조사하고 체포하도록 할 것임을 거듭 밝혔다. 프로젝트 2025는 사법부, 입법부 또는 지방 정부의 아무런 동의 없이 보수 정책을 강행하기 위해 위해 행정부에 권한을 집중시키려는 헤리티지 재단이 제안한 계획이며, 이 계획은 주의 낙태, 피임을 금지시키고, 노동권을 폐지하는 동시에 미국의 성소수자 권리를 인정하지 않는 등 낙태와 관련된 것들은 전면 금지하는 방안을 포함하고 있다. 트럼프 정부의 일원이었던 러셀 보트, 존 맥켄티 등의 인사들이 작성 이 계획은 일부 공화당원들의 지지를 받았지만, 정작 트럼프 본인은 그 계획에 대해 잘 모른다고 주장했다.
트럼프의 선거 운동은 정치적으로 적들인 이들에 대해 비인간적이고 폭력적인 발언을 하는 수가 더 증가했다. 트럼프는 2021년 1월 6일 국회의사당 습격 사건에 연루되어 기소받은 사람들을 사면할 것이라고 약속했으며 이들을 "인질"이자 "위대한 애국자들"이라고 불렀다. 트럼프는 자신이 2024년 대선에서 승리하지 못할 경우 폭력을 사용할 가능성은 거의 없다고 했지만 결코 배제하지는 않고 "상황에 따라 다를 것"이라고 밝혔다.

### 경제

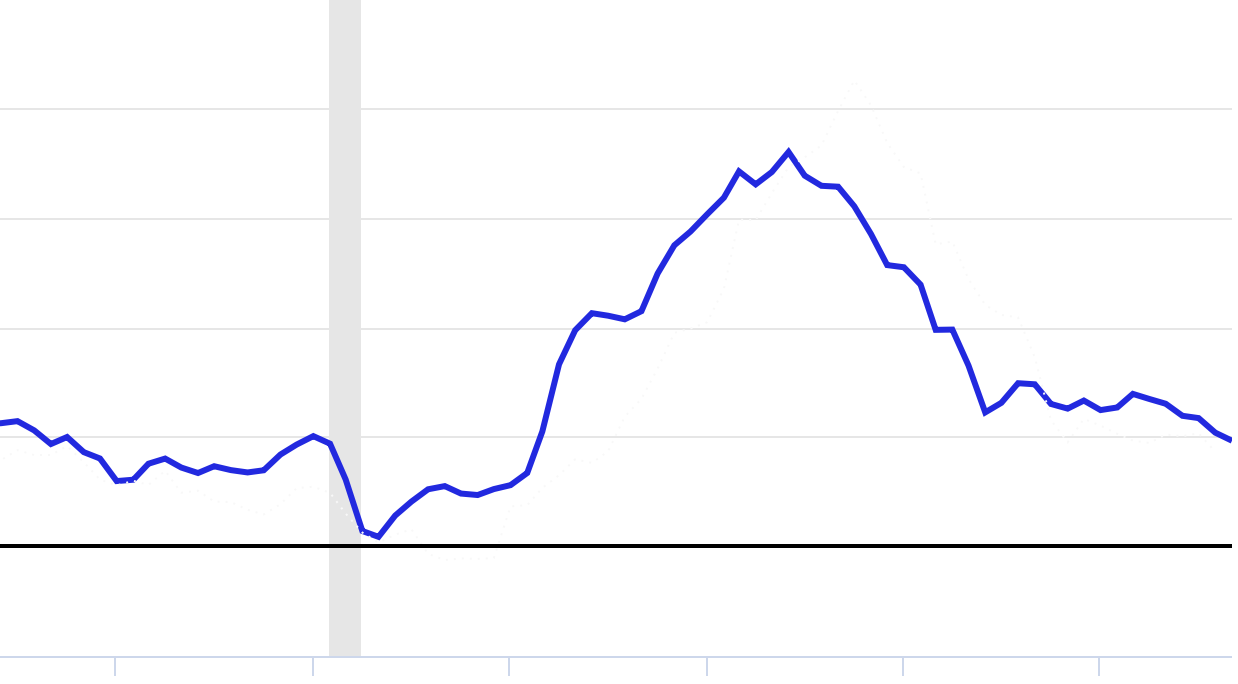
코로나19 범유행 이후 인플레이션 급등.

유권자들은 2024년 대선에서 경제 문제를 최우선 문제 중 하나로 경제를 꼽았다. 코로나19 범유행으로 인한 바이든 정부 시기의 인플레이션 증가는 트럼프의 경제에 대한 비판 중 하나였다. 2024년 6월, 총 16명의 노벨 경제학상 수상자들은 트럼프의 재정과 무역 정책에서 연방준비제도의 독립성을 제한하려는 노력이 미국의 인플레이션을 더 심화시킬 것이라고 경고하는 공동 성명에 참여했다. 무디스와 월스트리트 저널과 같은 대부분의 경제학지에서 2024년 7월에 조사한 자료를 바탕으로 바이든 정부 시기보다 관세, 불법 이민 단속과 같이 트럼프가 주장하는 정책이 적자를 유발시키고 더 많은 양의 인플레이션을 발생시킬 것이라고 보았다.
또한 트럼프는 1기 임기 때와 마찬가지로 개인과 법인에 대한 세금 인하를 추가로 제안했으며, 트럼프는 부유층에 대한 세금을 낮게 유지하면 일자리가 창출될 것이라고 주장했다. 트럼프가 공표한 무역 정책은 미국이 세계 경제에서 분리되어 자립적인 경제를 가지고 개별 무역 거래를 통해 큰 권위를 가지는 것이 대부분을 이룬다. 이러한 무역 정책은 모든 수입품에 대해 10%의 보편적 기준 관세를 매기고 무역 파트너 상대가 통화를 조작하거나 불공정한 무역 관행에 관여하는 경우 관세를 강화하여 보복하는 것을 포함한다. 그는 국외에서 제조된 자동차에 대해 100% 관세를 부과하고 모든 중국 상품에 대해 최소 60% 관세를 부과할 것을 주장했으며, "트럼프 상호 무역법"을 제정하여 미국에 관세를 부과하는 모든 국가에 상호 관세를 부과할 수 있는 대통령 권한을 부여할 것을 주장했다. 2024년 1월 《워싱턴 포스트》는 트럼프가 대규모 무역 전쟁을 준비하고 있다고 보도했다. 그의 무역 정책은 보호무역주의, 중상주의 혹은 폐쇄경제를 추구하는 것으로 평가받는다.

### 교육
일부 공화당원들은 교육에 관한 이슈가 자신들을 승리로 이끌 것이라고 생각한다. 수십 개 주에서 인종 불평등을 연구하는 비판적 인종 이론의 교육을 금지하는 법안이 만들어졌는데, 이 교육을 금지하는 데 중추적 역할을 했던 이들은 인종 정체성에 관한 연구가 학교 환경에 적합하지 않다고 주장한다. 그러나 이러한 교육을 금지하는 법률에 대해 일부 사람들은 미국 역사를 은폐하고 미국 역사에 대한 대중의 기억을 조작하려는 시도라고 비판한다. 한편 트럼프는 대통령으로 당선될 경우, 그의 발언에 따라 "급진파 광신교도들과 마르크스주의자들이 가득 차 있는" 교육부를 해산할 것이라고 약속했다.

### 외교 정책

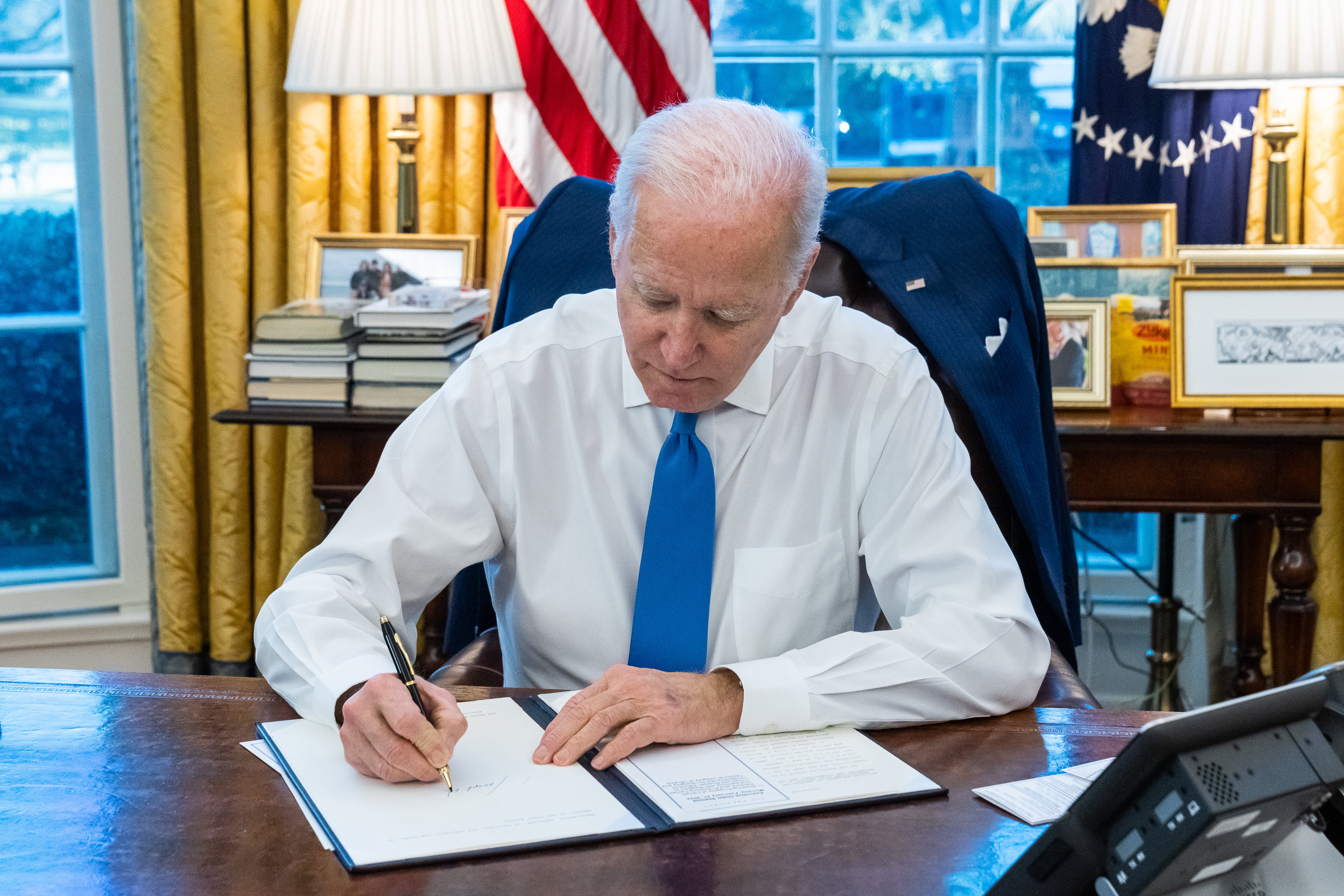
2022년 2월 러시아의 우크라이나 침공에 대응하여 조 바이든 대통령이 행정명령 14065호를 내리고 있다. 미국은 러시아의 우크라이나 침공 이후 수 십억 달러의 군사 지원을 이어가고 있다.

현재 진행 중인 러시아의 우크라이나 침공과 이스라엘-하마스 전쟁은 이번 선거의 주요한 문제 중 하나로 대두된다.
트럼프의 2024년 대선 캠페인은 고립주의적 "미국 우선주의" 외교 정책을 반복적으로 주장했으며 북대서양 조약 기구(NATO)의 목적과 사명을 "근본적으로 재평가"하여 미국의 방위 부담을 유럽에서 아시아로 옮길 것을 약속했다. 트럼프는 북대서양 조약 기구에 충분히 기여하지 않은 국가들에 대해서 러시아에게 "원하는 대로 하라고" 둘 것이라고 말했으며, 재선될 경우 우크라이나를 향한 지원을 신속하게 끝낼 것이라고 말했다. 또한 그는 러시아의 크림반도 합병을 잠재적으로 인정할 것이며 우크라이나 동부를 러시아에게 이양함으로써 전쟁을 막을 수 있을 것이라고 주장했다.
로버트 F. 케네디 주니어는 하마스가 이스라엘의 민간인을 공격한 것을 비난하고 이스라엘에 대한 신속한 지원을 촉구한다고 밝혔다.

#### 이스라엘-하마스 전쟁에 대한 견해
여러 여론조사에서는 이스라엘-하마스 전쟁에 대한 정부의 견해와 일반 대중들의 견해가 상당한 차이가 있는 것으로 나타났다. 선거 기간 동안 미국에서는 여러 차례 친이스라엘 혹은 친팔레스타인 시위가 발생했으며, 후보에서 사퇴하기 전에 바이든은 이러한 시위를 지지했지만 시위가 점차 폭력적이고 반유대주의적 성향을 띠면서 반대하게 되었다. 트럼프는 친팔레스타인 시위를 중단시키고 시위대를 추방하여 "이러한 운동을 25년 혹은 30년 뒤로 미룰 것"이라고 주장했다.

### 의료
코로나19 범유행과 더불어 미국의 의료 시스템을 보편적 건강보장을 가지는 것으로 전환해야 하는지에 대한 논쟁으로 의료와 약물 정책은 2024년 대선에서 주요한 이슈 중 하나가 될 것으로 전망된다.
트럼프는 환자보호 및 부담적정보험법의 폐지를 선거의 핵심 이슈로 삼았다. 2024년 3월 11일 인터뷰에서 트럼프는 사회보장과 메디케어 종류의 여러 프로그램에 대한 자금을 삭감할 것을 제안했는데, 나중에 그는 이것이 단순한 "낭비 줄이기"를 위한 것이라며 프로그램 자체는 보호할 것이라고 해명했다. 트럼프는 1기 임기 시기 "언젠가" 사회보장 프로그램 자금을 삭감하는 것을 검토할 것이라고 밝혔고, 그가 제안한 정부 예산안은 실제로 사회보장 프로그램 일부 자금을 삭감할 것을 주장했다. 그러나 2024년 공화당 예비선거에서 그는 다른 공화당 후보들이 사회보장 혜택을 삭감할 것이라고 주장하며 공격했다.
로버트 F. 케네디 주니어는 유명한 백신 반대론 정치인이었지만, 데저레트 뉴스의 보도에서 그는 2024년 대선에 출마하면서 이러한 이미지를 완화하려고 시도하면서 모든 백신에 반대하는 것은 아니라고 말했다. 코넬 웨스트는 모든 이들을 위한 메디케어를 주장하며 대선에 출마했다.

### 성소수자 권리

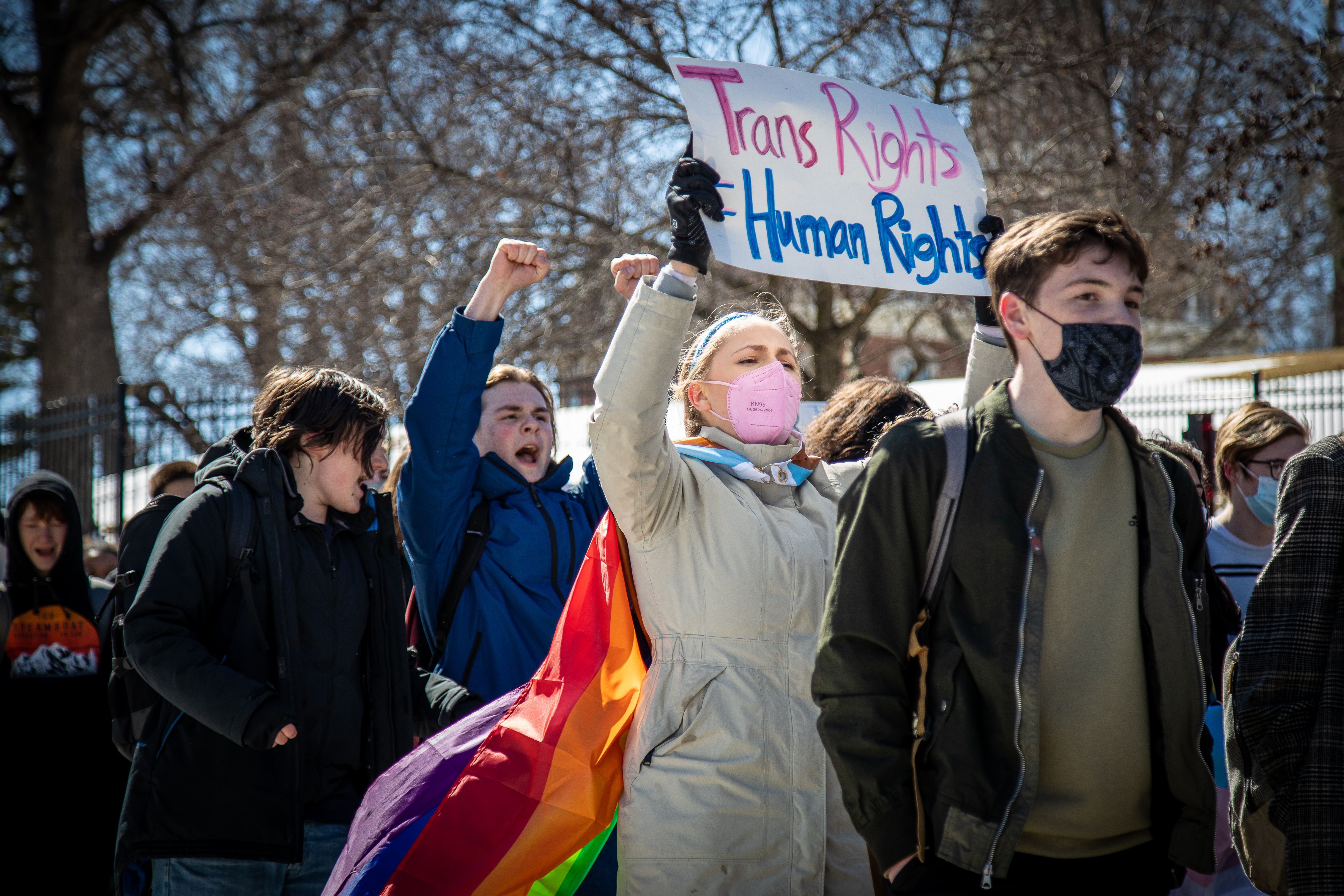
2022년 아이오와주 주지사 킴 레이놀즈가 서명한 반트랜스젠더 법안에 반대하는 시위자들이 디모인에 모여 시위를 하고 있다.

민주당은 최근 몇 년 동안 각 주의회의 보수 정치인들이 반성소수자 법안, 그 중에서도 반트랜스젠더에 집중한 많은 법안을 만들어냈다고 주장한다. 트럼프는 민주당이 추진하던 트랜스젠더들을 위한 법안들을 철회할 것을 약속했으며, 그는 화장실, 탈의실에서 성 정체성과 일치하는 대명사를 사용하는 트랜스젠더 학생들을 위한 바이든의 타이틀 나인(Title IX) 법안을 통한 보호를 "첫날부터" 철회하겠다고 약속했다. 트럼프는 2가지 성별만을 위한 연방법을 제정할 것이며, 트랜스젠더는 "급진 좌파"들이 만들어낸 망상적 개념이라고 주장했다. 또한 그는 어린이들에게 "잘못된 몸(성별)에 갇히게 만드는" 교사들에 대해 엄중한 처벌을 내릴 것이라고 주장했다. 1기 임기 시기 트럼프는 트랜스젠더 청소년이 원하는 화장실을 사용할 수 있도록 허용하는 타이틀 나인의 조항을 철회하고 트랜스젠더를 대상으로 하는 메디케어를 철회하려고 시도했다.

## 여론조사
해리스 대 트럼프
| 여론조사 집계기관                   | 여론조사 집계시기    | 여론조사 갱신시점 | 카멀라 해리스 민주당 | 도널드 트럼프 공화당 | 그 외 혹은 미결정 | 차이         |
| ----------------------------------- | -------------------- | ----------------- | -------------------- | -------------------- | ----------------- | ------------ |
| 270toWin                            | 2024년 11월 3일까지  | 2024년 11월 4일   | 48.3%                | 47.3%                | 4.4%              | 해리스 +1.0% |
| 538 보관됨 2024-05-17 - 웨이백 머신 | 2024년 11월 3일까지  | 2024년 11월 4일   | 47.9%                | 47.0%                | 5.1%              | 해리스+0.9%  |
| Cook Political Report               | 2024년 11월 4일까지  | 2024년 11월 4일   | 48.6%                | 47.9%                | 3.5%              | 해리스 +0.7% |
| Decision Desk HQ/The Hill           | 2024년 11월 4일까지  | 2024년 11월 4일   | 48.3%                | 48.3%                | 3.4%              | 빈칸         |
| Race to the WH                      | 2024년 10월 28일까지 | 2024년 11월 4일   | 49.2%                | 47.7%                | 3.1%              | 해리스 +1.5% |
| Silver Bulletin                     | 2024년 11월 2일까지  | 2024년 11월 4일   | 48.5%                | 47.8%                | 3.7%              | 해리스 +0.7% |
| 평균                                | 평균                 | 평균              | 48.5%                | 47.7%                | 3.8%              | 해리스 +0.8% |

해리스 대 트럼프 대 케네디 Jr. 대 스타인 대 올리버 대 웨스트
| 여론조사 집계기관 | 여론조사 집계시기   | 여론조사 갱신시점 | 카멀라 해리스 민주당 | 도널드 트럼프 공화당 | 로버트 F. 케네디 주니어 무소속 | 질 스타인 녹색당 | 체이스 올리버 자유당 | 코넬 웨스트 무소속 | 그 외 혹은 미결정 | 차이         |
| ----------------- | ------------------- | ----------------- | -------------------- | -------------------- | ------------------------------ | ---------------- | -------------------- | ------------------ | ----------------- | ------------ |
| Race to the WH    | 2024년 11월 2일까지 | 2024년 11월 3일   | 47.7%                | 47.1%                | 1.3%                           | 0.9%             | 0.7%                 | 0.9%               | 1.4%              | 해리스 +0.6% |
| 270toWin          | 2024년 11월 3일까지 | 2024년 11월 3일   | 47.5%                | 46.6%                | 1.2%                           | 1.2%             | 0.8%                 | 0.2%               | 2.5%              | 해리스 +0.9% |
| 평균              | 평균                | 평균              | 47.6%                | 46.9%                | 1.3%                           | 1.1%             | 0.8%                 | 0.6%               | 1.7%              | 해리스 +0.7% |

## 결과

### 선거 결과
| 선거 결과                   | 선거 결과                   | 선거 결과                   | 선거 결과                   | 선거 결과                   | 선거 결과 | 선거 결과      | 선거 결과    |
| 대통령 후보                 | 정당                        | 기반주                      | 득표                        | 득표                        | 선거인단  | 러닝메이트     | 러닝메이트   |
| 대통령 후보                 | 정당                        | 기반주                      | 총 득표수                   | 비율                        | 선거인단  | 부통령 후보    | 기반주       |
| --------------------------- | --------------------------- | --------------------------- | --------------------------- | --------------------------- | --------- | -------------- | ------------ |
| 도널드 트럼프               | 공화당                      | 플로리다주                  | 77,302,169                  | 49.74%                      | 312       | JD 밴스        | 오하이오주   |
| 카멀라 해리스               | 민주당                      | 캘리포니아주                | 75,015,834                  | 48.27%                      | 226       | 팀 월즈        | 미네소타주   |
| 질 스타인                   | 녹색당                      | 매사추세츠주                | 861,141                     | 0.55%                       | 0         | 부치 웨어      | 캘리포니아주 |
| 로버트 F. 케네디 주니어     | 무소속                      | 캘리포니아주                | 756,377                     | 0.49%                       | 0         | 니콜 샤나한    | 캘리포니아주 |
| 체이스 올리버               | 자유당                      | 조지아주                    | 650,142                     | 0.42%                       | 0         | 마이크 터 마트 | 버지니아주   |
| 그 외                       | 그 외                       | 그 외                       | 833,975                     | 0.54%                       |           |                |              |
| 전체                        | 전체                        | 전체                        | 155,419,638                 | 100%                        | 538       |                |              |
| 승리를 위해 필요한 선거인단 | 승리를 위해 필요한 선거인단 | 승리를 위해 필요한 선거인단 | 승리를 위해 필요한 선거인단 | 승리를 위해 필요한 선거인단 | 270       |                |              |

| \| 득표수 \| 득표수 \| 득표수 \| 득표수 \| 득표수 \| \| ------ \| ------ \| ------ \| ------ \| ------ \| \| \| \| \| \| \| \| 트럼프 \| 트럼프 \| \| 49.74% \| 49.74% \| \| 해리스 \| 해리스 \| \| 48.27% \| 48.27% \| \| 스타인 \| 스타인 \| \| 0.55% \| 0.55% \| \| 케네디 \| 케네디 \| \| 0.49% \| 0.49% \| \| 올리버 \| 올리버 \| \| 0.42% \| 0.42% \| \| 그 외 \| 그 외 \| \| 0.54% \| 0.54% \| |        |  |        |        |
| 득표수 |        |  |        |        |
| |        |  |        |        |
| 트럼프 | 트럼프 |  | 49.74% | 49.74% |
| 해리스 | 해리스 |  | 48.27% | 48.27% |
| 스타인 | 스타인 |  | 0.55%  | 0.55%  |
| 케네디 | 케네디 |  | 0.49%  | 0.49%  |
| 올리버 | 올리버 |  | 0.42%  | 0.42%  |
| 그 외 | 그 외  |  | 0.54%  | 0.54%  |

| \| 선거인단 획득 \| 선거인단 획득 \| 선거인단 획득 \| 선거인단 획득 \| 선거인단 획득 \| \| ------------- \| ------------- \| ------------- \| ------------- \| ------------- \| \| \| \| \| \| \| \| 트럼프 \| 트럼프 \| \| 57.99% \| 57.99% \| \| 해리스 \| 해리스 \| \| 42.01% \| 42.01% \| |        |  |        |        |
| 선거인단 획득 |        |  |        |        |
| |        |  |        |        |
| 트럼프 | 트럼프 |  | 57.99% | 57.99% |
| 해리스 | 해리스 |  | 42.01% | 42.01% |

### 주별 결과
최대 경합주
승리 차이가 1% 미만인 주, 선거인단 10명 중 트럼프가 모두 차지
1. 위스콘신, 차이 0.9%, 선거인단 10명

승리 차이가 1% ~ 5%인 주, 선거인단 87명 중 트럼프가 72명, 해리스가 15명 차지
1. 미시간주, 차이 1.5%, 선거인단 15명
2. 펜실베니아주, 차이 1.7%, 선거인단 19명
3. 조지아주, 차이 2.2%, 선거인단 16명
4. 뉴햄프셔주, 차이 2.8%, 선거인단 4명
5. 네바다주, 차이 3.1%, 선거인단 6명
6. 노스캐롤라이나주, 차이 3.2%, 선거인단 16명
7. 미네소타주, 차이 4.3%, 선거인단 10명
8. 네브래스카주 제2선거구, 차이 4.7%, 선거인단 1명

승리 차이가 5% ~ 10%인 주, 선거인단 46명 중 트럼프가 12명, 해리스가 34명 차지
1. 애리조나주, 차이 5.5%, 선거인단 11명
2. 버지니아주, 차이 5.8%, 선거인단 13명
3. 뉴저지주, 차이 5.9%, 선거인단 14명
4. 뉴멕시코주, 차이 6.1%, 선거인단 5명
5. 메인주, 차이 6.7%, 선거인단 2명
6. 메인주 제2선거구, 차이 9.0%, 선거인단 1명

빨간색은 공화당의 도널드 트럼프가 승리한 주 또는 선거구를, 파란색은 민주당의 카멀라 해리스가 승리한 주 또는 선거구를 의미한다.

### 결과 지도

각 주와 컬럼비아 특별구가 가진 선거인단[p]과 승리한 당을 나타낸 지도.
각 주의 승리 후보의 투표율을 나타낸 지도. 더 진할수록 승리한 후보가 획득한 표의 비율이 높음을 의미한다. 이 지도는 메인주와 네브래스카주의 주의회에 할당된 선거인단을 나타내지 않는다.
선거인단 수에 따른 카토그램으로 표현한 대통령 선거 결과 지도.
카운티별[q] 승리한 당을 나타낸 지도. 승리한 후보의 표 점유율이 높을수록 진하게 표시되었다.
각 주별 결과를 획득한 표의 차이에 따라 진하기를 다르게 한 지도.[p]

## 결과 분석

2020년에 비해 달라진 주별 민주당과 공화당에 대한 득표율 차이를 나타낸 표. 이번 선거에서 민주당의 득표율이 증가한 주는 단 한 개도 존재하지 않았다.

도널드 트럼프는 2024년 대통령 선거에서 승리함으로써 토머스 제퍼슨, 헨리 클레이, 앤드루 잭슨, 그로버 클리블랜드, 윌리엄 제닝스 브라이언, 프랭클린 D. 루스벨트, 리처드 닉슨에 이어 8번째로 3번 이상의 대통령 선거에 입후보해서 불신임 선거인단 투표에서 승리한 대통령 후보가 되었으며, 이 8명 중에서 유일하게 트럼프는 정확히 한 번만 총 득표수에서 승리한 후보이다. 또한 그는 닉슨과 함께 수정 헌법 제22조로 임기 제한이 성문화된 이후 총 3번의 대통령 선거에서 상당수의 선거인단 투표를 획득한 유일한 대통령 후보가 되었다. 동시에 트럼프는 1892년 그로버 클리블랜드 이후 처음으로, 수정 헌법 제22조 비준 이후 최초로 1기와 2기 임기가 연속적이지 않은 대통령이 될 예정이며, 이러한 비연속적인 임기를 가진 최초의 공화당 대통령이 될 것이다. 트럼프는 2004년 조지 W. 부시 이후 최초로 전국 유권자 득표수에서 승리한 대통령 후보이자, 2004년 같은 해 이후 처음으로 2기 임기를 확보한 공화당 소속 대통령이 될 것이다. 또한 1988년 조지 H. W. 부시 이후 최초로 전국 유권자 득표수에서 승리한 비현직 대통령 후보자가 되었으며, 이는 그가 2020년 대통령 선거에 비해 모든 주에서 득표율을 증가시킨 것이 큰 영향을 주었다. 트럼프는 통계적으로 49.8%의 득표율을 획득했으며 단 1.58%의 차이로 득표율을 앞섰고, 이는 1888년 이후 1960년 존 F. 케네디, 1968년 리처드 닉슨과 함께 가장 근소한 득표율 차이 중 하나였다. 비록 그는 전국 유권자 득표수에서 앞섰지만 과반수의 득표율은 차지하지 못했으며, 그의 최종 해리스와의 득표율 차이는 2016년 대통령 선거에서 힐러리 클린턴과 그와의 전국 유권자 득표율 차이보다 0.5% 적었다. 또한 트럼프는 부통령 후보를 마이크 펜스에서 J. D. 밴스로 교체했으며, 이로 인해 이번 선거는 1944년 대통령 선거 이후 최초로 대통령 후보가 부통령 후보를 교체하고 치루어 승리한 선거가 되었다.
2020년 대선에 비해 이번 선거에서 90%가 넘는 카운티가 트럼프의 득표율이 증가했으며, 이러한 변화는 도시와 농촌 지역 모두 해당했다. 대부분의 교외 지역도 트럼프에게 유리하게 돌아섰지만, 애틀랜타, 인디애나폴리스, 밀워키 등과 같이 백인 대졸 유권자들이 많은 교외 지역에서는 예외였다. 트럼프는 히스패닉 유권자들에게 이전보다 많은 지지를 얻어냈으며, 이는 남부 플로리다와 로어 리오 그란데 밸리 등에서 두드러졌다. 2020년 바이든을 강력히 지지한 주들에서도 트럼프의 지지율은 증가했으며, 뉴욕과 뉴저지에서는 트럼프의 득표율이 10% 증가했고 해리스의 기반주인 캘리포니아에서도 그의 득표율이 증가했다. 선거 이전에 트럼프가 흑인 유권자, 그 중에서도 특히 흑인 남성들 사이에서 지지율을 상당히 높일 것이라는 많은 추측이 있었지만, 출구 조사 자료에서는 단 1%의 트럼프에 대한 흑인 지지율이 미미하게 증가한 반면, 흑인 여성들 사이에서는 2020년의 9%에서 2% 더 줄어 단 7%만이 트럼프에게 투표하여 별다른 득표율 증가가 없었다. 민주당은 하원에서 공화당과의 격차를 매우 좁게 유지했고 대선에서 패배한 애리조나, 미시간, 네바다, 위스콘신 등의 주들에서의 상원 선거를 승리함으로써 의회 선거에서 더 나은 성과를 기록했다. 선거 이후 브루킹스 연구소의 조사에 따르면, 트럼프의 선거 캠페인은 일부 소수 민족 유권자들에게 영향을 미쳤지만, 연구소는 공화당은 다인종 연합을 "거의" 구성하지 못했으며 소수 민족 유권자들 사이에서 그의 득표율이 크게 증가했다고 말하는 것은 시기상조이며 경제적 우려에 근거한 "일시적 현상일 수 있다"고 주장했다.
민주당 유권자들의 투표율 감소도 트럼프의 승리에 크게 기여했다. 인구 밀도가 높은 민주당 지지 도시 중심지에서 2020년과 2024년 선거 결과를 비교하면 민주당은 수백만 표를 잃었다. 뉴욕시는 바이든보다 해리스에게 약 57만 3천 표, 마이애미데이드 카운티는 13만 7천 표, 쿡 카운티는 29만 5천 표, 로스앤젤레스 카운티는 62만 표, 해리스 카운티는 11만 5천 표 적게 투표했다. 주 전체에서 해리스가 바이든보다 더 많은 표를 얻은 주는 메인, 유타, 네바다, 노스캐롤라이나, 조지아, 위스콘신뿐이었으며, 해리스는 펜실베이니아, 애리조나, 미시간 등의 주요 격전지에서 많은 표를 잃었다. 반면 트럼프는 대부분의 도시 중심지에서 250만 표를 더 획득했으며, 중서부, 북동부, 남동부, 산악 지역의 농촌과 교외 카운티에서 각각 수백에서 수천 표를 더 얻었다.
해리스는 단 226개만의 선거인단을 확보함으로써 1988년 마이클 두카키스 이후 민주당 대통령 후보 중 최악의 성적을 거두었다. 트럼프는 50개 주 중에서 30개 주에서 승리하여 312개의 선거인단을 확보했다. 이번 선거에서 승리한 트럼프는 78세로 최고령 대통령이 되었으며, 부통령 후보인 JD 밴스는 최초의 밀레니얼 세대 부통령이 될 예정이다.

## 유권자 인구통계
| 하위 그룹                                                             | 트럼프 | 해리스 | 전체 유권자에 대한 비율(%) |
| 이념                                                                  | 이념   | 이념   | 이념                       |
| --------------------------------------------------------------------- | ------ | ------ | -------------------------- |
| 자유주의                                                              | 7      | 91     | 23                         |
| 중도주의                                                              | 40     | 57     | 42                         |
| 보수주의                                                              | 90     | 9      | 34                         |
| 지지 정당                                                             |        |        |                            |
| 민주당                                                                | 4      | 95     | 31                         |
| 공화당                                                                | 94     | 5      | 35                         |
| 그 외 혹은 무소속 후보                                                | 46     | 49     | 34                         |
| 성별                                                                  |        |        |                            |
| 남성                                                                  | 55     | 42     | 47                         |
| 여성                                                                  | 45     | 53     | 53                         |
| 결혼 여부                                                             |        |        |                            |
| 결혼                                                                  | 56     | 43     | 54                         |
| 미혼                                                                  | 42     | 54     | 46                         |
| 결혼 여부에 따른 성별                                                 |        |        |                            |
| 결혼한 남성                                                           | 60     | 38     | 28                         |
| 결혼한 여성                                                           | 51     | 48     | 26                         |
| 미혼 남성                                                             | 49     | 47     | 20                         |
| 미혼 여성                                                             | 38     | 59     | 27                         |
| 인종, 민족                                                            |        |        |                            |
| 백인                                                                  | 57     | 41     | 71                         |
| 흑인                                                                  | 13     | 85     | 11                         |
| 라틴계                                                                | 46     | 52     | 12                         |
| 아시아계                                                              | 39     | 54     | 3                          |
| 아메리카 원주민, 인디언                                               | 65     | 34     | 1                          |
| 그 외                                                                 | 52     | 43     | 2                          |
| 인종, 민족에 따른 성별                                                |        |        |                            |
| 백인 남성                                                             | 60     | 37     | 34                         |
| 백인 여성                                                             | 53     | 45     | 37                         |
| 흑인 남성                                                             | 21     | 77     | 5                          |
| 흑인 여성                                                             | 7      | 91     | 7                          |
| 라틴계 남성                                                           | 55     | 43     | 6                          |
| 라틴계 여성                                                           | 38     | 60     | 6                          |
| 그 외                                                                 | 46     | 48     | 6                          |
| 종교                                                                  |        |        |                            |
| 개신교도, 혹은 그 외 기독교인                                         | 63     | 36     | 42                         |
| 가톨릭 교도                                                           | 58     | 40     | 22                         |
| 유대인                                                                | 22     | 78     | 2                          |
| 그 외                                                                 | 34     | 59     | 10                         |
| 무종교                                                                | 26     | 71     | 24                         |
| 인종에 따른 종교                                                      |        |        |                            |
| 백인 개신교도, 혹은 그 외 기독교인                                    | 72     | 26     | 30                         |
| 백인 가톨릭 교도                                                      | 61     | 35     | 15                         |
| 백인 유대인                                                           | 20     | 80     | 2                          |
| 그 외 종교의 백인                                                     | 43     | 52     | 5                          |
| 무종교 백인                                                           | 27     | 71     | 17                         |
| 백인 복음주의자이거나 거듭난 기독교인                                 |        |        |                            |
| 그렇다                                                                | 82     | 17     | 22                         |
| 그렇지 않다                                                           | 40     | 57     | 78                         |
| 나이                                                                  |        |        |                            |
| 18–24세                                                               | 42     | 54     | 9                          |
| 25–29세                                                               | 45     | 53     | 6                          |
| 30–39세                                                               | 46     | 50     | 16                         |
| 40–49세                                                               | 50     | 48     | 16                         |
| 50–64세                                                               | 56     | 43     | 27                         |
| 65세 혹은 그 이상                                                     | 49     | 49     | 28                         |
| 나이에 따른 성별                                                      |        |        |                            |
| 18–29세 남성                                                          | 49     | 47     | 7                          |
| 30–44세 남성                                                          | 53     | 43     | 12                         |
| 45–64세 남성                                                          | 60     | 38     | 16                         |
| 65세 혹은 그 이상의 남성                                              | 55     | 44     | 12                         |
| 18–29세 여성                                                          | 37     | 61     | 7                          |
| 30–44세 여성                                                          | 43     | 54     | 12                         |
| 45–64세 여성                                                          | 50     | 49     | 19                         |
| 65세 혹은 그 이상의 여성                                              | 45     | 54     | 16                         |
| 나이에 따른 인종                                                      |        |        |                            |
| 18–29세 백인                                                          | 49     | 49     | 8                          |
| 30–44세 백인                                                          | 55     | 42     | 15                         |
| 45–64세 백인                                                          | 62     | 37     | 25                         |
| 65세 혹은 그 이상의 백인                                              | 55     | 44     | 22                         |
| 18–29세 흑인                                                          | 15     | 84     | 2                          |
| 30–44세 흑인                                                          | 15     | 82     | 3                          |
| 45–64세 흑인                                                          | 15     | 83     | 4                          |
| 65세 혹은 그 이상의 흑인                                              | 5      | 93     | 3                          |
| 18–29세 라틴계 미국인                                                 | 47     | 49     | 3                          |
| 30–44세 라틴계 미국인                                                 | 45     | 52     | 3                          |
| 45–64세 라틴계 미국인                                                 | 49     | 50     | 4                          |
| 65세 혹은 그 이상의 라틴계 미국인                                     | 41     | 58     | 2                          |
| 그 외                                                                 | 46     | 48     | 6                          |
| 성적 지향                                                             |        |        |                            |
| LGBT                                                                  | 13     | 86     | 8                          |
| LGBT가 아님                                                           | 53     | 45     | 92                         |
| 투표를 처음 하는가?                                                   |        |        |                            |
| 그렇다                                                                | 56     | 43     | 8                          |
| 그렇지 않다                                                           | 50     | 48     | 92                         |
| 학력                                                                  |        |        |                            |
| 고졸 혹은 그 이하                                                     | 63     | 35     | 15                         |
| 일부 대학 교육 이수                                                   | 51     | 47     | 26                         |
| 전문대학 졸업                                                         | 56     | 41     | 16                         |
| 학사 학위 획득                                                        | 45     | 53     | 24                         |
| 대학원 학위 획득                                                      | 38     | 59     | 19                         |
| 학력에 따른 인종                                                      |        |        |                            |
| 대졸 백인                                                             | 45     | 52     | 33                         |
| 대졸 학력 미만 백인                                                   | 66     | 32     | 39                         |
| 대졸 비(非)백인                                                       | 32     | 65     | 10                         |
| 대졸 학력 미만 비(非)백인                                             | 34     | 64     | 19                         |
| 인종, 성별에 따른 학력                                                |        |        |                            |
| 대졸 백인 여성                                                        | 41     | 57     | 17                         |
| 대졸 학력 미만 백인 여성                                              | 63     | 35     | 20                         |
| 대졸 백인 남성                                                        | 50     | 47     | 16                         |
| 대졸 학력 미만 백인 남성                                              | 69     | 29     | 18                         |
| 비(非)백인                                                            | 33     | 64     | 29                         |
| 수입                                                                  |        |        |                            |
| $30,000 미만                                                          | 46     | 50     | 12                         |
| $30,000–49,999                                                        | 53     | 45     | 16                         |
| $50,000–99,999                                                        | 51     | 46     | 32                         |
| $100,000–199,999                                                      | 47     | 51     | 28                         |
| $200,000 이상                                                         | 45     | 51     | 13                         |
| 가족 구성원 중 한 명 이상이 노동조합에 속해 있는가?(Union households) |        |        |                            |
| 그렇다                                                                | 45     | 53     | 19                         |
| 그렇지 않다                                                           | 50     | 47     | 81                         |
| 군복무 여부                                                           |        |        |                            |
| 군복무 경험 있음                                                      | 65     | 34     | 12                         |
| 군복무 경험 없음                                                      | 48     | 50     | 88                         |
| 거주지                                                                |        |        |                            |
| 동부                                                                  | 46     | 51     | 21                         |
| 중서부                                                                | 53     | 46     | 22                         |
| 남부                                                                  | 55     | 44     | 35                         |
| 서부                                                                  | 43     | 54     | 23                         |
| 거주지 유형                                                           |        |        |                            |
| 도시 거주                                                             | 38     | 59     | 29                         |
| 교외 거주                                                             | 51     | 47     | 51                         |
| 시골 거주                                                             | 64     | 34     | 19                         |
| 성별에 따른 백인 교외 거주 유권자                                     |        |        |                            |
| 백인 교외 거주 여성                                                   | 53     | 46     | 19                         |
| 백인 교외 거주 남성                                                   | 62     | 35     | 18                         |
| 그 외                                                                 | 46     | 52     | 63                         |
| 바이든에 대한 평가                                                    |        |        |                            |
| 강력히 반대                                                           | 93     | 4      | 45                         |
| 다소 반대                                                             | 43     | 54     | 14                         |
| 다소 찬성                                                             | 4      | 95     | 24                         |
| 강력히 찬성                                                           | 2      | 98     | 15                         |
| 현 미국의 방향성에 대한 태도                                          |        |        |                            |
| 분노                                                                  | 72     | 27     | 30                         |
| 불만족                                                                | 56     | 42     | 43                         |
| 만족                                                                  | 18     | 81     | 19                         |
| 열렬한 만족                                                           | 11     | 89     | 6                          |
| 미국의 좋은 시절은 언제인가?                                          |        |        |                            |
| 미래일 것이다                                                         | 40     | 58     | 61                         |
| 과거일 것이다                                                         | 67     | 31     | 35                         |
| 후보자의 가장 중요한 자질                                             |        |        |                            |
| 리더십 능력                                                           | 66     | 30     | 30                         |
| 개혁 주장                                                             | 74     | 24     | 28                         |
| 좋은 판단력                                                           | 16     | 82     | 20                         |
| 유권자들에게 관심을 기울이는 마음                                     | 25     | 73     | 18                         |
| 해당 후보에게 투표하는 이유                                           |        |        |                            |
| 해당 후보를 지지하기 때문에                                           | 55     | 44     | 73                         |
| 반대편의 후보를 반대하기 때문에                                       | 37     | 60     | 24                         |
| 어떤 후보가 더 극단적인가                                             |        |        |                            |
| 트럼프는 너무 극단적이다                                              | 2      | 97     | 45                         |
| 해리스는 너무 극단적이다                                              | 98     | 1      | 38                         |
| 트럼프와 해리스 모두 너무 극단적이다                                  | 63     | 21     | 8                          |
| 트럼프나 해리스 모두 극단적이지 않다                                  | 65     | 26     | 5                          |
| 투표할 후보 결정 시기                                                 |        |        |                            |
| 9월 이전                                                              | 50     | 49     | 79                         |
| 9월 동안                                                              | 42     | 54     | 7                          |
| 10월 동안                                                             | 40     | 47     | 6                          |
| 마지막 한 주 동안                                                     | 54     | 42     | 3                          |
| 마지막 몇 일 동안                                                     | 47     | 41     | 4                          |
| 가장 중요한 이슈는 무엇인가?                                          |        |        |                            |
| 민주주의 상태                                                         | 18     | 80     | 34                         |
| 경제                                                                  | 80     | 19     | 32                         |
| 낙태                                                                  | 25     | 74     | 14                         |
| 이민                                                                  | 90     | 9      | 11                         |
| 외교 정책                                                             | 57     | 37     | 4                          |
| 미국의 민주주의에 대한 생각                                           |        |        |                            |
| 미국의 민주주의는 매우 위협 받고 있다                                 | 51     | 47     | 38                         |
| 미국의 민주주의는 약간 위협 받고 있다                                 | 50     | 49     | 35                         |
| 미국의 민주주의는 어느 정도 안정적이다                                | 48     | 50     | 17                         |
| 미국의 민주주의는 매우 안정적이다                                     | 54     | 45     | 8                          |
| 현 선거가 공정하고 정확하게 실시되는가?                               |        |        |                            |
| 매우 확신한다                                                         | 14     | 84     | 35                         |
| 약간 동의한다                                                         | 58     | 39     | 33                         |
| 약간 동의하지 못한다                                                  | 82     | 16     | 21                         |
| 매우 동의하지 못한다                                                  | 79     | 19     | 10                         |
| 선거 결과로 인한 폭력에 대해 우려를 가지고 있는가?                    |        |        |                            |
| 그렇다                                                                | 42     | 56     | 70                         |
| 그렇지 않다                                                           | 69     | 29     | 28                         |
| 미국 경제의 상태는?                                                   |        |        |                            |
| 가난하다                                                              | 87     | 10     | 33                         |
| 좋지 않다                                                             | 54     | 44     | 35                         |
| 좋다                                                                  | 8      | 91     | 27                         |
| 완벽하다                                                              | 10     | 89     | 5                          |
| 현재 가정의 재정 상황                                                 |        |        |                            |
| 4년 전보다 더 나쁘다                                                  | 81     | 17     | 46                         |
| 비슷하다                                                              | 28     | 69     | 30                         |
| 4년 전보다 더 낫다                                                    | 14     | 82     | 24                         |
| 지난 해 인플레이션으로 어려움을 겪었는가?                             |        |        |                            |
| 심각한 어려움을 겪었다                                                | 74     | 24     | 22                         |
| 약간의 어려움을 겪었다                                                | 51     | 45     | 53                         |
| 어려움을 겪지 않았다                                                  | 20     | 77     | 24                         |
| 낙태에 대한 생각                                                      |        |        |                            |
| 어떤 경우에도 합법화되어야 한다                                       | 10     | 87     | 32                         |
| 대부분의 경우에 합법화되어야 한다                                     | 49     | 49     | 33                         |
| 대부분의 경우에 불법이어야 한다                                       | 92     | 7      | 26                         |
| 모든 경우에 불법이어야 한다                                           | 88     | 11     | 6                          |
| 연방 대법원에 대한 생각                                               |        |        |                            |
| 동의한다                                                              | 83     | 14     | 35                         |
| 동의하지 못한다                                                       | 26     | 71     | 60                         |
| 미국의 대부분의 불법 이민자들에 대한 생각                             |        |        |                            |
| 합법적 지위를 얻을 수 있는 기회를 제공해야 한다                       | 22     | 75     | 56                         |
| 추방해야 한다                                                         | 87     | 11     | 40                         |
| 미국의 이스라엘을 향한 지원에 대한 생각                               |        |        |                            |
| 너무 많다                                                             | 30     | 67     | 31                         |
| 현 상황이 옳다                                                        | 39     | 59     | 31                         |
| 더 많이 지원해야 한다                                                 | 82     | 17     | 30                         |

## 같이 보기
- 미국 대통령 선거

### 내용주
1. ↑  이에 관한 자료는 다음 출처들을 참고하라:[398][399][400][401][402][403][404][405][406][407]
2. ↑  이에 관한 자료는 다음 출처들을 참고하라:[408][409][410][411][412][413][414]
3. ↑  이에 관한 자료는 다음 출처들을 참고하라:[317][415][416][417][418][419][420][421][422][423][424][425][426][427]
4. ↑  이에 관한 자료는 다음 출처들을 참고하라:[65][66][67][68][69][70]
5. ↑  이에 관한 자료는 다음 출처들을 참고하라:[91][92][93]
6. ↑  아야두라이는 미국 출신 시민이 아니기 때문에 대통령직을 맡을 자격이 없다. 하지만 그는 공직에 출마할 수는 있다고 주장한다.
7. ↑  이에 관한 자료는 다음 출처들을 참고하라:[252][253][254][255][256]
8. ↑  이에 관한 자료는 다음 출처들을 참고하라:[259][260][261][262]
9. ↑  이에 관한 자료는 다음 출처들을 참고하라:[276][277][278][279][280][281]
10. ↑  이에 관한 자료는 다음 출처들을 참고하라:[289][290][288][115]
11. ↑  이에 관한 자료는 다음 출처들을 참고하라:[291][285][114][115][116][117]
12. ↑  이에 관한 자료는 다음 출처들을 참고하라:[291][285][327][115][328][329]
13. ↑  이에 관한 자료는 다음 출처들을 참고하라:[337][338][339][340]
14. 1 2  이 값은 100%와 다른 모든 후보자의 지지율 값의 차이를 구하여 계산한다
15. 1 2  케네디는 2024년 8월 후보에서 사퇴했지만 대부분의 주에서는 여전히 후보로 지명되어 있다.
16. 1 2  메인주와 네브래스카주에서는 1개의 선거인단이 주의회에 할당되고 나머지 선거인단이 주 자체에게 할당된다. 해당 두 주에 삽인된 1개의 선거인단은 이러한 분포를 표시하며 지리적 연관성은 없다.
17. ↑  알래스카주와 루이지애나주에는 카운티라는 행정구역이 존재하지 않기 때문에, 그와 단계가 유사한 행정구역별로 구역을 나눈다. 컬럼비아 특별구에는 하위 행정구역이 존재하지 않아 1개의 구역으로 표시된다.

### 참조주
1. ↑  Lindsay, James M. (2024년 12월 18일). “The 2024 Election by the Numbers”. 《Council on Foreign Relations》. 2024년 12월 20일에 확인함.
2. 1 2 3 4 5 6 7  “2024 Presidential Election Results”. 《Associated Press》. 2024년 11월 5일. 2024년 11월 9일에 확인함.
3. ↑  
  - “Presidential Election 2024 Live Results: Donald Trump wins”. 《NBC News》. 2024년 11월 9일에 확인함.
  - “Presidential election results 2024”. 《CNN》. 2024년 11월 9일에 확인함.
  - “Presidential election results 2024 data”. 《CBS News》. 2024년 11월 9일에 확인함.
  - “2024 Election: Donald Trump elected 47th President of the United States”. Associated Press. 2024년 11월 9일에 확인함.
  - “2024 US Presidential Election Results: Live Map”. 《ABC News》. 2024년 11월 9일에 확인함.
4. ↑  Munson, Olivia (2024년 11월 1일). “Is Election Day a federal holiday? What to know before decision day 2024.”. 《USA Today》. 2024년 11월 3일에 확인함.
5. ↑  “Trump wins the US Presidency”. 《AP News》. 2024년 11월 6일. 2024년 11월 6일에 확인함.
6. ↑  Tumin, Remy; Rogers, Katie (2024년 11월 6일). “Harris Will Deliver Concession Speech to Nation After Losing to Donald Trump”. 《The New York Times》. 2024년 11월 6일에 확인함.
7. ↑  Miller, Zeke; Price, Michelle L.; Weissert, Will; Colvin, Jill (2024년 11월 5일). “Trump wins the White House in political comeback rooted in appeals to frustrated voters”. Associated Press. 2024년 11월 6일에 확인함.
8. ↑  Bowden, George (2024년 11월 6일). “When does Trump become US president again?”. BBC News. 2024년 11월 6일에 확인함.
9. ↑  Kinery, Emma (2023년 4월 25일). “Biden launches 2024 reelection campaign, promising to fulfill economic policy vision”. CNBC. 2023년 4월 25일에 원본 문서에서 보존된 문서. 2023년 4월 25일에 확인함.
10. ↑  Gold, Michael; Nehamas, Nicholas (2024년 3월 13일). “Donald Trump and Joe Biden Clinch Their Party Nominations”. 《The New York Times》. 2024년 3월 13일에 원본 문서에서 보존된 문서. 2024년 3월 13일에 확인함.
11. ↑  Quinn, Melissa; Kim, Ellis (2024년 7월 19일). “More Democrats join wave of lawmakers calling on Biden to drop out of 2024 race”. CBS News. 2024년 7월 26일에 원본 문서에서 보존된 문서. 2024년 8월 7일에 확인함.
12. ↑  Kenning, Chris; Samuelsohn, Darren (2024년 7월 22일). “'It's unprecedented': Biden's exit is a history-making moment in the American presidency”. 《USA Today》. 2024년 11월 10일에 확인함.
13. ↑  Pettypiece, Shannon; Murray, Mark (2024년 7월 22일). “Timeline: From the Biden-Trump debate to Biden's withdrawal: 25 days that shook American politics”. NBC News. 2024년 10월 27일에 확인함.
14. ↑  Goldmacher, Shane; Rogers, Katie; Epstein, Reid J.; Glueck, Katie (2024년 8월 6일). “How Kamala Harris Trusted Her Gut and Picked Tim Walz”. 《The New York Times》. ISSN 1553-8095. 2024년 11월 10일에 확인함. Updated August 19, 2024.
15. ↑  “Did Kamala Harris make a mistake by naming Tim Walz as her running mate in U.S election 2024? Here's what Nate Silver says”. 《The Economic Times》. 2024년 11월 6일. ISSN 0013-0389. 2024년 11월 10일에 확인함.
16. ↑  “Former President Donald Trump announces a White House bid for 2024”. CNN. 2022년 11월 16일. 2023년 1월 15일에 원본 문서에서 보존된 문서. 2024년 7월 24일에 확인함.
17. ↑  Riccardi, Nicholas; Price, Michelle L. (2023년 12월 16일). “Trump calls Biden the 'destroyer' of democracy despite his own efforts to overturn 2020 election”. Associated Press. 2023년 12월 15일에 원본 문서에서 보존된 문서. 2023년 12월 16일에 확인함.
18. ↑  Kessler, Glenn (2024년 3월 14일). “Trump has a bunch of new false claims. Here's a guide.”. 《The Washington Post》. 2024년 3월 15일에 원본 문서에서 보존된 문서. 2024년 8월 24일에 확인함.
19. ↑  Rector, Kevin (2024년 8월 16일). “News Analysis: Trump seeks to reclaim spotlight with old playbook of lying, talking smack to media”. 《Los Angeles Times》. 2024년 8월 23일에 원본 문서에서 보존된 문서. 2024년 8월 24일에 확인함.
20. ↑  Itkowitz, Colby; Allam, Hannah (2024년 8월 19일). “With false 'coup' claims, Trump primes supporters to challenge a Harris win”. 《The Washington Post》. 2024년 8월 24일에 원본 문서에서 보존된 문서. 2024년 8월 24일에 확인함.
21. ↑  Baker, Peter (2022년 12월 1일). “Trump Embraces Extremism as He Seeks to Reclaim Office”. 《The New York Times》. 2024년 4월 16일에 원본 문서에서 보존된 문서. 2024년 7월 13일에 확인함. 분석가와 전략가들은 트럼프 씨의 극우로의 선회가 정치적 방향성을 재창조하기 위한 전술이라고 주장한다... 트럼프 씨는 다른 현대 대통령보다 오랫동안 미국 사회의 변두리와 어울리며 인종, 종교, 국적, 성적 지향 등에 따른 편견에 공개적으로 호소했다... 트럼프 씨의 극단주의 수용이 확대되면서 공화당은 다시 한번 그와 거리를 두는 방법을 찾기 위해 고군분투하고 있다. [Analysts and strategists see Mr. Trump's pivot toward the far right as a tactic to re-create political momentum ... Mr. Trump has long flirted with the fringes of American society as no other modern president has, openly appealing to prejudice based on race, religion, national origin and sexual orientation, among others ... Mr. Trump's expanding embrace of extremism has left Republicans once again struggling to figure out how to distance themselves from him.]
22. 1 2  Swenson, Ali; Kunzelman, Michael (2023년 11월 18일). “Fears of political violence are growing as the 2024 campaign heats up and conspiracy theories evolve”. 《The Associated Press》. 2024년 5월 11일에 원본 문서에서 보존된 문서. 2024년 7월 13일에 확인함. 트럼프는 인터넷의 극우 변두리에서 성장하여 주류 공화당 정치의 고정 관념이 된 QAnon을 홍보하는 소셜 미디어 계정을 확대했다... 트럼프는 2024년 선거 운동에서 적에 대한 보복에 대한 이야기로 공격적인 수사를 더 많이 사용했다. 그는 최근 폴 펠로시에 대한 망치 공격에 대해 농담을 했고, 전 합동참모본부 의장인 은퇴한 마크 밀리 장군이 반역죄로 처형되어야 한다고 주장했다. [Trump has amplified social media accounts that promote QAnon, which grew from the far-right fringes of the internet to become a fixture of mainstream Republican politics ... In his 2024 campaign, Trump has ramped up his combative rhetoric with talk of retribution against his enemies. He recently joked about the hammer attack on Paul Pelosi and suggested that retired Gen. Mark Milley, a former Joint Chiefs of Staff chairman, should be executed for treason.]
23. 1 2  Cook, Charlie (2023년 3월 2일). “Will 2024 Be About the Economy, or the Candidates?”. 《Cook Political Report》. 2023년 3월 25일에 원본 문서에서 보존된 문서. 2023년 3월 25일에 확인함.
24. ↑  Colvin, Jill; Miller, Zeke (2023년 11월 27일). “Trump says he will renew efforts to replace 'Obamacare' if he wins a second term”. Associated Press. 2023년 12월 4일에 원본 문서에서 보존된 문서. 2023년 12월 4일에 확인함.
25. ↑  Fields, Gary; Sanders, Linley (2023년 12월 15일). “Americans agree that the 2024 election will be pivotal for democracy, but for different reasons”. Associated Press. 2023년 12월 16일에 원본 문서에서 보존된 문서. 2023년 12월 16일에 확인함.
26. ↑  “Saving democracy is central to Biden's campaign messaging. Will it resonate with swing state voters?”. CBS News. 2024년 2월 18일. 2024년 3월 13일에 원본 문서에서 보존된 문서. 2024년 3월 13일에 확인함.
27. ↑  Ward, Alexander; Berg, Matt (2023년 10월 20일). “2024: The foreign policy election?”. 《Politico》. 2023년 11월 20일에 원본 문서에서 보존된 문서. 2023년 11월 20일에 확인함.
28. ↑  Arnsdorf, Isaac (2024년 1월 7일). “Trump brags about efforts to stymie border talks: 'Please blame it on me'”. 《The Washington Post》. 2024년 1월 28일에 원본 문서에서 보존된 문서. 2024년 1월 29일에 확인함.
29. ↑  Sahil, Kapur (2024년 4월 17일). “7 big issues at stake in the 2024 election”. NBC News. 2024년 7월 3일에 원본 문서에서 보존된 문서. 2024년 4월 17일에 확인함.
30. ↑  이에 관련된 자료는 다음 출처들을 참고하라:
  - Edsall, Thomas B. (2023년 4월 12일). “How The Right Came To Embrace Intrusive Government”. 《The New York Times》. ISSN 0362-4331. 2023년 4월 12일에 원본 문서에서 보존된 문서. 2023년 4월 12일에 확인함. Republicans in states across the country are defiantly pushing for the criminalization of abortion—of the procedure, of abortifacient drugs and of those who travel out of state to terminate pregnancy... According to research provided to The Times by the Kaiser Family Foundation, states that have abortion bans at various early stages of pregnancy with no exception for rape or incest include Alabama, Arizona, Arkansas, Florida, Kentucky, Louisiana, Mississippi, Missouri, Ohio, Oklahoma, South Dakota, Tennessee, Texas, West Virginia and Wisconsin.
  - Weisman, Jonathan (2023년 4월 11일). “Pressured by Their Base on Abortion, Republicans Strain to Find a Way Forward”. 《The New York Times》. ISSN 0362-4331. 2023년 4월 11일에 원본 문서에서 보존된 문서. 2023년 4월 12일에 확인함.
  - Godfrey, Elaine (2022년 5월 4일). “The GOP's Strange Turn Against Rape Exceptions”. 《The Atlantic》. 2022년 5월 4일에 원본 문서에서 보존된 문서. 2023년 4월 7일에 확인함.
31. ↑  McCammon, Sarah (2023년 11월 8일). “Abortion rights win big in 2023 elections, again”. NPR. 2023년 12월 15일에 원본 문서에서 보존된 문서. 2023년 12월 16일에 확인함.
32. ↑  Saperstone, Jeff; Killilea, TJ (2024년 3월 11일). “Here's why abortion will be such a big issue for the ballot come November”. NBC Boston. 2024년 3월 11일에 원본 문서에서 보존된 문서. 2024년 3월 11일에 확인함.
33. 1 2  “Issues and the 2024 election”. Pew Research Center. 2024년 9월 9일. 2024년 11월 10일에 확인함.
34. ↑  Andreoni, Manuela (2024년 1월 16일). “Climate is on the Ballot Around the World”. 《The New York Times》. 2024년 1월 16일에 원본 문서에서 보존된 문서. 2024년 1월 16일에 확인함.
35. ↑  Gongloff, Mark (2024년 1월 30일). “The 2024 election just might turn on ... climate change?”. 《Portland Press Herald》. 2024년 2월 13일에 원본 문서에서 보존된 문서. 2024년 2월 12일에 확인함.
36. ↑  Manchester, Julia (2023년 1월 29일). “Republicans see education as winning issue in 2024”. 《The Hill》. 2023년 1월 29일에 원본 문서에서 보존된 문서. 2023년 7월 9일에 확인함.
37. ↑  “Here's where the 2024 presidential candidates stand on LGBTQ+ issues”. ABC News. 2024년 9월 5일. 2023년 12월 6일에 원본 문서에서 보존된 문서. 2023년 12월 6일에 확인함.
38. ↑  Peoples, Steve; Barrow, Bill (2024년 11월 6일). “Election takeaways: Trump's decisive victory in a deeply divided nation”. 《AP News》. 2024년 11월 11일에 확인함.
39. ↑  “Trump wins Arizona, sweeping all seven battleground states, Edison Research says”. 《Reuters》. 2024년 11월 10일. 2024년 11월 11일에 확인함.
40. ↑  Maguire, Patrick (2024년 11월 9일). “See which states Trump won in the 2024 election that he didn't win in 2020”. 《CBS News》. 2024년 11월 16일에 확인함.
41. 1 2  “2024 National Popular Vote Tracker”. Cook Political Report. 2024년 11월 29일에 확인함.
42. ↑  Jachim, Nick (2024년 11월 6일). “When was the last time the Republican Party won the popular vote?”. 《The Hill》. 2024년 11월 29일에 확인함.
43. ↑  Lange, Jason; Erickson, Bo; Heath, Brad (2024년 11월 6일). “Trump's return to power fueled by Hispanic, working-class voter support”. 《Reuters》. 2024년 11월 11일에 확인함.
44. 1 2  Wolf, Zachary B. (2024년 11월 9일). “Analysis: Trump's win was real but not a landslide. Here's where it ranks”. 《CNN》. 2024년 11월 12일에 확인함.
45. ↑  “How Democrats can pick a new candidate, step by step”. 《Washington Post》. 2024년 7월 21일.
46. ↑  “US Election guide: how does the election work?”. 《The Daily Telegraph》. 2012년 11월 6일. 2015년 11월 10일에 원본 문서에서 보존된 문서. 2015년 10월 29일에 확인함.
47. ↑  Bacon Jr., Perry (2020년 2월 5일). “What Happens When An Impeached President Runs For Reelection?”. 《FiveThirtyEight》. 2024년 6월 1일에 원본 문서에서 보존된 문서. 2024년 5월 31일에 확인함.
48. ↑  Smith, Mitch (2024년 2월 28일). “Judge Orders Trump Removed From Illinois Primary Ballots”. 《The New York Times》. 2024년 2월 29일에 원본 문서에서 보존된 문서. 2024년 2월 28일에 확인함.
49. ↑  Halpert, Madeline; Drenon, Brandon (2023년 12월 19일). “Colorado Supreme Court kicks Trump off ballot, citing 'insurrection'”. 《BBC News》. 2023년 12월 20일에 원본 문서에서 보존된 문서. 2023년 12월 21일에 확인함.
50. 1 2  Freiman, Jordan; Kaufman, Katrina; Kazarian, Grace (2023년 12월 28일). “Maine secretary of state disqualifies Trump from primary ballot”. CBS News. 2023년 12월 29일에 원본 문서에서 보존된 문서. 2023년 12월 29일에 확인함.
51. ↑  “Trump back on ballot in Colorado while state Republicans appeal ban to Supreme Court”. CBS News. 2023년 12월 28일. 2023년 12월 29일에 원본 문서에서 보존된 문서. 2023년 12월 29일에 확인함.
52. ↑  Frtize, John (2024년 3월 4일). “Supreme Court keeps Trump on Colorado ballot, rejecting 14th Amendment push”. 2024년 3월 4일에 원본 문서에서 보존된 문서. 2024년 3월 4일에 확인함.
53. 1 2 3 4  Yourish, Karen; Smart, Charlie (2024년 5월 24일). “Trump's Pattern of Sowing Election Doubt Intensifies in 2024”. 《The New York Times》. ISSN 0362-4331. 2024년 5월 25일에 원본 문서에서 보존된 문서. 2024년 5월 25일에 확인함. 뉴욕 타임스의 분석에 따르면, 도널드 트럼프 전 대통령은 대선 출마를 선언한 이후 평균적으로 하루에 한 번 정도 2024년 선거의 공정성에 대해 근거 없이 공개적으로 의심을 표명했다... ""내가 이기면 진실이고, 너희가 이기면 속임수다"라는 이러한 수사적 전략은 트럼프 대통령이 대선 후보로 출마하기 전부터 즐겨 사용하던 전략이다... 트럼프 대통령과 그의 지지자들은 출마를 선언하기 훨씬 전부터 바이든 대통령이 자신을 표적으로 삼기 위해 법무부를 "무기화"하고 있다고 거짓 주장해 왔다. [Former President Donald J. Trump has baselessly and publicly cast doubt about the fairness of the 2024 election about once a day, on average, since he announced his candidacy for president, according to an analysis by The New York Times ... This rhetorical strategy — heads, I win; tails, you cheated — is a beloved one for Mr. Trump that predates even his time as a presidential candidate ... Long before announcing his candidacy, Mr. Trump and his supporters had been falsely claiming that President Biden was "weaponizing" the Justice Department to target him.]
54. ↑  Samuels, Brett (2022년 6월 13일). “Trump releases 12-page response to Jan. 6 hearing”. 《The Hill》. 2022년 6월 19일에 원본 문서에서 보존된 문서. 2022년 11월 10일에 확인함.
55. ↑  Feinberg, Andrew (2022년 8월 29일). “Trump demands 'new election immediately' in bizarre post on Truth Social”. 《The Independent》. 2022년 11월 18일에 원본 문서에서 보존된 문서. 2022년 11월 10일에 확인함.
56. ↑  Waldman, Michael (2022년 2월 1일). “How Bad Could the 2024 Election Be?”. 《Brennan Center for Justice》. 2022년 11월 29일에 원본 문서에서 보존된 문서. 2023년 3월 23일에 확인함.
57. ↑  Rutenberg, Jim; Corasaniti, Nick (2024년 7월 13일). “Unbowed by Jan. 6 Charges, Republicans Pursue Plans to Contest a Trump Defeat”. 《The New York Times》. ISSN 0362-4331. 2024년 7월 13일에 원본 문서에서 보존된 문서.
58. ↑  Broadwater, Luke (2024년 5월 21일). “House G.O.P. Moves to Crack Down on Noncitizen Voting, Sowing False Narrative”. 《The New York Times》. ISSN 0362-4331. 2024년 5월 23일에 원본 문서에서 보존된 문서. 2024년 5월 23일에 확인함. 공화당은 시민이 아닌 이들의 투표를 단속하기 위한 법안을 추진하고 있는데, 이는 거의 일어나지 않으며 연방 선거에서는 이미 불법이다. 이는 도널드 트럼프 전 대통령이 선거에서 패배할 경우 2024년 선거 결과의 정당성을 훼손하려는 노력을 강화하는 조치이다. [Republicans are pushing legislation to crack down on voting by noncitizens, which happens rarely and is already illegal in federal elections, in a move that reinforces former President Donald J. Trump's efforts to delegitimize the 2024 results if he loses.]
59. ↑  Swenson, Ali (2024년 5월 18일). “Noncitizen voting, already illegal in federal elections, becomes a centerpiece of 2024 GOP messaging”. 《Associated Press》. 2024년 5월 18일에 원본 문서에서 보존된 문서. 2024년 5월 18일에 확인함.
60. ↑  Levine, Sam; Leingang, Rachel (2024년 5월 17일). “Trump and Johnson spread unfounded fears by urging non-citizen voting ban”. 《The Guardian》. 2024년 6월 19일에 원본 문서에서 보존된 문서. 2024년 5월 18일에 확인함.
61. ↑  Riccardi, Nicholas; Mascaro, Lisa (2024년 5월 21일). “Election deniers moving closer to GOP mainstream, report shows, as Trump allies fill Congress”. 《Associated Press》. 2024년 5월 21일에 원본 문서에서 보존된 문서. 2024년 5월 23일에 확인함.
62. ↑  Basu, Zachary (2024년 5월 22일). “Trump spreads false "assassination" claims as voters fear violence”. 《Axios》. 2024년 5월 23일에 원본 문서에서 보존된 문서. 2024년 5월 23일에 확인함. 트럼프 전 대통령과 그의 세력은 이미 결과가 "불공평하다"고 생각할 경우 선거 결과를 받아들이지 않을 것이라고 밝힌 바 있으며, 1월 6일 국회의사당 폭동을 촉발했던 수사적 표현 방식이 다시 부활하고 있. [Former President Trump and his allies have already signaled they will not accept the results of the election if they believe it's "unfair," reviving the type of rhetoric that helped incite the Jan. 6 Capitol riot.]
63. ↑  Ibrahim, Nur (2022년 12월 5일). “Did Trump Say Election Fraud Allows for 'Termination' of US Constitution?”. 《Snopes》. 2023년 5월 31일에 원본 문서에서 보존된 문서. 2023년 12월 9일에 확인함. 요약하자면, 트럼프는 트루스 소셜에서 2020년 대통령 선거에서 사기가 있었다고 주장하며 "헌법에 있는 모든 법률, 규정 및 조항의 종식을 허용한다"라고 게시했다. 이러한 이유로 우리는 이 주장을 "올바른 귀속"이라고 주장한다. [In sum, Trump posted on Truth Social that, what he believed to be, election fraud in the 2020 presidential election allows "for the termination of all rules, regulations, and articles, even those found in the Constitution." For that reason, we rated this claim "Correct Attribution."]
64. ↑  Astor, Maggie (2022년 12월 4일). “Trump's Call for 'Termination' of Constitution Draws Rebukes”. 《The New York Times》. ISSN 0362-4331. 2022년 12월 4일에 원본 문서에서 보존된 문서. 2022년 12월 4일에 확인함.
65. ↑  Olivia Ronaldi (2023년 12월 6일). “Trump says he would be a dictator only on 'Day One' if he wins a second term”. CBS News. 2023년 12월 6일에 원본 문서에서 보존된 문서. 2023년 12월 6일에 확인함.
66. ↑  David A. Graham (2023년 12월 6일). “Trump Says He'll Be a Dictator on 'Day One'”. 《The Atlantic》. 2023년 12월 6일에 원본 문서에서 보존된 문서. 2023년 12월 6일에 확인함.
67. ↑  Adam Wren (2023년 12월 6일). “Trump's 'dictator' remark jolts the 2024 campaign – and tests his GOP rivals on debate day”. 《Politico》. 2023년 12월 6일에 원본 문서에서 보존된 문서. 2023년 12월 6일에 확인함.
68. ↑  David Jackson (2023년 12월 6일). “Donald Trump says he will be a 'dictator' only on 'day one.' Then he'll focus on drilling.”. 《USA Today》. 2023년 12월 6일에 원본 문서에서 보존된 문서. 2023년 12월 6일에 확인함.
69. ↑  Michael Gold (2023년 12월 6일). “Trump Says He Wouldn't Be a Dictator, 'Except for Day 1'”. 《The New York Times》. 2023년 12월 6일에 원본 문서에서 보존된 문서. 2023년 12월 6일에 확인함.
70. ↑  Mariana Alfero (2023년 12월 6일). “Trump says he wouldn't be a dictator 'except for Day One'”. 《The Washington Post》. 2023년 12월 9일에 원본 문서에서 보존된 문서. 2023년 12월 6일에 확인함.
71. ↑  Swan, Jonathan; Savage, Charlie; Haberman, Maggie (2023년 6월 15일). “The Radical Strategy Behind Trump's Promise to 'Go After' Biden”. 《The New York Times》. 2023년 12월 9일에 원본 문서에서 보존된 문서. 2023년 12월 9일에 확인함.
72. ↑  Arnsdorf, Isaac; Dawsey, Josh; Barrett, Devlin (2023년 11월 5일). “Trump and allies plot revenge, Justice Department control in a second term”. 《The Washington Post》. 2023년 11월 5일에 원본 문서에서 보존된 문서. 2023년 12월 10일에 확인함.
73. ↑  Fields, Gary (2023년 11월 27일). “Trump hints at expanded role for the military within the US. A legacy law gives him few guardrails”. 《Associated Press》. 2023년 12월 10일에 원본 문서에서 보존된 문서. 2023년 12월 10일에 확인함.
74. ↑  “Trump Is Lying About Another Election Being 'Stolen' From Him – The One Still A Year Away”. 《HuffPost》. 2023년 10월 7일. 2023년 10월 7일에 원본 문서에서 보존된 문서. 2023년 10월 7일에 확인함.
75. ↑  Feuer, Alan; Haberman, Maggie (2024년 4월 13일). “Inside Donald Trump's Embrace of the Jan. 6 Rioters”. 《The New York Times》. ISSN 0362-4331. 2024년 4월 13일에 원본 문서에서 보존된 문서. 2024년 4월 14일에 확인함. 하지만 최근, 국회의사당 폭동과 이에 가담한 사람들을 찬양하는 그의 행동은 그가 이 공격에 대한 수정주의적 역사를 조장하고 2024년 대선 캠페인의 핵심으로 삼으면서 더욱 대중적으로 변했다... 트럼프 씨는 항상 1월 6일의 침입을 인정한 것은 아니었다. 적어도 공개적으로는... 트럼프 씨가 1월 6일을 인정한 것을 보여주는 행동은 100명 이상의 경찰관이 부상당한 이 공격을 "사랑의 축제"라고 묘사한 것과 그날 기자에게 국회의사당으로 행진하고 싶었지만 그의 팀이 그렇게 하는 것을 막았다고 말한 것 등이 있다. [Recently, however, his celebrations of the Capitol riot and those who took part in it have become more public as he has promoted a revisionist history of the attack and placed it at the heart of his 2024 presidential campaign ... Mr. Trump hasn't always embraced Jan. 6 — at least not openly ... Mr. Trump's embrace of Jan. 6 not only has meant describing the attack in which more than 100 police officers were injured as a "love fest." It also has led him to tell a journalist that he wanted to march to the Capitol that day but that his team had prevented him from doing so.]
76. ↑  Baker, Peter (2023년 12월 9일). “Talk of a Trump Dictatorship Charges the American Political Debate”. 《The New York Times》. 2023년 12월 9일에 원본 문서에서 보존된 문서. 2023년 12월 9일에 확인함.
77. ↑  Mizelle, Shawna (2023년 2월 22일). “Lawmakers in 32 states have introduced bills to restrict voting so far this legislative session”. CNN. 2023년 12월 10일에 원본 문서에서 보존된 문서. 2023년 12월 9일에 확인함.
78. ↑  Skelley, Geoffrey (2021년 5월 17일). “How The Republican Push To Restrict Voting Could Affect Our Elections”. 《FiveThirtyEight》. 2023년 10월 21일에 원본 문서에서 보존된 문서. 2023년 12월 9일에 확인함.
79. ↑  Gardner, Amy (2021년 3월 26일). “After Trump tried to intervene in the 2020 vote, state Republicans are moving to take more control of elections”. 《The Washington Post》. 2022년 6월 14일에 원본 문서에서 보존된 문서. 2023년 12월 9일에 확인함.
80. ↑  이에 관한 출처들은 다음을 참고하라:

  - “Fact checking Trump and Johnson's election integrity announcement”. CNN. 2024년 4월 12일. 2024년 4월 22일에 원본 문서에서 보존된 문서. 2024년 7월 18일에 확인함.
  - Ken Thomas; Erica Werner (2017년 1월 23일). “Trump wrongly blames fraud for loss of popular vote”. Associated Press. 2024년 4월 23일에 원본 문서에서 보존된 문서. 2024년 7월 18일에 확인함.
  - Thompson, Stuart A. (2022년 7월 5일). “On Conservative Radio, Misleading Message Is Clear: 'Democrats Cheat'”. 《The New York Times》. 2024년 4월 23일에 원본 문서에서 보존된 문서. 2024년 7월 18일에 확인함.
  - Corasaniti, Nick (2024년 2월 12일). “Election Deniers Seek to Rewrite the Law”. 《The New York Times》. 2024년 4월 23일에 원본 문서에서 보존된 문서. 2024년 7월 18일에 확인함.
  - Isenstadt, Alex (2024년 4월 19일). “Trump campaign says it will deploy thousands of election workers to monitor poll sites”. 《Politico》. 2024년 4월 22일에 원본 문서에서 보존된 문서. 2024년 7월 18일에 확인함.
  - Przybyla, Heidi (2022년 6월 1일). “'It's going to be an army': Tapes reveal GOP plan to contest elections”. 《Politico》.
  - Luciano, Michael (2024년 4월 23일). “Lara Trump Boasts RNC Will Have 'People Who Can Physically Handle Ballots' on Election Day”. Mediaite. 2024년 5월 11일에 원본 문서에서 보존된 문서. 2024년 7월 18일에 확인함.
  - Lutz, Eric (2024년 4월 19일). “No, Trump's Plan to Deploy 100,000 Poll Workers Isn't About "Election Integrity"”. 《Vanity Fair》. 2024년 4월 19일에 원본 문서에서 보존된 문서. 2024년 7월 18일에 확인함.
  - Timm, Jane C. (2024년 4월 19일). “Trump campaign, RNC pledge to deploy 100,000 attorneys and volunteers to monitor the vote”. NBC News. 2024년 4월 22일에 원본 문서에서 보존된 문서. 2024년 7월 18일에 확인함.
  - Slattery, Gram (2024년 4월 19일). “Trump campaign launches effort to fight voter fraud”. Reuters. 2024년 4월 19일에 원본 문서에서 보존된 문서. 2024년 7월 18일에 확인함.
81. ↑  Chalfant, Morgan (2024년 3월 6일). “U.S. braces for foreign interference in 2024 election”. 《Semafor》. 2024년 3월 11일에 원본 문서에서 보존된 문서. 2024년 3월 6일에 확인함.
82. ↑  Hsu, Tiffany; Myers, Steven Lee (2024년 4월 1일). “China's Advancing Efforts to Influence the U.S. Election Raise Alarms”. 《The New York Times》. 2024년 4월 3일에 원본 문서에서 보존된 문서. 2024년 4월 3일에 확인함.
83. ↑  De Luce, Dan (2024년 2월 26일). “Russia's 2024 election interference has already begun”. NBC News. 2024년 4월 1일에 원본 문서에서 보존된 문서. 2024년 4월 3일에 확인함.
84. ↑  Barnes, Julian E.; Sanger, David E. (2024년 3월 27일). “Russia Amps Up Online Campaign Against Ukraine Before U.S. Elections”. 《The New York Times》. 2024년 4월 2일에 원본 문서에서 보존된 문서. 2024년 4월 3일에 확인함.
85. ↑  “How Trump's criminal and civil cases could shape the 2024 campaign”. 《PBS NewsHour》. 2023년 12월 28일. 2024년 4월 14일에 원본 문서에서 보존된 문서. 2024년 4월 14일에 확인함.
86. ↑  Gamio, Lazaro; Yourish, Karen; Haag, Matthew; Bromwich, Jonah E.; Haberman, Maggie; Lai, K.K. Rebecca (2024년 5월 30일). “The Trump Manhattan Criminal Verdict, Count By Count”. 《The New York Times》. 2024년 5월 30일에 원본 문서에서 보존된 문서. 2024년 5월 30일에 확인함.
87. 1 2  Qiu, Linda (2024년 5월 31일). “Trump and Allies Assail Conviction With Faulty Claims”. 《The New York Times》. ISSN 0362-4331. 2024년 6월 1일에 원본 문서에서 보존된 문서. 2024년 6월 9일에 확인함.
88. ↑  “Keeping Track of the Trump Criminal Cases”. 《The New York Times》. 2023년 7월 26일. 2024년 4월 27일에 원본 문서에서 보존된 문서. 2024년 4월 27일에 확인함.
89. ↑  Berman, Dan (2023년 3월 23일). “Carroll v. Trump jurors will be anonymous, judge says, citing Trump's reaction to hush money investigation”. 《CNN》. 2023년 4월 2일에 원본 문서에서 보존된 문서. 2023년 3월 24일에 확인함.
90. ↑  Blake, Aaron (2023년 7월 19일). “Judge clarifies: Yes, Trump was found to have raped E. Jean Carroll”. 《The Washington Post》. 2024년 1월 16일에 원본 문서에서 보존된 문서. 2024년 4월 27일에 확인함.
91. ↑  Queen, Jack; Cohen, Luc (2023년 5월 9일). “Jury finds Trump sexually abused writer E. Jean Carroll, awards her $5 mln”. 《Reuters》. 2023년 5월 9일에 원본 문서에서 보존된 문서. 2023년 5월 9일에 확인함.
92. ↑  Stempel, Jonathan (2023년 3월 28일). “Trump fails to narrow rape accuser's case as trial looms”. 《Reuters》. 2023년 4월 5일에 원본 문서에서 보존된 문서. 2023년 3월 29일에 확인함.
93. ↑  Boboltz, Sara (2024년 1월 26일). “Jury Awards E. Jean Carroll Over $80 Million In Case Against Trump”. 《HuffPost》. 2024년 1월 27일에 원본 문서에서 보존된 문서. 2024년 1월 26일에 확인함.
94. 1 2  Lange, Jason (2024년 4월 10일). “Trump hush money charges seen as serious by most voters, Reuters/Ipsos finds”. 《Reuters》. 2024년 4월 27일에 확인함.
95. ↑  “Two-thirds of registered voters say Trump's hush money charges are serious”. 《Ipsos》. 2024년 4월 10일. 2024년 4월 27일에 원본 문서에서 보존된 문서. 2024년 4월 27일에 확인함.
96. ↑  Thompson, Alex; Nichols, Hans (2024년 6월 1일). “Poll: 49% of Independents think Trump should drop out post-guilty verdict”. 《Axios》. 2024년 6월 1일에 원본 문서에서 보존된 문서. 2024년 6월 1일에 확인함.
97. ↑  Thompson, Alex; Nichols, Hans (2024년 6월 1일). “Poll: 49% of Independents think Trump should drop out post-guilty verdict”. 《Axios》. 2024년 6월 1일에 원본 문서에서 보존된 문서. 2024년 6월 1일에 확인함.
98. ↑  Bushard, Brian (2024년 6월 1일), “First Polls After Trump Conviction: Warning Signs For Republican”, 《Forbes》
99. ↑  Feuer, Alan; Haberman, Maggie (2024년 3월 14일). “Trump's Court Delays Pile Up While the Presidential Race Gathers Speed”. 《The New York Times》. ISSN 0362-4331. 2024년 4월 28일에 원본 문서에서 보존된 문서. 2024년 4월 27일에 확인함.
100. ↑  Knutson, Jacob (2024년 1월 9일). “Where the legal debate stands on whether Trump can pardon himself”. 《Axios》. 2024년 4월 28일에 원본 문서에서 보존된 문서. 2024년 4월 27일에 확인함.
101. ↑  Hurley, Lawrence (2024년 7월 1일). “Supreme Court provides win to Trump, ruling he has immunity for many acts in election interference indictment”. NBC News. 2024년 7월 1일에 원본 문서에서 보존된 문서. 2024년 7월 1일에 확인함.
102. ↑  Fisher, Joe (2024년 7월 1일). “Supreme Court rules Trump has partial immunity for official acts only”. 《United Press International》. 2024년 7월 1일에 원본 문서에서 보존된 문서. 2024년 7월 1일에 확인함.
103. ↑  Savage, Charlie (2024년 7월 1일). “Highlights of the Supreme Court Ruling on Presidential Immunity”. 《The New York Times》. 2024년 7월 2일에 원본 문서에서 보존된 문서. 2024년 7월 2일에 확인함.
104. ↑  Ramey, Corinne; Fanelli, James (2024년 7월 2일). “Judge Delays Trump Hush-Money Sentencing to Rule on Immunity”. 《Wall Street Journal》. 2024년 7월 4일에 원본 문서에서 보존된 문서. 2024년 7월 3일에 확인함.
105. ↑  Barrett, Devlin; Stein, Perry (2024년 7월 2일). “Justice Dept. plans to pursue Trump cases past Election Day, even if he wins”. 《The Washington Post》. 2024년 7월 3일에 원본 문서에서 보존된 문서. 2024년 7월 4일에 확인함.
106. ↑  Cheney, Kyle; Gerstein, Josh (2024년 7월 1일). “Trump's election subversion case heads back to Judge Chutkan. But it may never reach a jury.”. 《Politico》. 2024년 7월 2일에 원본 문서에서 보존된 문서. 2024년 7월 4일에 확인함.
107. ↑  Pezenik, Sasha; Margolin, Josh (2024년 2월 2일). “The top threats facing the 2024 election”. 《ABC News》. 2024년 7월 7일에 원본 문서에서 보존된 문서. 2024년 7월 13일에 확인함.
108. ↑  Solender, Andrew (2024년 5월 30일). “Lawmakers fear potential unrest after Trump verdict”. 《Axios》. 2024년 7월 3일에 원본 문서에서 보존된 문서. 2024년 7월 13일에 확인함.
109. ↑  Hakim, Danny; Bensinger, Ken; Sullivan, Eileen (2024년 5월 20일). “'We'll See You at Your House': How Fear and Menace Are Transforming Politics”. 《The New York Times》. ISSN 0362-4331. 2024년 6월 24일에 원본 문서에서 보존된 문서. 2024년 7월 13일에 확인함.
110. ↑  Walton, Daniel (2024년 7월 30일). “'Ripe for political violence': US election officials are quitting at an alarming rate”. 《The Guardian》. 2024년 4월 8일에 원본 문서에서 보존된 문서. 2024년 7월 13일에 확인함.
111. ↑  Baker, Peter (2022년 12월 1일). “Trump Embraces Extremism as He Seeks to Reclaim Office”. 《The New York Times》. ISSN 0362-4331. 2024년 4월 16일에 원본 문서에서 보존된 문서. 2024년 7월 13일에 확인함. 분석가와 전략가들은 트럼프 씨의 극우로의 선회가 정치적 성향을 재창조하기 위한 전술이라고 본다... 트럼프 씨는 다른 현대 대통령보다 오랫동안 미국 사회의 변두리와 어울리며 인종, 종교, 국적, 성적 지향 등에 따른 편견에 공개적으로 호소했다... 트럼프 씨의 극단주의 수용이 확대되면서 공화당은 다시 한번 그와 거리를 두는 방법을 알아내기 위해 고군분투하고 있다. [Analysts and strategists see Mr. Trump's pivot toward the far right as a tactic to re-create political momentum ... Mr. Trump has long flirted with the fringes of American society as no other modern president has, openly appealing to prejudice based on race, religion, national origin and sexual orientation, among others ... Mr. Trump's expanding embrace of extremism has left Republicans once again struggling to figure out how to distance themselves from him.]
112. ↑  Nacos, Brigitte L.; Shapiro, Robert Y.; Bloch-Elkon, Yaeli (2020). “Donald Trump: Aggressive Rhetoric and Political Violence”. 《Perspectives on Terrorism》 (International Centre for Counter-Terrorism) 14 (5): 2–25. ISSN 2334-3745. JSTOR 26940036.
113. ↑  Layne, Nathan; Slattery, Gram; Reid, Tim (2024년 4월 3일). “Trump calls migrants 'animals,' intensifying focus on illegal immigration”. 《Reuters》. 2024년 6월 17일에 원본 문서에서 보존된 문서. 2024년 4월 3일에 확인함. 조지아 출신의 22세 간호학생 레이컨 라일리가 불법으로 미국에 온 베네수엘라 이민자에게 살해당했다는 혐의를 받고 있는 것에 대해 2017년부터 2021년까지 대통령을 지낸 트럼프는 일부 이민자들은 인간 수준 이하라고 주장하면서 이렇게 말했다. "민주당은 '그들을 동물이라고 부르지 마세요. 그들은 인간이에요.'라고 말한다. 그렇지만 나는 '아니오, 그들은 인간이 아니다. 그들은 인간이 아니다. 그들은 동물이다.'라고 말했다." [While speaking of Laken Riley – a 22-year-old nursing student from Georgia allegedly murdered by a Venezuelan immigrant in the country illegally – Trump said some immigrants were sub-human. "The Democrats say, 'Please don't call them animals. They're humans.' I said, 'No, they're not humans, they're not humans, they're animals,'" said Trump, president from 2017 to 2021.]
114. 1 2  Haberman, Maggie; Nehamas, Nicholas; McFadden, Alyce (2023년 10월 3일). “Trump Said Shoplifters Should Be Shot, Part of a String of Violent Remarks”. 《The New York Times》. 2023년 10월 8일에 원본 문서에서 보존된 문서. 2023년 10월 9일에 확인함.
115. 1 2 3 4  Gabriel, Trip (2023년 10월 5일). “Trump Escalates Anti-Immigrant Rhetoric With 'Poisoning the Blood' Comment”. 《The New York Times》. 2024년 1월 17일에 원본 문서에서 보존된 문서. 2024년 4월 26일에 확인함.
116. 1 2  LeVine, Marianne (2023년 11월 12일). “Trump calls political enemies 'vermin,' echoing dictators Hitler, Mussolini”. 《The Washington Post》. 2023년 11월 13일에 원본 문서에서 보존된 문서. 2023년 11월 12일에 확인함.
117. 1 2  Gold, Michael; Huynh, Anjali (2024년 4월 2일). “Trump Again Invokes 'Blood Bath' and Dehumanizes Migrants in Border Remarks”. 《The New York Times》. ISSN 0362-4331. 2024년 4월 2일에 원본 문서에서 보존된 문서. 2024년 4월 3일에 확인함.
118. ↑  Basu, Zachary (2023년 10월 4일). “Trump's words turn violent as pressure on him builds”. 《Axios》. 2024년 7월 10일에 원본 문서에서 보존된 문서. 2024년 7월 13일에 확인함.
119. ↑  이에 관한 자료는 다음 출처들을 참고하라:[112][113][114][115][116][117][118]
120. ↑  Ibssa, Lalee; Kim, Soo Rin (2024년 4월 30일). “Trump says 'it depends' if there will be violence if he loses 2024 election to Biden”. 《ABC News》. 2024년 4월 30일에 원본 문서에서 보존된 문서. 2024년 4월 30일에 확인함.
121. ↑  “Biden condemns 'sick' attempt on Trump's life”. BBC. 2024년 7월 14일. 2024년 7월 14일에 원본 문서에서 보존된 문서. 2024년 7월 14일에 확인함.
122. 1 2  Barnes, Julian E.; Gold, Michael; Levien, Simon J. (2024년 7월 13일). “Live Updates: Trump 'Safe' After Shooting at Rally; Suspect Killed”. 《The New York Times》. ISSN 0362-4331. 2024년 7월 13일에 원본 문서에서 보존된 문서. 2024년 7월 13일에 확인함.
123. ↑  “FBI identifies Thomas Matthew Crooks as 'subject involved' in Trump rally shooting”. 《Reuters》. 2024년 7월 14일. 2024년 7월 14일에 원본 문서에서 보존된 문서. 2024년 7월 14일에 확인함.
124. ↑  Cheatle, Kimberly (2024년 7월 15일). “Statement From U.S. Secret Service Director Kimberly Cheatle” (보도 자료). United States Secret Service. 2024년 7월 15일에 원본 문서에서 보존된 문서. 2024년 7월 15일에 확인함. 사건 발생 당시 현장에 있던 비밀경호국 요원들이 신속히 대응했고, 저희 저격수 대응팀이 사수를 무력화했으며, 저희 요원들은 도널드 트럼프 전 대통령의 안전을 보장하기 위한 보호 조치를 시행했습니다. [Secret Service personnel on the ground moved quickly during the incident, with our counter sniper team neutralizing the shooter and our agents implementing protective measures to ensure the safety of former president Donald Trump.]
125. ↑  “Rep. Schiff calls on Biden to drop out, citing 'serious concerns' that he can't win”. 《Los Angeles Times》 (미국 영어). 2024년 7월 17일. 2024년 7월 19일에 원본 문서에서 보존된 문서. 2024년 7월 18일에 확인함.
126. ↑  “Biden steps aside as Democratic presidential nominee”. 《The Washington Post》. 2024년 7월 21일에 원본 문서에서 보존된 문서. 2024년 7월 21일에 확인함.
127. ↑  Garrity, Kelly (2024년 2월 11일). “Poll: Overwhelming majority of Americans think Biden is too old for another term”. 《Politico》. 2024년 2월 13일에 원본 문서에서 보존된 문서. 2024년 2월 13일에 확인함.
128. ↑  “Age isn't just a number. It's a profound and growing problem for Biden.”. 《Politico》. 2024년 2월 8일. 2024년 2월 9일에 원본 문서에서 보존된 문서. 2024년 2월 9일에 확인함.
129. ↑  Lerer, Lisa; Igielnik, Ruth (2024년 3월 3일). “Majority of Biden's 2020 Voters Now Say He's Too Old to Be Effective”. 《The New York Times》. 2024년 3월 3일에 원본 문서에서 보존된 문서. 2024년 3월 3일에 확인함.
130. 1 2  Kilander, Gustaf (2024년 8월 7일). “Half of voters voice concerns about Trump's age ahead of election”. 《The Independent》.
131. ↑  Messerly, Megan; Ward, Myah (2024년 8월 16일). “Age-based attacks are boomeranging back on Trump”. 《Politico》.
132. ↑  Langer, Gary (2024년 7월 11일). “Biden and Trump tied despite debate, as 67% call for president to drop out: POLL”. 《ABC News》.
133. 1 2 3  Kranish, Michael (2024년 7월 22일). “Trump's age and health under renewed scrutiny after Biden's exit”. 《Washington Post》. 2024년 7월 23일에 원본 문서에서 보존된 문서. 2024년 8월 20일에 확인함.
134. 1 2  Rashid, Hafiz (2024년 8월 8일). “Cognitive Decline? Experts Find Evidence Trump's Mind Is Slowing”. 《The New Republic》. ISSN 0028-6583. 2024년 8월 19일에 확인함.
135. ↑  Baker, Peter; Freedman, Dylan (2024년 10월 6일). “Trump's Speeches, Increasingly Angry and Rambling, Reignite the Question of Age”. 《The New York Times》. ISSN 0362-4331. 2024년 10월 8일에 원본 문서에서 보존된 문서. 2024년 10월 8일에 확인함.
136. ↑  Wierson, Arick (2022년 4월 14일). “Why Trump's offhand comment about his health could be a watershed moment”. 《MSNBC》. 2024년 9월 11일에 원본 문서에서 보존된 문서. 2024년 8월 20일에 확인함. 'notoriously secretive about sharing his health records with the public...deliberately misleading and even dishonest about his health'
137. ↑  “Editorial: One candidate is patently unfit for the White House. It's not Biden”. 《Los Angeles Times》 (미국 영어). 2024년 7월 11일. 2024년 8월 20일에 확인함.
138. ↑  Price, Michelle L. (2024년 4월 5일). “Former Trump officials are among the most vocal opponents of returning him to the White House”. 《PBS News》 (미국 영어). 2024년 9월 11일에 원본 문서에서 보존된 문서. 2024년 8월 20일에 확인함.
139. ↑  Pengelly, Martin (2024년 7월 11일). “New York Times editorial board declares Trump 'unfit to lead'”. 《The Guardian》 (영국 영어). ISSN 0261-3077. 2024년 9월 11일에 원본 문서에서 보존된 문서. 2024년 8월 20일에 확인함.
140. ↑  Mosk, Matthew; Faulders, Katherine (August 21, 202). “Trump's checkered hiring record widens as Bannon joins list of indicted insiders”. 《ABC News》 (영어). August 1, 2024에 원본 문서에서 보존된 문서. August 1, 2024에 확인함.
141. ↑  Schlesinger, Robert (2024년 7월 29일). “J.D. Vance Proves It: Trump Hires the Very Worst People”. 《The New Republic》. ISSN 0028-6583. 2024년 9월 11일에 원본 문서에서 보존된 문서. 2024년 8월 1일에 확인함.
142. ↑  Bynum, Ross (2023년 3월 30일). “Among 160 years of presidential scandals, Trump stands alone”. 《Associated Press》 (영어). 2024년 9월 11일에 원본 문서에서 보존된 문서. 2024년 8월 2일에 확인함.
143. ↑  Zeitz, Joshua (2022년 11월 15일). “4 Ex-Presidents Who Ran Again — And What They Mean for Trump”. 《Politico》. 2023년 6월 8일에 원본 문서에서 보존된 문서. 2023년 6월 18일에 확인함.
144. ↑  Orr, Gabby (2022년 11월 15일). “Former Republican President Donald J. Trump says he's launching another White House bid”. CNN. 2023년 1월 15일에 원본 문서에서 보존된 문서. 2022년 11월 15일에 확인함.
145. ↑  Jackson, David; Mansfield, Erin; Looker, Rachel (2022년 11월 15일). “Donald Trump files federal paperwork for 2024 presidential run as GOP debates party future: live updates”. 《USA Today》. 2022년 11월 16일에 원본 문서에서 보존된 문서. 2022년 11월 15일에 확인함.
146. ↑  Bravender, Robin (2021년 11월 10일). “A top campaign strategist for Ted Cruz and Glenn Youngkin says 'if Trump runs, Trump will be the nominee' in 2024”. 《Business Insider》. 2022년 1월 9일에 원본 문서에서 보존된 문서. 2022년 1월 9일에 확인함. 지난주 글렌 영킨이 깜짝 승리한 직후, 정치 평론가들은 버지니아 주지사 당선자가 백악관으로 빠르게 진출할 수 있을지에 대해 떠들기 시작했다.
147. ↑  Hagen, Lisa (2022년 3월 16일). “Trump Appears to Rule Out Pence as Running Mate in Potential 2024 Run”. 《US News & World Report》. 2023년 6월 16일에 원본 문서에서 보존된 문서. 2023년 6월 16일에 확인함.
148. ↑  Charalambous, Peter; Pereira, Ivan (2024년 5월 30일). “Donald Trump becomes 1st US president tried and convicted of crimes”. 《ABC News》 (영어). 2024년 8월 9일에 확인함.
149. ↑  Mangan, Dan (2023년 4월 4일). “NY grand jury indicts Trump in hush money payment case”. 《CNBC》. 2023년 3월 30일에 원본 문서에서 보존된 문서. 2023년 3월 30일에 확인함.
150. ↑  Sangal, Aditi; Hayes, Mike; Powell, Tori B.; Chowdhury, Maureen; Hammond, Elise; Vogt, Adrienne (2023년 6월 13일). “June 13, 2023 Trump pleads not guilty in historic federal indictment”. 《CNN》. 2023년 6월 14일에 원본 문서에서 보존된 문서. 2023년 6월 14일에 확인함.
151. ↑  Zitner, Aaron; Leary, Alex (2023년 6월 10일). “Trump Faces 2024 Split Screen of Campaign and Criminal Trials”. 《The Wall Street Journal》. ISSN 0099-9660. 2023년 6월 10일에 원본 문서에서 보존된 문서. 2023년 7월 14일에 확인함.
152. ↑  Peoples, Steve; Kinnard, Meg (2024년 3월 6일). “Nikki Haley suspends her campaign and leaves Donald Trump as the last major Republican candidate”. 《apnews.com》. Associated Press. 2024년 8월 9일에 확인함.
153. ↑  Margaritoff, Marco (2022년 7월 16일). “Trump Fundraising Slows For First Time In 18 Months, Trails DeSantis”. 《HuffPost》. 2022년 7월 20일에 원본 문서에서 보존된 문서. 2022년 7월 18일에 확인함.
154. ↑  Pengelly, Martin (2022년 12월 15일). “Trump 'is in trouble', says insider after DeSantis surges in 2024 polls”. 《The Guardian》. 2023년 1월 19일에 원본 문서에서 보존된 문서. 2023년 1월 22일에 확인함.
155. ↑  Fineout, Gary (2022년 12월 15일). “DeSantis builds his conservative resume as Trump flounders”. 《Politico》. 2023년 1월 22일에 원본 문서에서 보존된 문서. 2023년 1월 22일에 확인함.
156. ↑  Peoples, Steve; Gomez Licon, Adriana; Izaguirre, Anthony (2023년 5월 24일). “DeSantis launches GOP presidential campaign in Twitter announcement plagued by glitches”. 《Associated Press》. 2023년 5월 24일에 원본 문서에서 보존된 문서. 2023년 11월 10일에 확인함.
157. ↑  Pengelly, Martin (2023년 5월 30일). “Ron DeSantis says he will 'destroy leftism' in US if elected president”. 《The Guardian》. ISSN 0261-3077. 2023년 5월 30일에 원본 문서에서 보존된 문서. 2023년 5월 30일에 확인함.
158. ↑  Morris, G. Elliott (2023년 6월 28일). “Who's ahead in the national polls?”. FiveThirtyEight. 2023년 7월 27일에 원본 문서에서 보존된 문서. 2023년 7월 30일에 확인함.
159. ↑  Weisman, Jonathan (2024년 1월 15일). “Vivek Ramaswamy, Wealthy Political Novice Who Aligned With Trump, Quits Campaign”. 《The New York Times》. 2024년 1월 16일에 원본 문서에서 보존된 문서. 2024년 1월 15일에 확인함.
160. ↑  Hernández, Alec; Dixon, Matt; Burns, Dasha; Allen, Jonathan (2024년 1월 21일). “Ron DeSantis suspends his presidential bid and endorses Trump”. NBC News. 2024년 1월 21일에 원본 문서에서 보존된 문서. 2024년 1월 21일에 확인함.
161. ↑  Blake, Aaron (2024년 2월 24일). “3 takeaways from the South Carolina GOP primary”. 《The Washington Post》. 2024년 2월 29일에 원본 문서에서 보존된 문서. 2024년 2월 27일에 확인함.
162. ↑  Allison, Natalie (2024년 3월 6일). “Nikki Haley drops out of Republican primary”. 《Politico》. 2024년 3월 7일에 원본 문서에서 보존된 문서. 2024년 3월 6일에 확인함.
163. ↑  Allison, Natalie (2024년 3월 12일). “It's official: Donald J. Trump is the GOP's presumptive presidential nominee”. 《Politico》. 2024년 3월 13일에 원본 문서에서 보존된 문서. 2024년 3월 12일에 확인함.
164. ↑  “JD Vance's Marine Corps Service Would Set Him Apart from Most Vice Presidents | Military.com”. 《www.military.com》. 2024년 8월 8일에 확인함.
165. ↑  Samuels, Brett (2024년 7월 15일). “Trump picks JD Vance for VP”. 《The Hill》. 2024년 7월 15일에 원본 문서에서 보존된 문서. 2024년 7월 15일에 확인함.
166. ↑  “Takeaways from the final night of the Republican National Convention”. 《CNN》. 2024년 7월 19일. 2024년 7월 22일에 원본 문서에서 보존된 문서. 2024년 7월 22일에 확인함.
167. ↑  Rafford, Claire (2022년 1월 19일). “Biden commits to Harris as his running mate for 2024”. 《Politico》. 2022년 1월 27일에 원본 문서에서 보존된 문서. 2022년 1월 19일에 확인함.
168. ↑  Evans, Gareth (2023년 4월 25일). “President Joe Biden launches 2024 re-election campaign”. 《BBC News》. 2023년 4월 25일에 원본 문서에서 보존된 문서. 2023년 11월 10일에 확인함.
169. ↑  Garrison, Joey. “VP Kamala Harris becomes Republicans' go-to target after Biden launches 2024 reelection bid”. 《USA Today》. 2023년 4월 29일에 원본 문서에서 보존된 문서. 2023년 5월 1일에 확인함.
170. ↑  Gangitano, Alex (2021년 11월 18일). “Harris says 2024 is 'absolutely not' being discussed yet with Biden”. 《The Hill》. 2021년 11월 19일에 원본 문서에서 보존된 문서. 2021년 11월 19일에 확인함.
171. ↑  Watson, Kathryn (2022년 8월 15일). “Rep. Carolyn Maloney says 'off the record', Biden is 'not running again'”. CBS News. 2022년 8월 28일에 원본 문서에서 보존된 문서. 2022년 9월 3일에 확인함.
172. ↑  Vakil, Caroline (2022년 6월 23일). “SC Democratic governor candidate says Biden shouldn't run in 2024 due to age”. 《The Hill》. 2022년 9월 3일에 원본 문서에서 보존된 문서. 2022년 9월 3일에 확인함.
173. ↑  Reimann, Nicholas (2022년 9월 9일). “Rep. Tim Ryan Suggests Biden Shouldn't Run In 2024—Joining These Other Democrats”. 《Forbes》. 2022년 12월 22일에 원본 문서에서 보존된 문서. 2022년 12월 29일에 확인함.
174. ↑  Gittleson, Ben (2021년 12월 22일). “Biden tells ABC's David Muir 'yes' he'll run again, Trump rematch would 'increase the prospect'”. ABC News. 2022년 1월 30일에 원본 문서에서 보존된 문서. 2022년 1월 21일에 확인함.
175. ↑  Silver, Nate (2021년 1월 28일). “How Popular Is Joe Biden?”. FiveThirtyEight. 2021년 1월 28일에 원본 문서에서 보존된 문서. 2023년 6월 16일에 확인함.
176. ↑  Otterbein, Holly (2022년 1월 1일). “The left is already looking to 2024. Some want to see a Biden primary challenge.”. 《Politico》. 2022년 1월 7일에 원본 문서에서 보존된 문서. 2022년 1월 8일에 확인함.
177. ↑  Dorman, John L. (2022년 1월 2일). “Former Sanders presidential campaign manager says Biden will have 'a progressive challenger' in 2024”. 《Business Insider》. 2022년 1월 4일에 원본 문서에서 보존된 문서. 2022년 1월 8일에 확인함.
178. ↑  Enten, Harry (2022년 12월 18일). “How the midterms changed the 2024 primaries for Biden and Trump”. CNN. 2022년 12월 30일에 원본 문서에서 보존된 문서. 2022년 12월 29일에 확인함.
179. ↑  Weissert, Will (2023년 2월 27일). “Williamson becomes Democratic primary's 1st Biden challenger”. 《Associated Press》. 2023년 10월 26일에 원본 문서에서 보존된 문서. 2023년 10월 24일에 확인함.
180. ↑  McDuffie, McDuffie; Murray, Isabella (2023년 4월 20일). “Robert F. Kennedy Jr. launches long shot presidential bid as a Democrat”. 《ABC News》. 2023년 10월 23일에 원본 문서에서 보존된 문서. 2023년 10월 24일에 확인함.
181. ↑  Davis O'Brien, Rebecca (2023년 10월 9일). “Robert F. Kennedy Jr. to Run for President as Independent, Leaving Democratic Primary”. 《The New York Times》. 2023년 10월 9일에 원본 문서에서 보존된 문서. 2023년 10월 9일에 확인함.
182. ↑  Otterbein, Holly; Schneider, Elena (2023년 10월 26일). “Rep. Dean Phillips files paperwork for presidential bid against Biden”. 《Politico》. 2023년 10월 27일에 원본 문서에서 보존된 문서. 2023년 10월 26일에 확인함.
183. ↑  “Statement of Candidacy”. 《docquery.fec.gov》. 2024년 2월 20일에 원본 문서에서 보존된 문서. 2024년 6월 5일에 확인함.
184. ↑  “What the 'uncommitted' vote says about Biden's reelection”. 《politico.com》. Politico. 2024년 8월 9일에 확인함.
185. ↑  Nichols, John (2024년 6월 10일). “What the "Uncommitted" Campaign Has Already Won”. 《The Nation》. 2024년 6월 14일에 원본 문서에서 보존된 문서. 2024년 8월 6일에 확인함.
186. ↑  “Two weeks that imperiled Biden's presidency left him on probation in the court of Democratic opinion”. 《Associated Press》. 2024년 7월 12일. 2024년 7월 23일에 원본 문서에서 보존된 문서. 2024년 7월 23일에 확인함.
187. ↑  “President Joe Biden tests positive for COVID-19 while campaigning in Las Vegas, has 'mild symptoms'”. 《Associated Press》. 2024년 7월 17일. 2024년 7월 23일에 원본 문서에서 보존된 문서. 2024년 7월 23일에 확인함.
188. ↑  Johnson, Ted (2024년 7월 21일). “Joe Biden Endorses Kamala Harris As Democratic Presidential Nominee”. 《Deadline Hollywood》. 2024년 7월 21일에 원본 문서에서 보존된 문서. 2024년 7월 21일에 확인함.
189. ↑  Nehamas, Nicholas (2024년 7월 21일). “Kamala Harris Says She's Running in Biden's Place”. 《The New York Times》. 2024년 7월 28일에 원본 문서에서 보존된 문서. 2024년 7월 21일에 확인함.
190. ↑  Hutzler, Alexandra; Reinstein, Julia; Peller, Lauren; El-Bawab, Nadine; Sarnoff, Leah (2024년 7월 22일). “Election 2024 updates: Harris secures enough delegates to become presumptive nominee”. 《ABC News》. 2024년 7월 24일에 원본 문서에서 보존된 문서. 2024년 7월 22일에 확인함.
191. ↑  Kim, Seung Min (2024년 8월 5일). “Kamala Harris is now Democratic presidential nominee, will face off against Donald Trump this fall”. 《Associated Press》. 2024년 8월 8일에 원본 문서에서 보존된 문서. 2024년 8월 6일에 확인함.
192. ↑  “Harris could become the first female president after years of breaking racial and gender barriers”. 《Associated Press》 (영어). 2024년 7월 21일. 2024년 8월 7일에 원본 문서에서 보존된 문서. 2024년 8월 6일에 확인함.
193. ↑  “What we know about military records of Walz and Vance”. 《www.bbc.com》 (영국 영어). 2024년 8월 9일에 확인함.
194. ↑  Mueller, Julia; Trudo, Hanna (2024년 4월 4일). “No Labels abandons 2024 presidential effort”. 《The Hill》. 2024년 4월 4일에 원본 문서에서 보존된 문서. 2024년 4월 4일에 확인함.
195. ↑  Robertson, Nick (2024년 5월 26일). “Libertarian Party chooses Chase Oliver as presidential nominee”. 《The Hill》. 2024년 5월 27일에 원본 문서에서 보존된 문서. 2024년 5월 27일에 확인함.
196. ↑  Oppenheim, Oren (2024년 5월 24일). “Could RFK Jr., Libertarian Party team up? How it could be a game-changer for him”. 《ABC News》. 2024년 5월 27일에 원본 문서에서 보존된 문서. 2024년 5월 27일에 확인함.
197. ↑  DrJillStein (2024년 5월 26일). “BREAKING: We have received enough delegates to clinch the @GreenPartyUS presidential nomination! We have swept 21 states' delegate selection conventions, bringing our total delegate count to 219. We can't continue this fight without your help! We don't take money from super PACs and rely on supporters like you. Join our movement for people, planet and peace: jillstein2024.com/donate” (트윗). 2024년 5월 28일에 확인함.
198. ↑  Kennedy, Kaitlyn (2024년 5월 26일). “Jill Stein makes major announcement on Green Party nomination for president”. MSN. 2024년 7월 25일에 원본 문서에서 보존된 문서. 2024년 5월 28일에 확인함.
199. ↑  Astor, Maggie (2023년 11월 9일). “Jill Stein Announces Third-Party Bid For President”. 《The New York Times》. 2023년 11월 9일에 원본 문서에서 보존된 문서. 2023년 11월 9일에 확인함.
200. ↑  “2024 Green Party ANM / PNC”. Green Party US. 2024년 4월 15일. 2024년 5월 27일에 확인함.
201. ↑  “Ballot Access Map – Jill Stein 2024”. 《jillstein2024ballotaccess.com》. 2024년 5월 27일에 원본 문서에서 보존된 문서. 2024년 6월 7일에 확인함.
202. ↑  Redpath, Bill (2023년 6월 3일). “Peter Sonski is the American Solidarity Party 2024 Presidential nominee”. 《Ballot Access News》. 2023년 6월 3일에 원본 문서에서 보존된 문서. 2023년 6월 3일에 확인함.
203. ↑  “Approval Voting Party Nominates Blake Huber for President”. 《Ballot Access News》. 2024년 5월 28일. 2024년 5월 31일에 원본 문서에서 보존된 문서. 2024년 7월 17일에 확인함.
204. ↑  Winger, Richard (2024년 4월 27일). “Randall Terry Wins Constitution Party's Presidential Nomination”. 《Ballot Access News》. 2024년 4월 27일에 원본 문서에서 보존된 문서. 2024년 4월 27일에 확인함.
205. ↑  “JoelSkousen.com”. 《joelskousen.com》. 2024년 8월 5일에 확인함.
206. ↑  《Jasmine Sherman 2024 nomination by the Green Party of Alaska》. 2024년 6월 24일. 2024년 6월 25일에 확인함 – YouTube 경유.
207. ↑  “Nevada and Utah Constitution Parties Nominate Joel Skousen for President”. 《Ballot Access News》. 2024년 5월 28일.
208. ↑  Winger, Richard (2023년 5월 10일). “Prohibition Party Chooses National 2024 Ticket”. Ballot Access News. 2023년 11월 29일에 원본 문서에서 보존된 문서. 2023년 11월 13일에 확인함.
209. ↑  Evans, Jordan Willow (2023년 9월 11일). “Party for Socialism and Liberation Announces 2024 Presidential Ticket”. 《Independent Political Report》. 2023년 9월 13일에 원본 문서에서 보존된 문서. 2023년 9월 27일에 확인함.
210. ↑  “2024 Candidate Filings”. 《Utah Voter Information》. 2024년 1월 15일에 원본 문서에서 보존된 문서. 2024년 1월 14일에 확인함.
211. ↑  Barrickman, Nick (2024년 2월 27일). “Socialist Equality Party selects Joseph Kishore and Jerry White as its presidential and vice presidential candidates for the 2024 US election”. 《World Socialist Web Site》. 2024년 3월 16일에 원본 문서에서 보존된 문서. 2024년 3월 16일에 확인함.
212. ↑  Sahner, Vivian (2024년 3월 4일). “Vote Socialist Workers Party! Rachele Fruit • Margaret Trowe for president & vice president”. 《The Militant》 88 (9). 2024년 3월 6일에 원본 문서에서 보존된 문서. 2024년 3월 16일에 확인함.
213. ↑  Winger, Richard (2024년 7월 7일). “Legal Marijuana Now Party of Minnesota Nominates Dennis Schuller for President”. 《Ballot Access News》.
214. ↑  Evans, Jordan Willow (2024년 6월 11일). “Pirate Party Endorses Vermin Supreme for President at National Convention”. 《Independent Political Report》. 2024년 6월 11일에 확인함.
215. ↑  Vermin Supreme (2024년 7월 9일). 《SUPER TUESDAYS w/ Vermin Supreme ft. Jonathan Realz!》. 2024년 7월 17일에 확인함 – YouTube 경유.
216. ↑  Redpath, Bill (2023년 10월 23일). “Socialist Party USA Nominates Presidential Ticket”. 《Ballot Access News》. 2023년 11월 20일에 원본 문서에서 보존된 문서. 2023년 11월 20일에 확인함.
217. ↑  “Socialist Party USA Announces 2024 Presidential Ticket and New Leadership”. 《Independent Political Report》. 2023년 10월 23일. 2023년 11월 20일에 원본 문서에서 보존된 문서. 2023년 11월 20일에 확인함.
218. ↑  “Conversations with Tom Ross: The Transhumanist Party's 2024 Presidential Candidate.”. 《Scientific Inquirer》. 2023년 10월 10일. 2023년 11월 20일에 원본 문서에서 보존된 문서. 2023년 11월 21일에 확인함.
219. ↑  “Hammons-Led Unity Party of America Selects Paul Fiorino and Matthew May as 2024 Presidential Ticket – Independent Political Report”.
220. 1 2  Benson, Samuel (2023년 11월 21일). “Cornel West thinks the U.S. is in "spiritual decay." That's why he's running for president”. 《Deseret News》. 2023년 12월 4일에 원본 문서에서 보존된 문서. 2023년 12월 6일에 확인함.
221. ↑  “Indian American Scientist Shiva Ayyadurai joins 2024 US presidential race”. 《Business Insider India》. 2023년 8월 2일. 2023년 8월 3일에 원본 문서에서 보존된 문서. 2023년 11월 4일에 확인함.
222. ↑  “Nikki Haley To Shiva Ayyadurai: The 4 Indian-Americans To Enter 2024 US Presidential Election Race”. 《India.com》. 2023년 8월 3일. 2023년 11월 6일에 원본 문서에서 보존된 문서. 2023년 11월 4일에 확인함.
223. ↑  Bengel, Chris (2024년 3월 14일). “Lakers part-owner Johnny Buss announces presidential campaign as an independent”. 《CBS Sports》. 2024년 3월 16일에 원본 문서에서 보존된 문서. 2024년 3월 16일에 확인함.
224. ↑  “Johnny Buss, brother of Lakers owner Jeanie Buss, is running for president”. 《Los Angeles Times》. 2024년 3월 15일. 2024년 3월 15일에 원본 문서에서 보존된 문서. 2024년 3월 16일에 확인함.
225. ↑  Curi, Peter (2023년 5월 8일). “Afroman hosting 2024 presidential campaign show in Lombard”. 《wgntv.com》. 2023년 5월 9일에 원본 문서에서 보존된 문서. 2023년 6월 5일에 확인함.
226. 1 2  Lafrate, Anthony (2023년 8월 6일). “Who Are the 2024 3rd-Party Candidates?”. 《catholicvote.org》. 2023년 11월 15일에 원본 문서에서 보존된 문서. 2023년 11월 13일에 확인함.
227. ↑  Foley, Ryan (2023년 11월 14일). “14 lesser-known candidates running for president in 2024: Afroman”. 《The Christian Post》. 2024년 1월 17일에 원본 문서에서 보존된 문서. 2024년 1월 17일에 확인함.
228. ↑  Afroman [ogafroman]. “202Fro In Full Effecc💨🇺🇸 Tickets at ogafroman.com” (트윗). 2024년 1월 8일에 확인함. |날짜=가 없거나 비었음 (도움말)
229. ↑  Hall, Kennedy (2023년 5월 19일). “Taylor Marshall Running for President: What Does This Mean?”. 《Crisis Magazine》. 2023년 5월 19일에 원본 문서에서 보존된 문서. 2023년 5월 19일에 확인함.
230. ↑  Michael Sean Winters (2023년 5월 17일). “Taylor Marshall for Prez in 2024! The Catholic candidate whose time has come.”. 《ncronline.org》. 2023년 5월 19일에 원본 문서에서 보존된 문서. 2023년 5월 19일에 확인함.
231. ↑  Foley, Ryan (2023년 11월 14일). “14 lesser-known candidates running for president in 2024: Taylor Marshall”. 《The Christian Post》. 2024년 1월 17일에 원본 문서에서 보존된 문서. 2024년 1월 17일에 확인함.
232. ↑  Dickinson, Tim (2023년 10월 20일). “Kanye is 'Not a Candidate in 2024,' His Lawyer Says”. 《Rolling Stone》. 2023년 10월 20일에 원본 문서에서 보존된 문서. 2023년 10월 20일에 확인함.
233. ↑  이와 관련된 출처들은 다음을 참고하라:
  - Oshin, Olafimihan (2022년 1월 23일). “Auschwitz Memorial says RFK Jr. speech at anti-vaccine rally exploits Holocaust tragedy”. 《The Hill》. 2022년 1월 24일에 원본 문서에서 보존된 문서. 2022년 1월 27일에 확인함. 음모론자이자 유명한 백신 반대론자인 케네디는 집회 연설에서 우주의 위성과 5G 모바일 네트워크로 데이터를 수집하는 대규모 감시 네트워크가 구축되고 있다고 경고했다. [During a speech at the rally, Kennedy, a conspiracy theorist and prominent anti-vaxxer, warned of a massive surveillance network being created with satellites in space and 5G mobile networks collecting data.]
  - “Cheryl Hines Blasts Husband RFK Jr. for Holocaust Remark”. 《The Wrap》. 2022년 1월 25일. 2022년 1월 25일에 원본 문서에서 보존된 문서. 2022년 1월 27일에 확인함. 케네디의 배우자 셰릴 하인스는 일요일에 열린 집회에서 환경 변호사이자 음모론자인 남편 로버트 F. 케네디 주니어가 COVID 규정을 홀로코스트에 비유한 그의 성명을 공개적으로 비난했다. [Cheryl Hines has publicly condemned a statement made by her husband Robert F. Kennedy Jr. at a rally on Sunday, in which the environmental lawyer and conspiracy theorist likened COVID regulations to the Holocaust.]
  - “Guests urged to be vaccinated at anti-vaxxer Robert F Kennedy Jr's party”. 《The Guardian》. 2021년 12월 18일. 2021년 12월 18일에 원본 문서에서 보존된 문서. 2022년 1월 27일에 확인함. 젊은 케네디는 환경 문제에 관해 선거운동을 하는 동시에 코로나19에 대항하기 위해 승인된 백신을 포함한 백신에 반대하는 대표적인 백신 음모론자이자 활동가이다. 코로나19로 인해 미국에서 805,000명 이상, 전 세계적으로 530만 명 이상이 사망했다. [The younger Kennedy has campaigned on environmental issues but is also a leading vaccines conspiracy theorist and activist against shots including those approved to combat Covid-19, which has killed more than 805,000 in the US and more than 5.3 million worldwide.]
  - Dorn, Sara. “RFK Jr. Makes Unfounded Claims About Mass Shootings, Covid-19: Here Are All The Conspiracies He Promotes”. 《Forbes》. 2023년 6월 22일에 원본 문서에서 보존된 문서. 2023년 6월 22일에 확인함.
  - “Robert F. Kennedy Jr.'s Conspiracy Theories Go Beyond Vaccines”. 《The New York Times》. 2023년 7월 6일. 2023년 10월 11일에 원본 문서에서 보존된 문서. 2023년 10월 12일에 확인함. 환경 변호사인 로버트 F. 케네디 주니어는 백신 회의론자이자 음모론자이며, 2024년 민주당 후보 지명을 위한 힘든 캠페인을 펼치면서 허위 정보에 크게 의존해 왔다. [Robert F. Kennedy Jr., an environmental lawyer, is a leading vaccine skeptic and purveyor of conspiracy theories who has leaned heavily on misinformation as he mounts his long-shot 2024 campaign for the Democratic nomination.]
234. ↑  Rebecca Klar, Emily Brooks (2023년 7월 20일). “RFK Jr. hearing puts censorship, misinformation fights at center stage”. 《The Hill》. 2023년 7월 20일에 원본 문서에서 보존된 문서. 2023년 9월 1일에 확인함.
235. ↑  Trudo, Hannah; Mueller, Julia (2024년 8월 23일). “RFK Jr. suspends campaign, throws support behind Trump”. 《The Hill》. 2024년 8월 23일에 확인함.
236. ↑  McArdle, Megan (2015년 5월 21일). “2016 Might Look Safe to Democrats. But 2024?”. Bloomberg L.P. 2015년 10월 23일에 원본 문서에서 보존된 문서. 2015년 10월 30일에 확인함.
237. ↑  Janda, Kenneth (2013). 《The Challenge of Democracy: American Government in Global Politics》. Wadsworth. 218쪽. ISBN 978-1-133-60230-9.
238. ↑  Neale, Thomas (2012). 《The Electoral College: How It Works in Contemporary Presidential Elections》 (PDF). Congressional Research Service. 2020년 10월 4일에 원본 문서 (PDF)에서 보존된 문서. 2015년 10월 30일에 확인함.
239. ↑  Dorman, John L. “Six battleground states will hold the key to the White House in 2024”. 《Business Insider》. 2022년 12월 24일에 원본 문서에서 보존된 문서. 2023년 5월 25일에 확인함.
240. ↑  Allen, Mike; VandeHei, Jim (2024년 5월 6일). “Behind the Curtain: 6% of six states”. 《Axios》. 2024년 5월 11일에 원본 문서에서 보존된 문서. 2024년 5월 12일에 확인함.
241. ↑  “North Carolina may be the hottest political battleground of 2024”. 《The Economist》. ISSN 0013-0613. 2023년 6월 15일에 원본 문서에서 보존된 문서. 2023년 8월 9일에 확인함.
242. ↑  Mondeaux, Cami (2022년 12월 30일). “Who's in and who's out: Here are the battleground states to watch in 2024”. 《The Washington Examiner》. 2022년 12월 30일에 원본 문서에서 보존된 문서. 2023년 5월 25일에 확인함.
243. ↑  “Over Two Decades, Much of the West Has Turned Blue. Why Hasn't Texas?”. 《governing.com》. 2023년 12월 12일. 2024년 5월 30일에 원본 문서에서 보존된 문서. 2024년 5월 30일에 확인함.
244. ↑  Levitz, Eric (2022년 10월 19일). “How the Diploma Divide Is Remaking American Politics”. 《New York》. 2022년 10월 20일에 원본 문서에서 보존된 문서. 2022년 10월 21일에 확인함. 미국의 청색주들은 점점 더 부유하고 교육 수준이 높은 곳이다. 20세기 후반 내내 대학 학위가 없는 미국인은 대학 졸업자보다 민주당에 투표할 가능성이 더 높았다. 하지만 그 격차는 1960년대 후반에 좁아지기 시작하여 2004년에 마침내 뒤집혔다... 더 교육받은 민주당 연합은 자연스럽게 더 부유해진다... 1948년부터 2012년까지 모든 대선에서 미국 소득 분포 상위 5%에 속하는 백인 유권자는 하위 95%에 속하는 유권자보다 공화당에 더 많이 투표했지만, 지금은 그 반대이다. 미국의 백인 다수 중 부유층은 2016년과 2020년에 중산층과 빈곤층의 왼쪽에 투표했고, 빈곤층은 중산층과 부자층의 오른쪽에 투표했다. [Blue America is an increasingly wealthy and well-educated place. Throughout the second half of the 20th century, Americans without college degrees were more likely than university graduates to vote Democratic. But that gap began narrowing in the late 1960s before finally flipping in 2004... A more educated Democratic coalition is, naturally, a more affluent one... In every presidential election from 1948 to 2012, white voters in the top 5 percent of America's income distribution were more Republican than those in the bottom 95 percent. Now, the opposite is true: Among America's white majority, the rich voted to the left of the middle class and the poor in 2016 and 2020, while the poor voted to the right of the middle class and the rich.]
245. ↑  Edsall, Thomas (2023년 2월 1일). “How Much Longer Can 'Vote Blue No Matter Who!' Last?”. 《The New York Times》. ISSN 0362-4331. 2023년 2월 8일에 원본 문서에서 보존된 문서. 2023년 2월 8일에 확인함.
246. ↑  Goldberg, Zach (2023년 1월 31일). “The Rise of College-Educated Democrats”. 《Manhattan Institute》. 2023년 2월 8일에 원본 문서에서 보존된 문서. 2023년 2월 8일에 확인함.
247. ↑  Munis, Kal; Jacobs, Nicholas (2022년 10월 20일). “Why Resentful Rural Americans Vote Republican”. 《The Washington Post》. 2022년 10월 20일에 원본 문서에서 보존된 문서. 2022년 10월 21일에 확인함. ...농촌 지역에 사는 백인, 노인, 종교인, 부유하지 않고 교육 수준이 낮은 유권자는 일반적으로 공화당이 옹호하는 사회적으로 보수적인 견해를 가질 가능성이 더 높다. 한편, 도시 지역은 민주당이 일반적으로 옹호하는 사회적으로 자유주의적인 견해를 가진 젊고 인종적으로 다양하고 교육 수준이 높고 부유한 사람들로 가득 차 있을 가능성이 높다.
248. ↑  Brownstein, Roland (2021년 8월 10일). “This may be the Democrats' last chance to recover working-class Whites”. CNN. 2023년 5월 26일에 원본 문서에서 보존된 문서. 2023년 5월 25일에 확인함.
249. ↑  Charen, Mona (2018년 11월 9일). “Who Votes Republican”. 《RealClearPolitics.com》. Real Clear Politics. 2018년 11월 16일에 원본 문서에서 보존된 문서. 2023년 5월 25일에 확인함.
250. ↑  Cost, Jay. “Losing the Suburbs”. 《AEI.com》. AEI. 2020년 2월 21일에 원본 문서에서 보존된 문서. 2023년 5월 25일에 확인함.
251. ↑  Gonyea, Don (2021년 3월 31일). “Amid Changing Political Landscape, Suburbs No Longer Belong To GOP”. NPR. 2021년 3월 31일에 원본 문서에서 보존된 문서. 2023년 5월 25일에 확인함.
252. ↑  Goldmacher, Shane (2023년 11월 5일). “Trump Leads in 5 Critical States as Voters Blast Biden, Times/Siena Poll Finds”. 《The New York Times》. ISSN 0362-4331. 2023년 11월 28일에 원본 문서에서 보존된 문서. 2023년 11월 28일에 확인함.
253. ↑  Cohn, Nate (2023년 9월 15일). “Why Are Democrats Losing Ground Among Nonwhite Voters? 5 Theories.”. 《The New York Times》. ISSN 0362-4331. 2023년 11월 28일에 원본 문서에서 보존된 문서. 2023년 11월 28일에 확인함.
254. ↑  Cohn, Nate (2023년 9월 5일). “Consistent Signs of Erosion in Black and Hispanic Support for Biden”. 《The New York Times》. ISSN 0362-4331. 2023년 11월 27일에 원본 문서에서 보존된 문서. 2023년 11월 28일에 확인함.
255. ↑  Shalal, Andrea (2023년 10월 31일). “Arab American support for Biden, Democrats plummets over Israel, poll shows”. 《Reuters》. 2023년 12월 2일에 원본 문서에서 보존된 문서. 2023년 11월 28일에 확인함.
256. ↑  Cohn, Nate (2023년 11월 27일). “Why Biden's Weakness Among Young Voters Should Be Taken Seriously”. 《The New York Times》. ISSN 0362-4331. 2023년 11월 28일에 원본 문서에서 보존된 문서. 2023년 11월 28일에 확인함.
257. ↑  Adam Carlson (2023년 12월 4일). “What Do Aggregated Crosstabs Tell Us About 2024?”. 《Split Ticket》. 2024년 1월 27일에 원본 문서에서 보존된 문서. 2024년 1월 27일에 확인함.
258. ↑  Arlette Saenz; MJ Lee (2024년 1월 12일). “Biden campaign grapples with undecided voters who don't yet believe Trump could be the nominee”. 《CNN》. 2024년 1월 27일에 원본 문서에서 보존된 문서. 2024년 1월 27일에 확인함.
259. ↑  Mellman, Mark (2023년 12월 6일). “The problem with interpreting poll crosstabs”. 《The Hill》. 2024년 1월 27일에 원본 문서에서 보존된 문서. 2024년 1월 27일에 확인함.
260. ↑  Faria, Zachary (2023년 11월 7일). “Trump's strong general election polling is a mirage”. 《Washington Examiner》. 2024년 1월 27일에 원본 문서에서 보존된 문서. 2024년 1월 27일에 확인함.
261. ↑  “The Unpollable Election”. 《Yahoo News》. 2023년 12월 19일. 2024년 1월 27일에 원본 문서에서 보존된 문서. 2024년 1월 27일에 확인함.
262. ↑  “For Biden, youth vote polling is a warning, not the apocalypse”. 《Brookings》. 2024년 1월 27일에 원본 문서에서 보존된 문서. 2024년 1월 27일에 확인함.
263. 1 2  이에 관한 출처는 다음 자료를 참고하라:
  - Edsall, Thomas B. (2023년 4월 12일). “How The Right Came To Embrace Intrusive Government”. 《The New York Times》. ISSN 0362-4331. 2023년 4월 12일에 원본 문서에서 보존된 문서. 2023년 4월 12일에 확인함. 전국의 주에 있는 공화당원들은 낙태의 범죄화를 강력히 주장하고 있다. 낙태 시술, 낙태 약물, 임신을 종료하기 위해 주를 떠나는 사람들... 카이저 패밀리 재단이 《더 타임스》에 제공한 조사에 따르면, 강간이나 근친상간에 대한 예외 없이 임신 초기의 다양한 낙태 금지를 하는 주는 앨라배마, 애리조나, 아칸소, 플로리다, 켄터키, 루이지애나, 미시시피, 미주리, 오하이오, 오클라호마, 사우스다코타, 테네시, 텍사스, 웨스트버지니아, 위스콘신이다. [Republicans in states across the country are defiantly pushing for the criminalization of abortion — of the procedure, of abortifacient drugs and of those who travel out of state to terminate pregnancy... According to research provided to The Times by the Kaiser Family Foundation, states that have abortion bans at various early stages of pregnancy with no exception for rape or incest include Alabama, Arizona, Arkansas, Florida, Kentucky, Louisiana, Mississippi, Missouri, Ohio, Oklahoma, South Dakota, Tennessee, Texas, West Virginia and Wisconsin.]
  - Allison, Natalie (2022년 6월 24일). “Roe reversal divides 2024 GOP field”. 《Politico》. 2022년 6월 28일에 원본 문서에서 보존된 문서. 2022년 6월 25일에 확인함.
  - Weisman, Jonathan (2023년 4월 11일). “Pressured by Their Base on Abortion, Republicans Strain to Find a Way Forward”. 《The New York Times》. ISSN 0362-4331. 2023년 4월 11일에 원본 문서에서 보존된 문서. 2023년 4월 12일에 확인함.
  - Godfrey, Elaine (2022년 5월 4일). “The GOP's Strange Turn Against Rape Exceptions”. 《The Atlantic》. 2022년 5월 4일에 원본 문서에서 보존된 문서. 2023년 4월 7일에 확인함.
264. ↑  Shapero, Julia (2022년 6월 24일). “Trump credits himself for abortion ruling”. 《Axios》. 2023년 12월 16일에 원본 문서에서 보존된 문서. 2024년 4월 27일에 확인함.
265. ↑  Feiner, Lauren (2022년 5월 20일). “Democratic senators concerned about phone location data being used to track people seeking abortions”. 《CNBC》. 2022년 5월 20일에 원본 문서에서 보존된 문서. 2023년 4월 12일에 확인함.
266. ↑  Kilgore, Ed (2023년 6월 21일). “House GOP Forges Ahead on Wildly Unpopular National Abortion Ban”. 《Intelligencer》. 2023년 11월 15일에 원본 문서에서 보존된 문서. 2023년 11월 15일에 확인함.
267. ↑  “Trump: 'I was able to kill Roe v. Wade'”. NBC News. 2023년 5월 17일. 2024년 2월 5일에 원본 문서에서 보존된 문서. 2024년 2월 5일에 확인함.
268. ↑  “Trump criticizes Republicans pushing abortion bans with no exceptions: 'You're not going to win'”. NBC News. 2023년 9월 16일. 2024년 2월 5일에 원본 문서에서 보존된 문서. 2024년 2월 5일에 확인함.
269. 1 2  Cortellessa, Eric (2024년 4월 30일). “How Far Trump Would Go”. 《Time》. 2024년 5월 11일에 원본 문서에서 보존된 문서. 2024년 5월 11일에 확인함.
270. ↑  Leonhardt, David (2024년 1월 17일). “A 2024 Vulnerability”. 《The New York Times》. 2024년 1월 26일에 원본 문서에서 보존된 문서. 2024년 1월 26일에 확인함.
271. ↑  “Americans agree that the 2024 election will be pivotal for democracy, but for different reasons”. 《Associated Press》. 2023년 12월 15일. 2023년 12월 16일에 원본 문서에서 보존된 문서. 2023년 12월 16일에 확인함.
272. ↑  M. Jones, Jeffrey (2024년 7월 12일). “Sharply More Americans Want to Curb Immigration to U.S.”. 《Gallup》. 2024년 7월 20일에 원본 문서에서 보존된 문서. 2024년 7월 21일에 확인함.
273. ↑  Frankovic, Kathy (2021년 8월 19일). “White Republicans see the white population decline in America as a bad thing”. 《YouGov》. 2023년 11월 29일에 원본 문서에서 보존된 문서. 2024년 7월 21일에 확인함.
274. ↑  “America's immigration policies are failing”. 《The Economist》. 2024년 1월 26일에 원본 문서에서 보존된 문서. 2024년 1월 26일에 확인함.
275. ↑  Montoya-Galvez, Camilo (2024년 7월 1일). “Illegal crossings at U.S.-Mexico border fall to 3-year low, the lowest level under Biden”. 《CBS News》. 2024년 7월 10일에 원본 문서에서 보존된 문서. 2024년 7월 12일에 확인함.
276. ↑  Arnsdorf, Isaac (2024년 1월 28일). “Trump brags about efforts to stymie border talks: 'Please blame it on me'”. 《The Washington Post》. ISSN 0190-8286. 2024년 1월 28일에 원본 문서에서 보존된 문서. 2024년 1월 29일에 확인함.
277. ↑  “Senate GOP blocks bipartisan border deal and foreign aid package in key vote”. CNN. 2024년 2월 7일. 2024년 3월 24일에 원본 문서에서 보존된 문서. 2024년 4월 3일에 확인함.
278. ↑  Kane, Paul (2024년 2월 7일). “Senate Republicans retreating into the same ungovernable chaos as House GOP”. 《The Washington Post》. 2024년 2월 7일에 원본 문서에서 보존된 문서. 2024년 4월 3일에 확인함.
279. ↑  Jacqueline Alemany; Marianna Sotomayor; Leigh Ann Caldwell; Liz Goodwin (2024년 1월 7일). “GOP leaders face unrest amid chaotic, bungled votes”. 《The Washington Post》. 2024년 6월 19일에 원본 문서에서 보존된 문서. 2024년 4월 3일에 확인함.
280. ↑  Liz Goodwin; Leigh Ann Caldwell; Abigail Hauslohner (2024년 2월 7일). “Senate GOP blocks border deal; future of Ukraine, Israel aid unclear”. 《The Washington Post》. 2024년 2월 8일에 원본 문서에서 보존된 문서. 2024년 4월 3일에 확인함.
281. ↑  Richard Cowan; Picas Costas. “US Senate unveils $118 billion bill on border security, aid for Ukraine, Israel”. 《Reuters》. 2024년 2월 5일에 확인함.
282. 1 2 3  Charlie Savage; Maggie Haberman; Jonathan Swan (2023년 11월 11일). “Sweeping Raids, Giant Camps and Mass Deportations: Inside Trump's 2025 Immigration Plans”. 《The New York Times》. 2024년 4월 25일에 원본 문서에서 보존된 문서. 2024년 4월 26일에 확인함.
283. ↑  Garsd, Jasmine (2023년 12월 13일). “Where the Republican presidential candidates stand on immigration”. NPR. 2024년 2월 10일에 원본 문서에서 보존된 문서. 2024년 2월 10일에 확인함.
284. ↑  Olympia, Sonnier; Haake, Garrett (2024년 2월 29일). “Trump's claims of a migrant crime wave are not supported by national data”. NBC News. 2024년 6월 22일에 원본 문서에서 보존된 문서. 2024년 6월 23일에 확인함.
285. 1 2 3  Layne, Nathan; Slattery, Gram; Reid, Tim (2024년 4월 3일). “Trump calls migrants 'animals,' intensifying focus on illegal immigration”. 《Reuters》. 2024년 6월 17일에 원본 문서에서 보존된 문서. 2024년 4월 3일에 확인함. 조지아 출신의 22세 간호학생 레이컨 라일리가 불법으로 미국에 온 베네수엘라 이민자에게 살해당했다는 혐의를 받고 있는 것에 대해 2017년부터 2021년까지 대통령을 지낸 트럼프는 일부 이민자들은 인간 수준 이하라고 주장하면서 이렇게 말했다. "민주당은 '그들을 동물이라고 부르지 마세요. 그들은 인간이에요.'라고 말한다. 그렇지만 나는 '아니오, 그들은 인간이 아니다. 그들은 인간이 아니다. 그들은 동물이다.'라고 말했다." [While speaking of Laken Riley – a 22-year-old nursing student from Georgia allegedly murdered by a Venezuelan immigrant in the country illegally – Trump said some immigrants were sub-human. "The Democrats say, 'Please don't call them animals. They're humans.' I said, 'No, they're not humans, they're not humans, they're animals,'" said Trump, president from 2017 to 2021.]
286. ↑  Iati, Marisa (2024년 3월 16일). “Trump says some undocumented immigrants are 'not people'”. 《The Washington Post》. ISSN 0190-8286. 2024년 3월 16일에 원본 문서에서 보존된 문서. 2024년 3월 17일에 확인함.
287. ↑  Huynh, Anjali; Gold, Michael (2024년 3월 17일). “Trump Says Some Migrants Are 'Not People' and Predicts a 'Blood Bath' if He Loses”. 《The New York Times》. ISSN 0362-4331. 2024년 4월 23일에 원본 문서에서 보존된 문서. 2024년 4월 26일에 확인함.
288. 1 2  Astor, Maggie (2024년 3월 17일). “Trump Doubles Down on Migrants 'Poisoning' the Country”. 《The New York Times》. ISSN 0362-4331. 2024년 4월 25일에 원본 문서에서 보존된 문서. 2024년 4월 26일에 확인함.
289. ↑  Sullivan, Kate (2023년 10월 6일). “Trump's anti-immigrant comments draw rebuke”. CNN. 2023년 11월 15일에 원본 문서에서 보존된 문서. 2023년 11월 17일에 확인함.
290. ↑  LeVine, Marianne; Kornfield, Maryl (2023년 10월 12일). “Trump's anti-immigrant onslaught sparks fresh alarm heading into 2024”. 《The Washington Post》. 2024년 6월 19일에 원본 문서에서 보존된 문서. 2023년 11월 16일에 확인함.
291. 1 2  Nacos, Brigitte L.; Shapiro, Robert Y.; Bloch-Elkon, Yaeli (2020). “Donald Trump: Aggressive Rhetoric and Political Violence”. 《Perspectives on Terrorism》 (International Centre for Counter-Terrorism) 14 (5): 2–25. ISSN 2334-3745. JSTOR 26940036.
292. ↑  “RFK Jr. Sides with Texas in Border Battle Against Biden Admin”. MSN. 2024년 3월 22일에 원본 문서에서 보존된 문서. 2024년 1월 26일에 확인함.
293. ↑  Halper, Evan; Olorunnipa, Toluse (2023년 12월 31일). “U.S. oil production hit a record under Biden. He seldom mentions it.”. 《The Washington Post》. ISSN 0190-8286. 2024년 1월 18일에 원본 문서에서 보존된 문서. 2024년 1월 20일에 확인함.
294. ↑  “IEA Global Energy Crisis”. International Energy Agency. October 2022. 2022년 12월 6일에 원본 문서에서 보존된 문서. 2022년 12월 6일에 확인함.
295. ↑  Waldman, Scott (2024년 1월 16일). “No more going wobbly in climate fight, Trump supporters vow”. 《Politico》. 2024년 1월 17일에 원본 문서에서 보존된 문서. 2024년 1월 18일에 확인함.
296. ↑  Joyella, Mark (2022년 3월 21일). “On Fox, Donald Trump Calls Climate Change A 'Hoax': 'In The 1920's They Were Talking About Global Freezing'”. 《Forbes》. 2023년 12월 12일에 원본 문서에서 보존된 문서. 2023년 12월 11일에 확인함.
297. ↑  Lindsay, James M. (2023년 12월 1일). “Campaign Roundup: The Republican Presidential Candidates on Climate Change”. Council on Foreign Relations. 2023년 12월 12일에 원본 문서에서 보존된 문서. 2023년 12월 11일에 확인함. 도널드 트럼프는 백악관으로 복귀하면 기후변화에 어떻게 접근할지 명확하게 말하지 않았다. 하지만 첫 임기 동안 그는 미국을 파리 협정에서 탈퇴시켰고 인간이 만든 기후변화라는 개념을 지속적으로 조롱했다. [Donald Trump hasn't said how he would approach climate change if he returns to the White House. But during his first term in office, he withdrew the United States from the Paris Agreement and regularly ridiculed the idea of man-made climate change.]
298. ↑  Geiger, Julianne (2023년 5월 11일). “Trump Promises To "Drill, Baby, Drill" If Elected”. 《Oilprice.com》. 2023년 12월 12일에 원본 문서에서 보존된 문서. 2023년 12월 11일에 확인함.
299. 1 2 3 4 5 6  Colvin, Jill (2023년 11월 12일). “Trump's plans if he returns to the White House include deportation raids, tariffs and mass firings”. 《Associated Press》. 2023년 12월 10일에 원본 문서에서 보존된 문서. 2023년 12월 10일에 확인함.
300. ↑  Friedman, Lisa (2024년 3월 18일). “Trump's Violent Language Toward EVs”. 《The New York Times》. ISSN 0362-4331. 2024년 3월 21일에 원본 문서에서 보존된 문서. 2024년 3월 21일에 확인함.
301. ↑  Bordoff, Jason (December 2022). “America's Landmark Climate Law”. 《International Monetary Fund》. 2024년 1월 18일에 원본 문서에서 보존된 문서. 2024년 1월 16일에 확인함. 인플레이션 감축법은 미국 역사상 가장 중요한 기후 관련 법률이다. [The Inflation Reduction Act is the most significant piece of climate legislation in the history of the United States.]
302. ↑  Fields, Gary; Sanders, Linley (2023년 12월 15일). “Americans agree that the 2024 election will be pivotal for democracy, but for different reasons”. 《Associated Press》. 2023년 12월 16일에 원본 문서에서 보존된 문서. 2023년 12월 16일에 확인함.
303. ↑  Balz, Dan; Ence Morse, Clara (2023년 8월 18일). “American democracy is cracking. These forces help explain why.”. 《The Washington Post》. 2023년 11월 15일에 원본 문서에서 보존된 문서. 2023년 11월 15일에 확인함.
304. ↑  Leonhardt, David (2022년 9월 17일). “A Crisis Coming: The Twin Threats to American Democracy”. 《The New York Times》. 2023년 11월 1일에 원본 문서에서 보존된 문서. 2023년 11월 15일에 확인함.
305. ↑  Gambino, Lauren (2023년 11월 5일). “With the US election a year away, most Americans don't want Biden or Trump”. 《The Guardian》. ISSN 0261-3077. 2023년 11월 16일에 원본 문서에서 보존된 문서. 2023년 11월 15일에 확인함.
306. ↑  Smith, Allan; Gomez, Henry J. (2022년 11월 7일). “Republicans switched gears to focus on issues such as inflation and crime that poll highest among voter concerns”. NBC News. 2022년 11월 7일에 원본 문서에서 보존된 문서. 2023년 5월 3일에 확인함.
307. ↑  “Is Our Democracy Under Threat?”. 《rutgers.edu》. 2022년 10월 25일에 원본 문서에서 보존된 문서. 2023년 5월 3일에 확인함.
308. ↑  Riccardi, Nicholas; Price, Michelle L. (2023년 12월 16일). “Trump calls Biden the 'destroyer' of democracy despite his own efforts to overturn 2020 election”. 《Associated Press》. 2023년 12월 15일에 원본 문서에서 보존된 문서. 2023년 12월 16일에 확인함.
309. ↑  Jill Colvin; Bill Barrow (2023년 12월 7일). “Trump's vow to only be a dictator on 'day one' follows growing worry over his authoritarian rhetoric”. 《Associated Press》. 2023년 12월 8일에 원본 문서에서 보존된 문서. 2023년 12월 8일에 확인함.
310. ↑  Michael C. Bender; Michael Gold (2023년 11월 20일). “Trump's Dire Words Raise New Fears About His Authoritarian Bent”. 《The New York Times》. 2023년 12월 8일에 원본 문서에서 보존된 문서. 2023년 12월 8일에 확인함.
311. ↑  Stone, Peter (2023년 11월 22일). “'Openly authoritarian campaign': Trump's threats of revenge fuel alarm”. 《The Guardian》. 2023년 11월 27일에 원본 문서에서 보존된 문서. 2023년 12월 9일에 확인함.
312. ↑  Baker, Peter (2023년 12월 9일). “Talk of a Trump Dictatorship Charges the American Political Debate”. 《The New York Times》. 2023년 12월 9일에 원본 문서에서 보존된 문서. 2023년 12월 9일에 확인함.
313. ↑  Savage, Charlie (2024년 4월 24일). “Trump's Immunity Claim Joins His Plans to Increase Executive Power”. 《The New York Times》. ISSN 0362-4331. 2024년 4월 24일에 원본 문서에서 보존된 문서. 2024년 4월 24일에 확인함.
314. ↑  Swan, Jonathan; Savage, Charlie; Maggie, Haberman (2023년 7월 17일). “Trump and Allies Forge Plans to Increase Presidential Power in 2025”. 《The New York Times》. 2023년 11월 13일에 원본 문서에서 보존된 문서. 2023년 12월 6일에 확인함.
315. ↑  Liptak, Adam (2024년 6월 5일). “Trump's Vows to Prosecute Rivals Put Rule of Law on the Ballot”. 《The New York Times》. ISSN 0362-4331. 2024년 6월 9일에 원본 문서에서 보존된 문서. 2024년 6월 9일에 확인함.
316. ↑  Peter, Stone (2023년 11월 10일). “Trump suggests he would use FBI to go after political rivals if elected in 2024”. 《The Guardian》. 2024년 6월 7일에 원본 문서에서 보존된 문서. 2024년 1월 6일에 확인함.
317. ↑  Homans, Charles (2024년 4월 27일). “Donald Trump Has Never Sounded Like This”. 《New York Magazine》. 2024년 7월 19일에 원본 문서에서 보존된 문서. 2024년 4월 27일에 확인함. No major American presidential candidate has talked like he now does at his rallies—not Richard Nixon, not George Wallace, not even Donald Trump himself.
318. ↑  Sherman, Carter (2024년 8월 5일). “Project 2025: what does the rightwing blueprint say about abortion?”. 2024년 8월 8일에 원본 문서에서 보존된 문서. 2024년 8월 5일에 확인함 – The Guardian 경유.
319. ↑  Bader, Eleanor J. (2024년 7월 27일). “Project 2025 Isn’t Just Anti-Abortion. It Attacks Surrogacy, IVF, Contraception.”. 《Truthout》. 2024년 8월 7일에 원본 문서에서 보존된 문서. 2024년 8월 5일에 확인함.
320. ↑  “What is Project 2025? Wish list for a Trump presidency, explained”. 《www.bbc.com》. 2024년 6월 12일에 원본 문서에서 보존된 문서. 2024년 8월 5일에 확인함.
321. ↑  Greenhouse, Steven (2024년 8월 4일). “Trump claims he’s pro-worker. Project 2025 will gut labor rights”. 2024년 8월 8일에 원본 문서에서 보존된 문서. 2024년 8월 5일에 확인함 – The Guardian 경유.
322. ↑  “What is Project 2025 and what does it mean for LGBTQ Americans?”. 《www.advocate.com》. 2024년 8월 4일에 원본 문서에서 보존된 문서. 2024년 8월 5일에 확인함.
323. ↑  Armour, Stephanie. “Inside Project 2025: Former Trump official outlines hard right turn against abortion”. 《ABC News》. 2024년 8월 5일에 원본 문서에서 보존된 문서. 2024년 8월 5일에 확인함.
324. ↑  “Russell Vought, a Project 2025 architect, is ready to shock Washington if Trump wins second term”. 《Yahoo News》. 2024년 8월 5일. 2024년 8월 5일에 원본 문서에서 보존된 문서. 2024년 8월 5일에 확인함.
325. ↑  Blitzer, Jonathan (2024년 7월 15일). “Inside the Trump Plan for 2025”. 2024년 8월 5일에 원본 문서에서 보존된 문서. 2024년 8월 5일에 확인함 – www.newyorker.com 경유.
326. ↑  “Project 2025 shakes up leadership after criticism from Democrats and Trump, but says work goes on”. 《Associated Press》. 2024년 7월 30일. 2024년 8월 5일에 원본 문서에서 보존된 문서. 2024년 8월 5일에 확인함.
327. ↑  Haberman, Maggie; Nehamas, Nicholas; McFadden, Alyce (2023년 10월 3일). “Trump Said Shoplifters Should Be Shot, Part of a String of Violent Remarks”. 《The New York Times》. 2023년 10월 8일에 원본 문서에서 보존된 문서. 2023년 10월 9일에 확인함.
328. ↑  LeVine, Marianne (2023년 11월 12일). “Trump calls political enemies 'vermin,' echoing dictators Hitler, Mussolini”. 《The Washington Post》. 2023년 11월 13일에 원본 문서에서 보존된 문서. 2023년 11월 12일에 확인함.
329. ↑  Gold, Michael; Huynh, Anjali (2024년 4월 2일). “Trump Again Invokes 'Blood Bath' and Dehumanizes Migrants in Border Remarks”. 《The New York Times》. ISSN 0362-4331. 2024년 4월 2일에 원본 문서에서 보존된 문서. 2024년 4월 3일에 확인함.
330. ↑  Weissert, Will (2024년 1월 4일). “One attack, two interpretations: Biden and Trump both make the Jan. 6 riot a political rallying cry”. 《Associated Press》. 2024년 1월 5일에 원본 문서에서 보존된 문서. 2024년 1월 6일에 확인함.
331. ↑  Mascaro, Lisa (2024년 1월 6일). “On Jan. 6 many Republicans blamed Trump for the Capitol riot. Now they endorse his presidential bid”. 《Associated Press》. 2024년 1월 6일에 원본 문서에서 보존된 문서. 2024년 1월 6일에 확인함.
332. ↑  Price, Michelle L.; Colvin, Jill; Beaumont, Thomas (2024년 1월 6일). “Trump downplays Jan. 6 on the anniversary of the Capitol siege and calls jailed rioters 'hostages'”. 《Associated Press》. 2024년 1월 6일에 원본 문서에서 보존된 문서. 2024년 1월 6일에 확인함.
333. ↑  Ibssa, Lalee; Kim, Soo Rin (2024년 4월 30일). “Trump says 'it depends' if there will be violence if he loses 2024 election to Biden”. 《ABC News》. 2024년 4월 30일에 원본 문서에서 보존된 문서. 2024년 4월 30일에 확인함.
334. ↑  Goldmacher, Shane (2022년 10월 17일). “Republicans Gain Edge as Voters Worry About Economy, Times/Siena Poll Finds”. 《The New York Times》. 2022년 10월 20일에 원본 문서에서 보존된 문서. 2022년 10월 21일에 확인함.
335. ↑  Montanaro, Domenico (2023년 3월 29일). “Poll: Dangers for both parties on the economy, crime and transgender rights”. NPR. 2023년 3월 29일에 원본 문서에서 보존된 문서. 2023년 5월 10일에 확인함.
336. ↑  Roche, Darragh (2023년 7월 19일). “Election 2024 poll: How voters feel about key issues”. 《Newsweek》. 2024년 1월 26일에 원본 문서에서 보존된 문서. 2024년 1월 26일에 확인함.
337. ↑  Levitz, Eric (2024년 4월 24일). “Trump's team keeps promising to increase inflation”. 《Vox》 (미국 영어). 2024년 7월 10일에 원본 문서에서 보존된 문서. 2024년 7월 23일에 확인함.
338. ↑  Burns, Tobias (2024년 7월 10일). “Experts see potential for higher inflation under Trump”. 《The Hill》. 2024년 7월 23일에 원본 문서에서 보존된 문서. 2024년 7월 31일에 확인함. 점점 더 많은 투자자와 경제학자들이 전직 대통령 트럼프와 공화당이 다가올 선거에서 승리하면 인플레이션이 상승할 것으로 보고 있다. 트럼프가 여론 조사에서 바이든 대통령보다 더 큰 우위를 점하면서, 경제 전문가들은 그가 제안한 세금 및 관세 정책이 2년 이상 인플레이션과 싸운 현직 대통령 이후 가격을 더 높일 수 있다고 말한다. [A growing number of investors and economists see inflation rising if former President Trump and Republicans sweep the upcoming elections. As Trump opens a wider lead in polling over President Biden, economic experts say his proposed tax and tariff policies could lead to higher prices, after more than two years of the incumbent fighting inflation.]
339. ↑  Wiseman, Paul (2024년 5월 21일). “Trump or Biden? Either way, US seems poised to preserve heavy tariffs on imports”. 《Associated Press》 (영어). 2024년 5월 21일에 원본 문서에서 보존된 문서. 2024년 7월 12일에 확인함. 트럼프는 2기 임기에서도 같은 것을 더 많이 약속했다. 그는 모든 수입품에 10% 관세를 부과하고 중국 상품에 60% 세금을 부과하겠다고 위협했다... 무디스 애널리틱스의 수석 경제학자 마크 잔디는 그 결과가 파괴적일 것이라고 경고했다. 그는 트럼프의 관세 계획은 '다른 모든 조건이 동일하다면 인플레이션을 높이고 GDP와 일자리를 감소시키며 실업률을 증가시킬 것'이라고 말했다. [Trump has vowed more of the same in a second term. He’s threatening to impose a 10% tariff on all imports — and a 60% tax on Chinese goods...Mark Zandi, chief economist at Moody’s Analytics, warns that the consequences would be damaging. Trump's tariff plans, Zandi said, 'would spark higher inflation, reduce GDP and jobs and increase unemployment, all else equal.'
340. ↑  “Trumponomics would not be as bad as most expect”. 《The Economist》. 2024년 7월 11일. ISSN 0013-0613. 2024년 8월 8일에 원본 문서에서 보존된 문서. 2024년 7월 23일에 확인함.
341. ↑  Nichols, Hans (2024년 6월 25일). “Scoop: 16 Nobel economists see a Trump inflation bomb”. 《Axios》 (Cox Enterprises). 2024년 6월 26일에 확인함.
342. ↑  Picciotto, Rebecca (2024년 6월 25일). “Sixteen Nobel Prize-winning economists warn a second Trump term would 'reignite' inflation”. CNBC. 2024년 6월 26일에 원본 문서에서 보존된 문서. 2024년 6월 26일에 확인함.
343. ↑  Picchi, Aimee (2024년 6월 25일). “16 Nobel Prize-winning economists warn that Trump's economic plans could reignite inflation”. 《www.cbsnews.com》 (미국 영어). 2024년 7월 9일에 원본 문서에서 보존된 문서. 2024년 7월 12일에 확인함. 트럼프의 정책은 인플레이션을 유발할 수 있다고 다른 경제학자들도 경고했다. 예를 들어, 추방하는 이민자들에게 모든 수입품에 대해 10%의 전면 관세를 부과하겠다는 그의 주장이 있다. 피터슨 국제경제연구소의 전문가들에 따르면, 관세 계획은 전형적인 미국 가정에 연간 1,700달러의 비용을 추가해 본질적으로 인플레이션을 촉발시키는 역할을 할 것이다. [Trump's policies could prove to be inflationary, other economists also warned, such as his proposal to create a 10% across-the-board tariff on all imports to deporting immigrants. The tariff plan would add $1,700 in annual costs for the typical U.S. household, essentially acting as an inflationary tax, according to experts at the Peterson Institute for International Economics.]
344. ↑  Bade, Gavin (2024년 8월 4일). “Trump’s trade guru plots an even more disruptive second term”. 《Politico》. 2024년 8월 4일에 원본 문서에서 보존된 문서. 2024년 8월 5일에 확인함.
345. ↑  Kiernan, Paul; DeBarros, Anthony (2024년 7월 11일). “Economists Say Inflation Would Be Worse Under Trump Than Biden”. 《The Wall Street Journal》. 2024년 8월 2일에 원본 문서에서 보존된 문서. 2024년 7월 31일에 확인함. 7월 5~9일 실시... 트럼프와 바이든에 대한 질문에 답한 50명 중 56%가 트럼프가 집권하면 바이든보다 인플레이션이 더 높을 것이라고 답했고, 16%는 그 반대라고 답했다... 경제학자들의 51%는 트럼프 집권 하에서 연방 예산 적자가 더 커질 것으로 예상하는 반면, 바이든 집권 하에서는 단 22%만 그렇게 예상했다. [Conducted July 5–9...of the 50 who answered questions about Trump and Biden 56% said inflation would be higher under another Trump term than a Biden term, versus 16% who said the opposite...Fifty-one percent of economists anticipate larger federal budget deficits under a Trump presidency, compared to 22% under Biden.]
346. ↑  Oliphant, James; Slattery, Gram (2024년 4월 24일). “Trump's second-term agenda: deportations, trade wars, drug dealer death penalty”. 《Reuters》. 2023년 12월 5일에 원본 문서에서 보존된 문서. 2024년 4월 27일에 확인함.
347. ↑  Boak, Josh; Colvin, Jill (2024년 4월 15일). “Tax Day reveals a major split in how Joe Biden and Donald Trump would govern”. 《Associated Press》. 2024년 4월 27일에 원본 문서에서 보존된 문서. 2024년 4월 27일에 확인함.
348. 1 2  Savage, Charlie; Swan, Jonathan; Haberman, Maggie (2023년 12월 26일). “A New Tax on Imports and a Split From China: Trump's 2025 Trade Agenda”. 《The New York Times》. 2023년 12월 26일에 원본 문서에서 보존된 문서. 2023년 12월 10일에 확인함.
349. 1 2  Basu, Zachary (2024년 5월 8일). “Trump's inflation bomb: How his second-term plans could make it worse”. 《Axios》. 2024년 5월 11일에 원본 문서에서 보존된 문서. 2024년 5월 11일에 확인함.
350. ↑  Stein, Jeff (2024년 1월 27일). “Donald Trump is preparing for a massive new trade war with China”. 《The Washington Post》. 2024년 1월 27일에 원본 문서에서 보존된 문서. 2024년 4월 4일에 확인함.
351. ↑  “Donald Trump's second term would be a protectionist nightmare”. 《The Economist》. 2023년 10월 31일. 2024년 5월 12일에 원본 문서에서 보존된 문서. 2024년 5월 11일에 확인함.
352. ↑  Helleiner, Eric (2021). “The Return of National Self-Sufficiency? Excavating Autarkic Thought in a De-Globalizing Era”. 《International Studies Review》 23 (3): 933–957. doi:10.1093/isr/viaa092. ISSN 1468-2486.
353. ↑  Wilson, Reid (2021년 6월 23일). “GOP sees critical race theory battle as potent midterm weapon”. 《The Hill》. 2021년 6월 23일에 원본 문서에서 보존된 문서. 2023년 6월 25일에 확인함.
354. ↑  Asmelash, Leah (2021년 5월 5일). “A school district tried to address racism, a group of parents fought back”. 《CNN》. 2021년 10월 19일에 원본 문서에서 보존된 문서. 2023년 6월 25일에 확인함.
355. ↑  Snyder, Timothy (2021년 6월 29일). “The War on History Is a War on Democracy”. 《The New York Times》. ISSN 0362-4331. 2021년 7월 4일에 원본 문서에서 보존된 문서. 2023년 6월 25일에 확인함.
356. ↑  McGraw, Meredith (2023년 1월 26일). “Trump unveils new education policy loaded with culture war proposals”. 《Politico》. 2023년 12월 16일에 원본 문서에서 보존된 문서. 2023년 12월 16일에 확인함.
357. ↑  Allen, Jonathan; Dixon, Matt (2023년 10월 20일). “Israel-Hamas war ignites fight between Ron DeSantis and Nikki Haley”. NBC News. 2023년 11월 3일에 원본 문서에서 보존된 문서. 2023년 11월 3일에 확인함.
358. 1 2  Swan, Jonathan; Savage, Charlie; Haberman, Maggie (2023년 12월 9일). “Fears of a NATO Withdrawal Rise as Trump Seeks a Return to Power”. 《The New York Times》. 2023년 12월 10일에 원본 문서에서 보존된 문서. 2023년 4월 3일에 확인함.
359. ↑  Brownstein, Ronald (2023년 3월 28일). “In 2024, Republicans may complete a historic foreign policy reversal”. 《CNN》. 2023년 3월 28일에 원본 문서에서 보존된 문서. 2023년 6월 29일에 확인함.
360. ↑  Baker, Peter (2024년 2월 11일). “Favoring Foes Over Friends, Trump Threatens to Upend International Order”. 《The New York Times》. ISSN 1553-8095. 2024년 2월 20일에 원본 문서에서 보존된 문서. 2024년 2월 11일에 확인함.
361. ↑  Hayden, Jones (2024년 6월 16일). “Trump threatens to cut US aid to Ukraine quickly if reelected”. 《Politico Europe》. 2024년 6월 22일에 원본 문서에서 보존된 문서. 2024년 6월 23일에 확인함.
362. ↑  Barnes, Julian E.; Helene, Cooper (2019년 1월 14일). “Trump Discussed Pulling U.S. From NATO, Aides Say Amid New Concerns Over Russia”. 《The New York Times》. 2021년 1월 13일에 원본 문서에서 보존된 문서. 2023년 12월 10일에 확인함.
363. ↑  “What have US presidential candidates said about Hamas' attack on Israel?”. 《Reuters》. 2023년 10월 12일. 2023년 11월 1일에 원본 문서에서 보존된 문서. 2024년 2월 5일에 확인함.
364. ↑  Lange, Jason; Spetalnick, Matt (November 15, 2023). “US public support for Israel drops; majority backs a ceasefire, Reuters/Ipsos shows”. 《Reuters》. November 17, 2023에 확인함.
365. ↑  Baker, Peter (2024년 5월 2일). “Biden Denounces Violence on Campus, Breaking Silence After Rash of Arrests”. 《The New York Times》. ISSN 0362-4331. 2024년 5월 16일에 원본 문서에서 보존된 문서. 2024년 6월 1일에 확인함.
366. ↑  Dawsey, Josh; DeYoung, Karen; LeVine, Marianne (2024년 5월 27일). “Trump told donors he will crush pro-Palestinian protests, deport demonstrators”. 《The Washington Post》. ISSN 0190-8286. 2024년 6월 1일에 원본 문서에서 보존된 문서. 2024년 6월 1일에 확인함.
367. ↑  Larry Levitt (2023년 7월 20일). “Health Care Issues in the Early Stages of the 2024 Election”. 《KFF》. 2023년 11월 3일에 원본 문서에서 보존된 문서. 2023년 11월 3일에 확인함.
368. ↑  Bradner, Eric (2023년 9월 12일). “2024 GOP contenders clash over Covid-19 records as they warn against future mandates”. 《CNN》. 2023년 11월 3일에 원본 문서에서 보존된 문서. 2023년 11월 3일에 확인함.
369. ↑  Browning, Kellen (2024년 3월 11일). “Trump Mentions Cutting Entitlements, and Biden Pounces”. 《The New York Times》. 2024년 3월 11일에 원본 문서에서 보존된 문서. 2024년 3월 11일에 확인함.
370. ↑  Cancryn, Adam (2024년 3월 11일). “Trump tees up a Biden broadside on Social Security”. 《Politico》. 2024년 3월 22일에 원본 문서에서 보존된 문서. 2024년 3월 21일에 확인함.
371. ↑  Benson, Samuel (2023년 11월 2일). “RFK Jr.'s big gamble”. 《Deseret News》. 2023년 11월 2일에 원본 문서에서 보존된 문서. 2023년 11월 3일에 확인함. 그는 학교 총격 사건과 코로나19 백신과 관련된 여러 가지 논란의 여지가 있는 이론을 공유했다. 그러나 최근 인터뷰에서 그는 보다 신중한 접근 방식을 취했다... 초기 여론 조사에 따르면 케네디의 주 지지층은 10대 또는 20대 초반으로 나타났다. 그는 비록 제3의 후보이지만 두 주요 정당 후보를 모두 긴장하게 만들기에 충분했다... [He's shared a number of controversial theories relating to school shootings and COVID-19 vaccines. In more recent interviews, however, he's taken a more measured approach... Early polls show Kennedy polling in the teens or low 20s — a major underdog, but enough to put both major party nominees on edge...]
372. ↑  Rogers, Kaleigh; Radcliffe, Mary (2023년 5월 25일). “Over 100 Anti-LGBTQ+ Laws Passed In The Last Five Years — Half Of Them This Year”. 《FiveThirtyEight》. 2023년 5월 25일에 원본 문서에서 보존된 문서. 2023년 5월 30일에 확인함.
373. ↑  “BREAKING: Louisiana Legislature Passes Bills Targeting LGBTQ+ Youth”. 《Human Rights Campaign》. 2023년 6월 5일. 2023년 6월 6일에 원본 문서에서 보존된 문서. 2023년 6월 6일에 확인함.
374. 1 2  Chen, Shawna (2023년 1월 31일). “Trump unveils sweeping attack on trans rights”. 《Axios》. 2023년 12월 16일에 원본 문서에서 보존된 문서. 2023년 12월 16일에 확인함.
375. ↑  Dorn, Sara (2024년 5월 10일). “Trump Promises Rollback On Trans Rights: Here's What He's Said”. 《Forbes》. 2024년 5월 12일에 원본 문서에서 보존된 문서. 2024년 5월 11일에 확인함.
376. ↑  Migdon, Brooke (2023년 2월 1일). “Trump vows to punish doctors, hospitals that provide gender-affirming care to transgender minors”. 《The Hill》. 2024년 2월 5일에 원본 문서에서 보존된 문서. 2024년 2월 10일에 확인함.
377. ↑  “2024 Presidential Election by State”. 《The Green Papers》. 2024년 11월 8일. 2024년 11월 29일에 확인함.
378. ↑  Bigg, Matthew (2024년 11월 6일). “Trump Is on Track to Win the Popular Vote”. 《The New York Times》. 2024년 11월 11일에 원본 문서에서 보존된 문서. 2024년 11월 6일에 확인함.
379. ↑  Haddad, Mohammed (2024년 11월 10일). “US election results map 2024: How does it compare to 2020”. 《Al Jazeera》. 2024년 11월 12일에 확인함.
380. 1 2  Kilgore, Ed (2024년 11월 22일). “Trump Has Lost His Popular-Vote Majority”. 《New York Magazine》. 2024년 11월 26일에 원본 문서에서 보존된 문서. 2024년 11월 26일에 확인함.
381. ↑  Baker, Peter (2024년 11월 22일). “The 'Landslide' That Wasn't: Trump and Allies Pump Up His Narrow Victory”. 《The New York Times》. 2024년 11월 25일에 원본 문서에서 보존된 문서. 2024년 11월 26일에 확인함.
382. ↑  Palmer, Barclay (2024년 4월 24일). “Multiple-Term Presidents Who Switched VPs”. 《Investopedia》. 2024년 11월 21일에 확인함.
383. ↑  Bloch, Matthew; Collins, Keith; Gebeloff, Robert; Hernandez, Marco; Khurana, Malika; Levitt, Zach (2024년 11월 6일). “Early Results Show a Red Shift Across the U.S.”. 《The New York Times》. ISSN 0362-4331. 2024년 11월 10일에 확인함.
384. ↑  “Presidential Election Results: Trump Wins”. 《The New York Times》 (미국 영어). 2024년 11월 5일. ISSN 0362-4331. 2024년 11월 10일에 확인함.
385. ↑  Cohn, Nate (2024년 10월 13일). “Why Is Trump Gaining With Black and Hispanic Voters?”. 《The New York Times》. 2024년 11월 10일에 확인함.
386. ↑  “National Results 2020 President exit polls.”. 《CNN》 (영어). 2024년 11월 10일에 확인함.
387. ↑  “Exit poll results 2024 | CNN Politics”. 《CNN》 (영어). 2024년 11월 10일에 확인함.
388. ↑  Skelley, Geoffrey (2024년 11월 11일). “How Democrats won Senate seats in states that Trump carried”. 《ABC News》. 2024년 11월 16일에 확인함.
389. ↑  Cohn, Nate (2024년 11월 13일). “On Midterms' Hints, Down-Ballot Republicans and the Race for the House”. 《The New York Times》. ISSN 1553-8095. 2024년 11월 16일에 확인함.
390. ↑  Kane, Paul (2024년 11월 9일). “Democrats did better than Harris downballot, providing glimmer of hope”. 《The Washington Post》. ISSN 0190-8286. 2024년 11월 16일에 확인함.
391. ↑  Vitali, Ali (2024년 11월 12일). “New York dealt House Democrats a blow in 2022. In 2024, they made a comeback.”. 《NBC News》. 2024년 11월 16일에 확인함.
392. ↑  Frey, William H. (2024년 11월 12일). “Trump gained some minority voters, but the GOP is hardly a multiracial coalition”. 《Brookings Institution》. 2024년 11월 23일에 원본 문서에서 보존된 문서. 2024년 11월 27일에 확인함.
393. ↑  Wu, Ashley; Gamio, Lazaro; Gebeloff, Robert; Shao, Elena; Bender, Michael C. (2024년 11월 20일). “2024 Election Voter Turnout Map: See Where Trump Gained and Harris Lost”. 《The New York Times》 (미국 영어). ISSN 0362-4331. 2024년 11월 20일에 확인함.
394. ↑  McFall, Marni Rose (2024년 11월 6일). “Kamala Harris On Course to Do Worse Than Hillary Clinton in Electoral College”. 《Newsweek》. 2024년 11월 23일에 확인함.
395. ↑  Hajela, Deepti (2024년 11월 6일). “Trump isn't first to be second: Grover Cleveland set precedent of non-consecutive presidential terms”. Associated Press. 2024년 11월 6일에 확인함.
396. ↑  “JD Vance, first millennial Vice President-elect of US, was once a harsh critic of Donald Trump: What changed?”. 《The Economic Times》. 2024년 11월 7일. 2024년 11월 11일에 확인함.
397. ↑  “Exit poll results 2024”. CNN. 2024년 11월 6일. 2024년 11월 6일에 확인함.
398. Bender, Michael C. (2024년 9월 22일). “On the Trail, Trump and Vance Sharpen a Nativist, Anti-Immigrant Tone”. 《The New York Times》. 2024년 9월 24일에 원본 문서에서 보존된 문서. 2024년 9월 25일에 확인함. Battling in a tight race, the Trump-Vance team is sharpening the anti-immigrant nativism that fueled the former president's initial rise to power in 2016, seizing on scare tactics, falsehoods and racial stereotypes.
399. Chidi, George (2024년 8월 3일). “Name-calling and hyperbole: Trump continues fear-mongering fest at Georgia rally”. 《The Guardian》. 2024년 9월 15일에 원본 문서에서 보존된 문서. 2024년 9월 24일에 확인함.
400. Shear, Michael D.; Aleaziz, Hamed; Ulloa, Jazmine (2024년 9월 11일). “How Trump Uses Vitriol for Migrants to Sideline Other Issues”. 《The New York Times》. 2024년 9월 23일에 원본 문서에서 보존된 문서. 2024년 9월 25일에 확인함.
401. Haberman, Maggie (2024년 9월 11일). “'The End of Our Country': Trump Paints Dark Picture at Debate”. 《The New York Times》. 2024년 9월 23일에 원본 문서에서 보존된 문서. 2024년 9월 25일에 확인함. Fear-mongering, and demagoguing on the issue of immigrants, has been Mr. Trump's preferred speed since he announced his first candidacy for the presidency in June 2015, and he has often found a receptive audience for it.
402. Bump, Philip (2024년 3월 1일). “About those immigrating languages that 'nobody speaks'”. 《The Washington Post》. 2024년 9월 25일에 원본 문서에서 보존된 문서. 2024년 9월 25일에 확인함. It's been understood for some time that there is no limit on the fearmongering Donald Trump will deploy when it comes to the U.S.-Mexico border.
403. Castillo, Andrea (2024년 7월 18일). “GOP sticks to the message that migrants are dangerous”. 《Los Angeles Times》. 2024년 9월 24일에 원본 문서에서 보존된 문서. 2024년 9월 25일에 확인함.
404. Bump, Philip (2024년 4월 4일). “The new border fearmongering: China is 'building an army' in the U.S.”. 《The Washington Post》. 2024년 9월 25일에 원본 문서에서 보존된 문서. 2024년 9월 25일에 확인함.
405. Collinson, Stephen (2024년 9월 24일). “Trump plays the fear card on the economy – and it seems to be working”. CNN. 2024년 9월 25일에 원본 문서에서 보존된 문서. Most politicians court voters by offering them an optimistic vision, peddling hope and promises of change. Democratic nominee Kamala Harris is seeking to sweep away Trump's somber picture of America in crisis by invoking joy and a new kind of 'opportunity economy.' Trump, however, mostly dishes out fear and threats.
406. Michael, Gold (2024년 10월 1일). “Trump's Consistent Message Online and Onstage: Be Afraid”. 《The New York Times》. 2024년 10월 1일에 원본 문서에서 보존된 문서. 2024년 10월 1일에 확인함.
407. Hutzler, Alexandra (2024년 9월 30일). “Trump takes dark rhetoric to new level in final weeks of 2024 campaign: ANALYSIS”. ABC News. 2024년 10월 1일에 원본 문서에서 보존된 문서. 2024년 10월 1일에 확인함.
408. Nacos, Brigitte L.; Shapiro, Robert Y.; Bloch-Elkon, Yaeli (2020). “Donald Trump: Aggressive Rhetoric and Political Violence”. 《Perspectives on Terrorism》 (International Centre for Counter-Terrorism) 14 (5): 2–25. ISSN 2334-3745. JSTOR 26940036.
409. Layne, Nathan; Slattery, Gram; Reid, Tim (2024년 4월 3일). “Trump calls migrants 'animals,' intensifying focus on illegal immigration”. 《Reuters》. 2024년 6월 17일에 원본 문서에서 보존된 문서. 2024년 4월 3일에 확인함. While speaking of Laken Riley – a 22-year-old nursing student from Georgia allegedly murdered by a Venezuelan immigrant in the country illegally – Trump said some immigrants were sub-human. 'The Democrats say, 'Please don't call them animals. They're humans.' I said, 'No, they're not humans, they're not humans, they're animals,' said Trump, president from 2017 to 2021.
410. Haberman, Maggie; Nehamas, Nicholas; McFadden, Alyce (2023년 10월 3일). “Trump Said Shoplifters Should Be Shot, Part of a String of Violent Remarks”. 《The New York Times》. 2023년 10월 8일에 원본 문서에서 보존된 문서. 2023년 10월 9일에 확인함.
411. Gabriel, Trip (2023년 10월 5일). “Trump Escalates Anti-Immigrant Rhetoric With 'Poisoning the Blood' Comment”. 《The New York Times》. 2024년 1월 17일에 원본 문서에서 보존된 문서. 2024년 4월 26일에 확인함.
412. LeVine, Marianne (2023년 11월 12일). “Trump calls political enemies 'vermin,' echoing dictators Hitler, Mussolini”. 《The Washington Post》. 2023년 11월 13일에 원본 문서에서 보존된 문서. 2023년 11월 12일에 확인함.
413. Gold, Michael; Huynh, Anjali (2024년 4월 2일). “Trump Again Invokes 'Blood Bath' and Dehumanizes Migrants in Border Remarks”. 《The New York Times》. 2024년 4월 2일에 원본 문서에서 보존된 문서. 2024년 4월 3일에 확인함.
414. Basu, Zachary (2023년 10월 4일). “Trump's words turn violent as pressure on him builds”. 《Axios》. 2024년 7월 10일에 원본 문서에서 보존된 문서. 2024년 7월 13일에 확인함.
415. Michael C. Bender; Michael Gold (2023년 11월 14일). “When Trump tells you he's an authoritarian, believe him”. 《Vox》. 2023년 12월 8일에 원본 문서에서 보존된 문서. 2023년 12월 8일에 확인함.
416. Lehmann, Chris (2023년 11월 14일). “The "Is Donald Trump a Fascist?" Debate Has Been Ended—by Donald Trump”. 《The Nation》 (New York City: Katrina vanden Heuvel). 2024년 9월 26일에 원본 문서에서 보존된 문서. 2023년 12월 8일에 확인함.
417. Zachary Basu (2023년 11월 13일). “Trump campaign defends "vermin" speech amid fascist comparisons”. 《Axios》. 2023년 12월 9일에 원본 문서에서 보존된 문서. 2023년 12월 8일에 확인함.
418. Cassidy, John (2023년 11월 14일). “Trump's Fascistic Rhetoric Only Emphasizes the Stakes in 2024”. 《The New Yorker》 (New York City: Condé Nast). 2024년 10월 9일에 원본 문서에서 보존된 문서. 2023년 12월 8일에 확인함.
419. Lutz, Eric (2023년 11월 10일). “Donald Trump Isn't Even Trying to Hide His Authoritarian Second-Term Plans”. 《Vanity Fair》 (United States: Condé Nast). 2024년 9월 26일에 원본 문서에서 보존된 문서. 2023년 12월 8일에 확인함.
420. Browning, Christopher R. (2023년 7월 25일). “A New Kind of Fascism”. 《The Atlantic》 (Washington, D.C.: Laurene Powell Jobs). 2024년 9월 26일에 원본 문서에서 보존된 문서. 2023년 12월 8일에 확인함.
421. Soo Rin Kim; Lalee Ibssa (2023년 11월 13일). “Trump compares political opponents to 'vermin' who he will 'root out,' alarming historians”. ABC News. 2023년 12월 8일에 원본 문서에서 보존된 문서. 2023년 12월 8일에 확인함.
422. Ward, Myah (2024년 10월 12일). “We watched 20 Trump rallies. His racist, anti-immigrant messaging is getting darker.”. 《Politico》. 2024년 10월 12일에 확인함. It's a stark escalation over the last month of what some experts in political rhetoric, fascism, and immigration say is a strong echo of authoritarians and Nazi ideology.
423. Applebaum, Anne (2024년 10월 18일). “Trump Is Speaking Like Hitler, Stalin, and Mussolini”. 《The Atlantic》. 2024년 10월 18일에 확인함. In the 2024 campaign, that line has been crossed. ... The deliberate dehumanization of whole groups of people; the references to police, to violence, to the 'bloodbath' that Trump has said will unfold if he doesn't win; the cultivation of hatred not only against immigrants but also against political opponents—none of this has been used successfully in modern American politics. But neither has this rhetoric been tried in modern American politics.
424. Rubin, April (2024년 10월 11일). “Trump's top general calls former president 'fascist' and 'dangerous' threat”. 《Axios》. 2024년 10월 19일에 확인함.
425. Brooks, Emily (2024년 10월 25일). “Johnson and McConnell: Harris calling Trump 'fascist' could invite assassination attempt”. 《The Hill》. 2024년 10월 25일에 확인함. Trump, however, has also used the term fascist to describe Harris as he has doubled down on his insults against Harris and ratcheted up the intensity of his own rhetoric against political opponents. "She's a marxist, communist, fascist, socialist," Trump said at a rally in Arizona in September. Johnson and McConnell made no mention of Trump's rhetoric in their statement, keeping the focus on their political rival.
426. Schmidt, Michael S. (2024년 10월 22일). “As Election Nears, Kelly Warns Trump Would Rule Like a Dictator”. 《The New York Times》. 2024년 10월 25일에 확인함.
427. Balk, Tim (2024년 10월 25일). “13 Ex-Trump Aides Back Kelly's 'Dictator' Warning, Saying Trump Seeks 'Absolute, Unchecked Power'”. 《The New York Times》. 2024년 10월 25일에 확인함.